# 郡上市

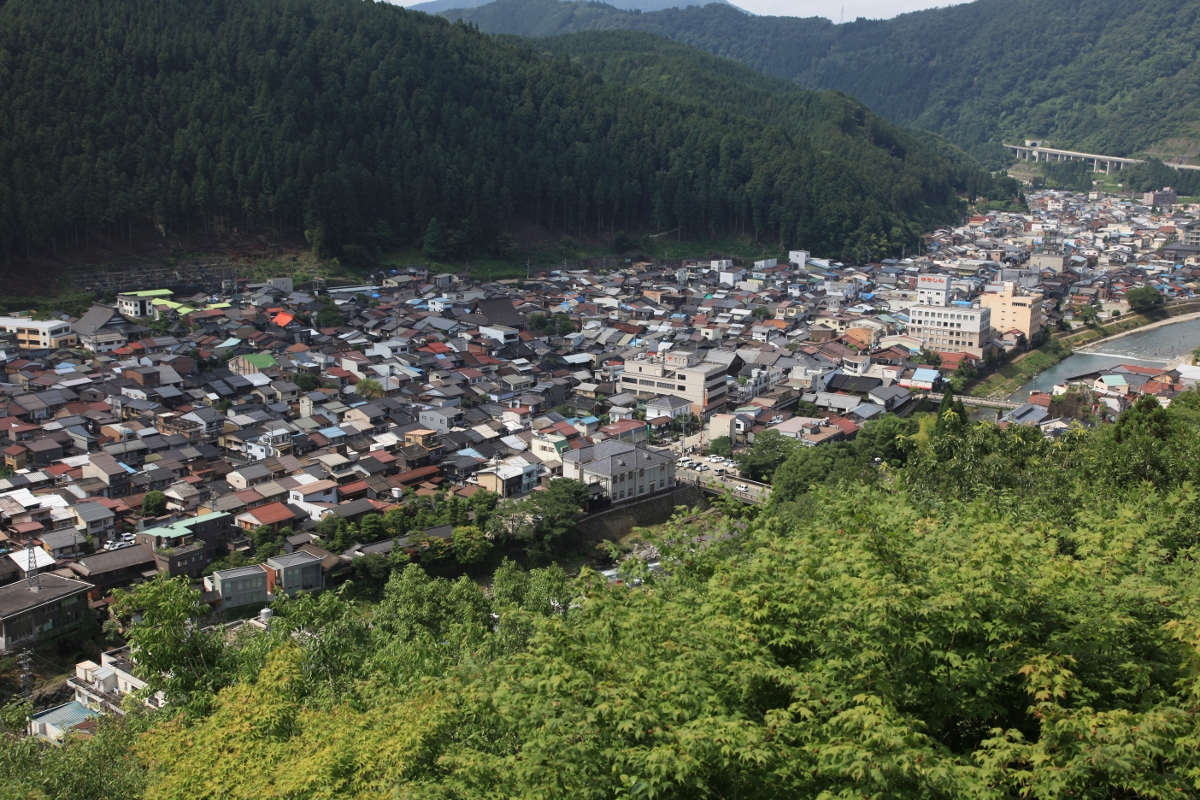
郡上市中心部・八幡の町並み

郡上市（ぐじょうし）は、岐阜県の中濃地域にある市。郡上八幡の街並みや郡上おどり、白山信仰の地として知られている。
郡上市の中心市街地である八幡地区には近世以来の城下町の姿が保全されており、その景観から「奥美濃の小京都」と呼ばれ、全国京都会議にも加盟している。

## 地理

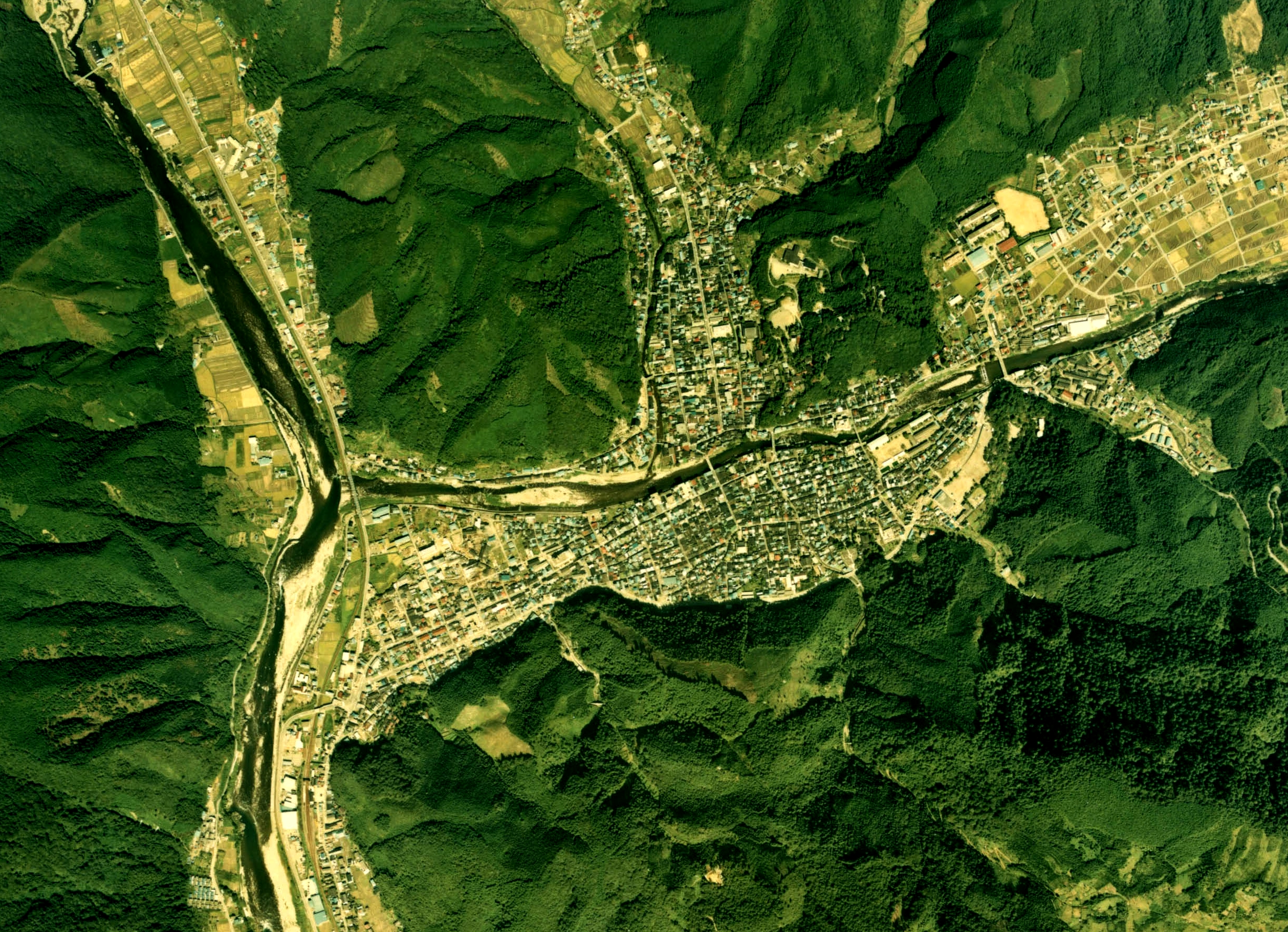
郡上八幡地区周辺の空中写真。1977年撮影。
。

### 位置
岐阜県のほぼ中央に位置し、飛騨高地の南にある山岳丘陵地帯である。平成の大合併前の郡上郡7町村全域を市域としているため、面積は1,000平方キロメートル以上と広大であり、岐阜県では隣接する高山市に次いで面積が広い。北に行くほど標高が高く、最高峰は標高1,810メートルの銚子ヶ峰である。
長良川の源流は大日ヶ岳であり、長良川の流域となっている地域が多いが、旧和良町などは飛騨川→そして木曽川に流れるほか、市域北部のひるがの高原は庄川流域、石徹白地区は九頭竜川流域に属し、太平洋・日本海それぞれへと流れていく。
人口の多くは旧郡上郡の政治・経済の中心である八幡町と福井県への玄関口であり交通の要所である白鳥町に集中する。
地域としては美濃地方の中濃地区に属し、地元では北濃や奥美濃とも呼ばれている。

### 地形

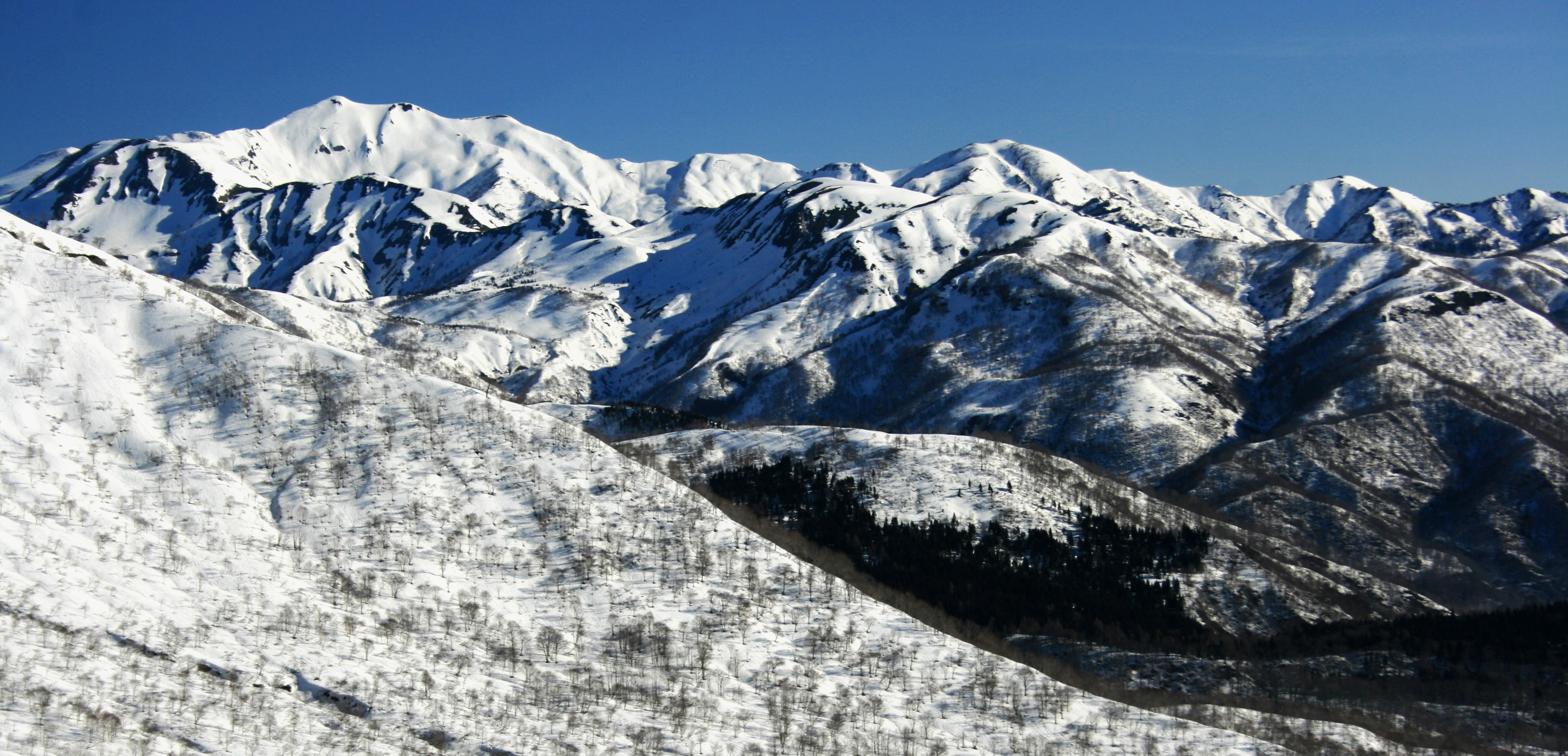
野伏ヶ岳から望む郡上市最高峰の銚子ヶ峰周辺の山々

#### 山岳
主な山
- 銚子ヶ峰（1,810 m）
- 芦倉山（1,717 m）
- 天狗山（1,658 m）
- 大日ヶ岳（1,709 m）
- 野伏ヶ岳（1,674 m）
- 鷲ヶ岳（1,671 m）
- 烏帽子岳（1,625 m）
- 瓢ヶ岳（1,163 m）
- 毘沙門岳（1,385 m）
- 稚児山 (817.8 m)

#### 河川
主な川
石徹白川が九頭竜川水系であるほかは、全て木曽川水系である。
- 長良川
- 吉田川
- 和良川
- 石徹白川
- 亀尾島川

#### 湖沼
主な池
- 村間ヶ池

### 地域

#### 地名・町名
郡上市の地名を参照

### 人口
| |                                        |  |
| 郡上市と全国の年齢別人口分布（2005年） | 郡上市の年齢・男女別人口分布（2005年） |  |
| ■紫色 ― 郡上市 ■緑色 ― 日本全国 | ■青色 ― 男性 ■赤色 ― 女性              |  |
| 郡上市（に相当する地域）の人口の推移 \| 1970年（昭和45年） \| 54,146人 \| \| \| 1975年（昭和50年） \| 52,985人 \| \| \| 1980年（昭和55年） \| 52,690人 \| \| \| 1985年（昭和60年） \| 52,125人 \| \| \| 1990年（平成2年） \| 50,986人 \| \| \| 1995年（平成7年） \| 50,809人 \| \| \| 2000年（平成12年） \| 49,377人 \| \| \| 2005年（平成17年） \| 47,495人 \| \| \| 2010年（平成22年） \| 44,491人 \| \| \| 2015年（平成27年） \| 42,090人 \| \| \| 2020年（令和2年） \| 38,997人 \| \| |                                        |  |
| 総務省統計局 国勢調査より |                                        |  |
| 1970年（昭和45年） | 54,146人                               |  |
| 1975年（昭和50年） | 52,985人                               |  |
| 1980年（昭和55年） | 52,690人                               |  |
| 1985年（昭和60年） | 52,125人                               |  |
| 1990年（平成2年） | 50,986人                               |  |
| 1995年（平成7年） | 50,809人                               |  |
| 2000年（平成12年） | 49,377人                               |  |
| 2005年（平成17年） | 47,495人                               |  |
| 2010年（平成22年） | 44,491人                               |  |
| 2015年（平成27年） | 42,090人                               |  |
| 2020年（令和2年） | 38,997人                               |  |

### 隣接自治体
岐阜県
- 高山市
- 関市
- 美濃市
- 下呂市

福井県
- 大野市

## 気候
地域によって中央高地式気候・日本海側気候・太平洋側気候に分かれている。旧美並村・旧和良村以外は豪雪地帯であり、天気予報では岐阜県飛騨地方を参照することとなる。
| 八幡（1991年 - 2020年）の気候      | 八幡（1991年 - 2020年）の気候 | 八幡（1991年 - 2020年）の気候 | 八幡（1991年 - 2020年）の気候 | 八幡（1991年 - 2020年）の気候 | 八幡（1991年 - 2020年）の気候 | 八幡（1991年 - 2020年）の気候 | 八幡（1991年 - 2020年）の気候 | 八幡（1991年 - 2020年）の気候 | 八幡（1991年 - 2020年）の気候 | 八幡（1991年 - 2020年）の気候 | 八幡（1991年 - 2020年）の気候 | 八幡（1991年 - 2020年）の気候 | 八幡（1991年 - 2020年）の気候 |
| 月                                 | 1月                           | 2月                           | 3月                           | 4月                           | 5月                           | 6月                           | 7月                           | 8月                           | 9月                           | 10月                          | 11月                          | 12月                          | 年                            |
| ---------------------------------- | ----------------------------- | ----------------------------- | ----------------------------- | ----------------------------- | ----------------------------- | ----------------------------- | ----------------------------- | ----------------------------- | ----------------------------- | ----------------------------- | ----------------------------- | ----------------------------- | ----------------------------- |
| 最高気温記録 °C （°F）             | 16.7 (62.1)                   | 19.7 (67.5)                   | 25.2 (77.4)                   | 29.7 (85.5)                   | 34.2 (93.6)                   | 38.3 (100.9)                  | 39.8 (103.6)                  | 39.8 (103.6)                  | 39.1 (102.4)                  | 32.2 (90)                     | 23.6 (74.5)                   | 20.6 (69.1)                   | 39.8 (103.6)                  |
| 平均最高気温 °C （°F）             | 5.9 (42.6)                    | 7.6 (45.7)                    | 12.3 (54.1)                   | 18.4 (65.1)                   | 23.5 (74.3)                   | 26.5 (79.7)                   | 30.0 (86)                     | 31.7 (89.1)                   | 27.4 (81.3)                   | 21.4 (70.5)                   | 14.8 (58.6)                   | 8.4 (47.1)                    | 19.0 (66.2)                   |
| 日平均気温 °C （°F）               | 0.8 (33.4)                    | 1.5 (34.7)                    | 5.4 (41.7)                    | 11.2 (52.2)                   | 16.5 (61.7)                   | 20.5 (68.9)                   | 24.3 (75.7)                   | 25.3 (77.5)                   | 21.3 (70.3)                   | 14.9 (58.8)                   | 8.5 (47.3)                    | 3.1 (37.6)                    | 12.8 (55)                     |
| 平均最低気温 °C （°F）             | −2.7 (27.1)                   | −2.8 (27)                     | 0.0 (32)                      | 4.9 (40.8)                    | 10.4 (50.7)                   | 15.8 (60.4)                   | 20.4 (68.7)                   | 21.1 (70)                     | 17.0 (62.6)                   | 10.4 (50.7)                   | 4.0 (39.2)                    | −0.5 (31.1)                   | 8.2 (46.8)                    |
| 最低気温記録 °C （°F）             | −11.4 (11.5)                  | −14.1 (6.6)                   | −11.2 (11.8)                  | −3.6 (25.5)                   | −0.3 (31.5)                   | 6.3 (43.3)                    | 12.2 (54)                     | 12.6 (54.7)                   | 5.6 (42.1)                    | −0.6 (30.9)                   | −3.5 (25.7)                   | −9.1 (15.6)                   | −14.1 (6.6)                   |
| 降水量 mm （inch）                 | 109.4 (4.307)                 | 110.6 (4.354)                 | 185.9 (7.319)                 | 219.8 (8.654)                 | 230.6 (9.079)                 | 291.8 (11.488)                | 419.6 (16.52)                 | 324.6 (12.78)                 | 339.3 (13.358)                | 215.3 (8.476)                 | 140.1 (5.516)                 | 129.0 (5.079)                 | 2,689.8 (105.898)             |
| 平均降水日数 （≥1.0 mm）           | 12.3                          | 10.8                          | 12.0                          | 11.2                          | 11.6                          | 13.4                          | 15.6                          | 13.3                          | 12.8                          | 10.3                          | 10.1                          | 12.9                          | 146.3                         |
| 平均月間日照時間                   | 139.1                         | 154.2                         | 185.9                         | 197.5                         | 210.8                         | 167.5                         | 170.8                         | 204.9                         | 161.3                         | 168.0                         | 146.1                         | 131.8                         | 2,040                         |
| 出典1：Japan Meteorological Agency |                               |                               |                               |                               |                               |                               |                               |                               |                               |                               |                               |                               |                               |
| 出典2：気象庁                      |                               |                               |                               |                               |                               |                               |                               |                               |                               |                               |                               |                               |                               |

| 長滝（1991年 - 2020年）の気候      | 長滝（1991年 - 2020年）の気候 | 長滝（1991年 - 2020年）の気候 | 長滝（1991年 - 2020年）の気候 | 長滝（1991年 - 2020年）の気候 | 長滝（1991年 - 2020年）の気候 | 長滝（1991年 - 2020年）の気候 | 長滝（1991年 - 2020年）の気候 | 長滝（1991年 - 2020年）の気候 | 長滝（1991年 - 2020年）の気候 | 長滝（1991年 - 2020年）の気候 | 長滝（1991年 - 2020年）の気候 | 長滝（1991年 - 2020年）の気候 | 長滝（1991年 - 2020年）の気候 |
| 月                                 | 1月                           | 2月                           | 3月                           | 4月                           | 5月                           | 6月                           | 7月                           | 8月                           | 9月                           | 10月                          | 11月                          | 12月                          | 年                            |
| ---------------------------------- | ----------------------------- | ----------------------------- | ----------------------------- | ----------------------------- | ----------------------------- | ----------------------------- | ----------------------------- | ----------------------------- | ----------------------------- | ----------------------------- | ----------------------------- | ----------------------------- | ----------------------------- |
| 最高気温記録 °C （°F）             | 13.9 (57)                     | 15.9 (60.6)                   | 23.1 (73.6)                   | 29.2 (84.6)                   | 31.5 (88.7)                   | 34.8 (94.6)                   | 36.2 (97.2)                   | 36.8 (98.2)                   | 34.7 (94.5)                   | 29.3 (84.7)                   | 23.3 (73.9)                   | 18.1 (64.6)                   | 36.8 (98.2)                   |
| 平均最高気温 °C （°F）             | 4.0 (39.2)                    | 5.1 (41.2)                    | 9.4 (48.9)                    | 16.1 (61)                     | 21.5 (70.7)                   | 24.7 (76.5)                   | 28.1 (82.6)                   | 29.7 (85.5)                   | 25.5 (77.9)                   | 20.0 (68)                     | 13.5 (56.3)                   | 6.8 (44.2)                    | 17.0 (62.6)                   |
| 日平均気温 °C （°F）               | −0.2 (31.6)                   | 0.3 (32.5)                    | 3.8 (38.8)                    | 9.8 (49.6)                    | 15.3 (59.5)                   | 19.3 (66.7)                   | 22.9 (73.2)                   | 24.0 (75.2)                   | 20.0 (68)                     | 14.0 (57.2)                   | 7.9 (46.2)                    | 2.4 (36.3)                    | 11.6 (52.9)                   |
| 平均最低気温 °C （°F）             | −3.5 (25.7)                   | −3.7 (25.3)                   | −0.7 (30.7)                   | 4.3 (39.7)                    | 9.7 (49.5)                    | 14.8 (58.6)                   | 19.1 (66.4)                   | 20.0 (68)                     | 16.0 (60.8)                   | 9.6 (49.3)                    | 3.6 (38.5)                    | −0.9 (30.4)                   | 7.4 (45.3)                    |
| 最低気温記録 °C （°F）             | −12.4 (9.7)                   | −14.6 (5.7)                   | −9.6 (14.7)                   | −4.7 (23.5)                   | −0.6 (30.9)                   | 6.5 (43.7)                    | 11.8 (53.2)                   | 11.6 (52.9)                   | 4.9 (40.8)                    | −0.9 (30.4)                   | −4.5 (23.9)                   | −10.9 (12.4)                  | −14.6 (5.7)                   |
| 降水量 mm （inch）                 | 180.1 (7.091)                 | 145.5 (5.728)                 | 199.8 (7.866)                 | 237.6 (9.354)                 | 252.9 (9.957)                 | 297.4 (11.709)                | 490.7 (19.319)                | 322.4 (12.693)                | 379.2 (14.929)                | 206.6 (8.134)                 | 175.0 (6.89)                  | 212.0 (8.346)                 | 3,075.2 (121.071)             |
| 降雪量 cm （inch）                 | 223 (87.8)                    | 162 (63.8)                    | 88 (34.6)                     | 2 (0.8)                       | 0 (0)                         | 0 (0)                         | 0 (0)                         | 0 (0)                         | 0 (0)                         | 0 (0)                         | 7 (2.8)                       | 136 (53.5)                    | 597 (235)                     |
| 平均降水日数 （≥1.0 mm）           | 17.7                          | 14.2                          | 14.3                          | 12.8                          | 12.0                          | 14.0                          | 16.1                          | 13.3                          | 13.3                          | 11.1                          | 12.9                          | 18.2                          | 169.4                         |
| 平均月間日照時間                   | 82.2                          | 106.8                         | 157.6                         | 181.0                         | 196.6                         | 155.7                         | 147.0                         | 179.3                         | 136.5                         | 138.4                         | 107.3                         | 84.5                          | 1,674.5                       |
| 出典1：Japan Meteorological Agency |                               |                               |                               |                               |                               |                               |                               |                               |                               |                               |                               |                               |                               |
| 出典2：気象庁                      |                               |                               |                               |                               |                               |                               |                               |                               |                               |                               |                               |                               |                               |

## 歴史

### 近世
- 安土桃山時代以降 - 郡上藩の藩政時代

### 近代
- 明治以降 - 郡上郡の町村時代

大正時代
- 1919年（大正8年）7月16日 - 郡上大火。午後2時頃に瀧日製糸場繭乾燥場より出火して599戸を焼失[3]。

昭和時代
- 1965年（昭和40年）10月25日 - 昭和天皇、香淳皇后が第20回国民体育大会に合わせて県内を行幸啓。城山相撲場などを訪問[4]。

### 現代
平成時代
- 2004年（平成16年）3月1日 - 郡上郡7町村（八幡町・大和町・白鳥町・高鷲村・美並村・明宝村・和良村）の合併によって郡上市が発足。市名は郡名に由来する。これにより、郡上郡は消滅。

### 変遷表
| 明治元年                 | 明治7年 9月                 | 明治8年 1月1日 -1月11日   | 明治12年 2月18日 郡区町村 編成法施行 | 明治15年 4月                | 明治17年               | 明治19年               | 明治22年 7月1日 町村制施行    | 明治27年 7月21日              | 明治29年 4月1日                             | 明治30年 4月1日                 | 昭和3年 11月10日                        | 昭和29年 11月1日 -12月15日     | 昭和30年 3月28日               | 昭和31年 4月1日               | 昭和32年 4月1日                     | 昭和33年 10月14日 -10月15日                                  | 昭和45年 4月20日                    | 昭和60年 11月1日                    | 平成4年 4月1日                    | 平成16年 3月1日             | 平成17年 11月7日     | 現在                 |
| ------------------------ | --------------------------- | ------------------------- | ------------------------------------ | --------------------------- | ---------------------- | ---------------------- | ----------------------------- | ----------------------------- | ------------------------------------------- | ------------------------------- | --------------------------------------- | ------------------------------ | ------------------------------ | ----------------------------- | ----------------------------------- | ------------------------------------------------------------ | ----------------------------------- | ----------------------------------- | --------------------------------- | --------------------------- | -------------------- | -------------------- |
| 郡上郡 八幡殿町          | 郡上郡 八幡殿町             | 郡上郡 八幡殿町           | 郡上郡 八幡殿町                      | 郡上郡 八幡殿町             | 郡上郡 八幡殿町        | 郡上郡 八幡殿町        | 郡上郡 八幡町                 | 郡上郡 八幡町                 | 郡上郡 八幡町                               | 郡上郡 八幡町                   | 郡上郡 八幡町                           | 郡上郡 八幡町                  | 郡上郡 八幡町                  | 郡上郡 八幡町                 | 郡上郡 八幡町                       | 郡上郡 八幡町                                                | 郡上郡 八幡町                       | 郡上郡 八幡町                       | 郡上郡 八幡町                     | 平成16年 3月1日 郡上市      | 郡上市               | 郡上市               |
| 郡上郡 八幡柳町          | 郡上郡 八幡柳町             | 郡上郡 八幡柳町           | 郡上郡 八幡柳町                      | 郡上郡 八幡柳町             | 郡上郡 八幡柳町        | 郡上郡 八幡柳町        | 郡上郡 八幡町                 | 郡上郡 八幡町                 | 郡上郡 八幡町                               | 郡上郡 八幡町                   | 郡上郡 八幡町                           | 郡上郡 八幡町                  | 郡上郡 八幡町                  | 郡上郡 八幡町                 | 郡上郡 八幡町                       | 郡上郡 八幡町                                                | 郡上郡 八幡町                       | 郡上郡 八幡町                       | 郡上郡 八幡町                     | 平成16年 3月1日 郡上市      | 郡上市               | 郡上市               |
| 郡上郡 八幡櫻町          | 郡上郡 八幡櫻町             | 郡上郡 八幡櫻町           | 郡上郡 八幡櫻町                      | 郡上郡 八幡櫻町             | 郡上郡 八幡櫻町        | 郡上郡 八幡櫻町        | 郡上郡 八幡町                 | 郡上郡 八幡町                 | 郡上郡 八幡町                               | 郡上郡 八幡町                   | 郡上郡 八幡町                           | 郡上郡 八幡町                  | 郡上郡 八幡町                  | 郡上郡 八幡町                 | 郡上郡 八幡町                       | 郡上郡 八幡町                                                | 郡上郡 八幡町                       | 郡上郡 八幡町                       | 郡上郡 八幡町                     | 平成16年 3月1日 郡上市      | 郡上市               | 郡上市               |
| 郡上郡 八幡本町          | 郡上郡 八幡本町             | 郡上郡 八幡本町           | 郡上郡 八幡本町                      | 郡上郡 八幡本町             | 郡上郡 八幡本町        | 郡上郡 八幡本町        | 郡上郡 八幡町                 | 郡上郡 八幡町                 | 郡上郡 八幡町                               | 郡上郡 八幡町                   | 郡上郡 八幡町                           | 郡上郡 八幡町                  | 郡上郡 八幡町                  | 郡上郡 八幡町                 | 郡上郡 八幡町                       | 郡上郡 八幡町                                                | 郡上郡 八幡町                       | 郡上郡 八幡町                       | 郡上郡 八幡町                     | 平成16年 3月1日 郡上市      | 郡上市               | 郡上市               |
| 郡上郡 八幡職人町        | 郡上郡 八幡職人町           | 郡上郡 八幡職人町         | 郡上郡 八幡職人町                    | 郡上郡 八幡職人町           | 郡上郡 八幡職人町      | 郡上郡 八幡職人町      | 郡上郡 八幡町                 | 郡上郡 八幡町                 | 郡上郡 八幡町                               | 郡上郡 八幡町                   | 郡上郡 八幡町                           | 郡上郡 八幡町                  | 郡上郡 八幡町                  | 郡上郡 八幡町                 | 郡上郡 八幡町                       | 郡上郡 八幡町                                                | 郡上郡 八幡町                       | 郡上郡 八幡町                       | 郡上郡 八幡町                     | 平成16年 3月1日 郡上市      | 郡上市               | 郡上市               |
| 郡上郡 八幡鍛冶屋町      | 郡上郡 八幡鍛冶屋町         | 郡上郡 八幡鍛冶屋町       | 郡上郡 八幡鍛冶屋町                  | 郡上郡 八幡鍛冶屋町         | 郡上郡 八幡鍛冶屋町    | 郡上郡 八幡鍛冶屋町    | 郡上郡 八幡町                 | 郡上郡 八幡町                 | 郡上郡 八幡町                               | 郡上郡 八幡町                   | 郡上郡 八幡町                           | 郡上郡 八幡町                  | 郡上郡 八幡町                  | 郡上郡 八幡町                 | 郡上郡 八幡町                       | 郡上郡 八幡町                                                | 郡上郡 八幡町                       | 郡上郡 八幡町                       | 郡上郡 八幡町                     | 平成16年 3月1日 郡上市      | 郡上市               | 郡上市               |
| 郡上郡 八幡横町          | 郡上郡 八幡横町             | 郡上郡 八幡横町           | 郡上郡 八幡横町                      | 郡上郡 八幡横町             | 郡上郡 八幡横町        | 郡上郡 八幡横町        | 郡上郡 八幡町                 | 郡上郡 八幡町                 | 郡上郡 八幡町                               | 郡上郡 八幡町                   | 郡上郡 八幡町                           | 郡上郡 八幡町                  | 郡上郡 八幡町                  | 郡上郡 八幡町                 | 郡上郡 八幡町                       | 郡上郡 八幡町                                                | 郡上郡 八幡町                       | 郡上郡 八幡町                       | 郡上郡 八幡町                     | 平成16年 3月1日 郡上市      | 郡上市               | 郡上市               |
| 郡上郡 八幡肴町          | 郡上郡 八幡肴町             | 郡上郡 八幡肴町           | 郡上郡 八幡肴町                      | 郡上郡 八幡肴町             | 郡上郡 八幡肴町        | 郡上郡 八幡肴町        | 郡上郡 八幡町                 | 郡上郡 八幡町                 | 郡上郡 八幡町                               | 郡上郡 八幡町                   | 郡上郡 八幡町                           | 郡上郡 八幡町                  | 郡上郡 八幡町                  | 郡上郡 八幡町                 | 郡上郡 八幡町                       | 郡上郡 八幡町                                                | 郡上郡 八幡町                       | 郡上郡 八幡町                       | 郡上郡 八幡町                     | 平成16年 3月1日 郡上市      | 郡上市               | 郡上市               |
| 郡上郡 八幡橋本町        | 郡上郡 八幡橋本町           | 郡上郡 八幡橋本町         | 郡上郡 八幡橋本町                    | 郡上郡 八幡橋本町           | 郡上郡 八幡橋本町      | 郡上郡 八幡橋本町      | 郡上郡 八幡町                 | 郡上郡 八幡町                 | 郡上郡 八幡町                               | 郡上郡 八幡町                   | 郡上郡 八幡町                           | 郡上郡 八幡町                  | 郡上郡 八幡町                  | 郡上郡 八幡町                 | 郡上郡 八幡町                       | 郡上郡 八幡町                                                | 郡上郡 八幡町                       | 郡上郡 八幡町                       | 郡上郡 八幡町                     | 平成16年 3月1日 郡上市      | 郡上市               | 郡上市               |
| 郡上郡 八幡新町          | 郡上郡 八幡新町             | 郡上郡 八幡新町           | 郡上郡 八幡新町                      | 郡上郡 八幡新町             | 郡上郡 八幡新町        | 郡上郡 八幡新町        | 郡上郡 八幡町                 | 郡上郡 八幡町                 | 郡上郡 八幡町                               | 郡上郡 八幡町                   | 郡上郡 八幡町                           | 郡上郡 八幡町                  | 郡上郡 八幡町                  | 郡上郡 八幡町                 | 郡上郡 八幡町                       | 郡上郡 八幡町                                                | 郡上郡 八幡町                       | 郡上郡 八幡町                       | 郡上郡 八幡町                     | 平成16年 3月1日 郡上市      | 郡上市               | 郡上市               |
| 郡上郡 八幡今町          | 郡上郡 八幡今町             | 郡上郡 八幡今町           | 郡上郡 八幡今町                      | 郡上郡 八幡今町             | 郡上郡 八幡今町        | 郡上郡 八幡今町        | 郡上郡 八幡町                 | 郡上郡 八幡町                 | 郡上郡 八幡町                               | 郡上郡 八幡町                   | 郡上郡 八幡町                           | 郡上郡 八幡町                  | 郡上郡 八幡町                  | 郡上郡 八幡町                 | 郡上郡 八幡町                       | 郡上郡 八幡町                                                | 郡上郡 八幡町                       | 郡上郡 八幡町                       | 郡上郡 八幡町                     | 平成16年 3月1日 郡上市      | 郡上市               | 郡上市               |
| 郡上郡 島方村            | 郡上郡 島方村               | 明治8年1月 島谷村         | 郡上郡 島谷村                        | 郡上郡 島谷村               | 郡上郡 島谷村          | 郡上郡 島谷村          | 郡上郡 八幡町                 | 郡上郡 八幡町                 | 郡上郡 八幡町                               | 郡上郡 八幡町                   | 郡上郡 八幡町                           | 郡上郡 八幡町                  | 郡上郡 八幡町                  | 郡上郡 八幡町                 | 郡上郡 八幡町                       | 郡上郡 八幡町                                                | 郡上郡 八幡町                       | 郡上郡 八幡町                       | 郡上郡 八幡町                     | 平成16年 3月1日 郡上市      | 郡上市               | 郡上市               |
| 郡上郡 赤谷村            | 郡上郡 赤谷村               | 明治8年1月 島谷村         | 郡上郡 島谷村                        | 郡上郡 島谷村               | 郡上郡 島谷村          | 郡上郡 島谷村          | 郡上郡 八幡町                 | 郡上郡 八幡町                 | 郡上郡 八幡町                               | 郡上郡 八幡町                   | 郡上郡 八幡町                           | 郡上郡 八幡町                  | 郡上郡 八幡町                  | 郡上郡 八幡町                 | 郡上郡 八幡町                       | 郡上郡 八幡町                                                | 郡上郡 八幡町                       | 郡上郡 八幡町                       | 郡上郡 八幡町                     | 平成16年 3月1日 郡上市      | 郡上市               | 郡上市               |
| 郡上郡 腰細村            | 郡上郡 腰細村               | 明治8年 1月 郡上郡 相生村 | 郡上郡 相生村                        | 郡上郡 相生村               | 郡上郡 相生村          | 郡上郡 相生村          | 郡上郡 相生村                 | 郡上郡 相生村                 | 郡上郡 相生村                               | 明治30年 4月1日 郡上郡 相生村   | 郡上郡 相生村                           | 郡上郡 八幡町                  | 郡上郡 八幡町                  | 郡上郡 八幡町                 | 郡上郡 八幡町                       | 郡上郡 八幡町                                                | 郡上郡 八幡町                       | 郡上郡 八幡町                       | 郡上郡 八幡町                     | 平成16年 3月1日 郡上市      | 郡上市               | 郡上市               |
| 郡上郡 鈴原村            | 郡上郡 鈴原村               | 明治8年 1月 郡上郡 相生村 | 郡上郡 相生村                        | 郡上郡 相生村               | 郡上郡 相生村          | 郡上郡 相生村          | 郡上郡 相生村                 | 郡上郡 相生村                 | 郡上郡 相生村                               | 明治30年 4月1日 郡上郡 相生村   | 郡上郡 相生村                           | 郡上郡 八幡町                  | 郡上郡 八幡町                  | 郡上郡 八幡町                 | 郡上郡 八幡町                       | 郡上郡 八幡町                                                | 郡上郡 八幡町                       | 郡上郡 八幡町                       | 郡上郡 八幡町                     | 平成16年 3月1日 郡上市      | 郡上市               | 郡上市               |
| 郡上郡 亀尾島村          | 郡上郡 亀尾島村             | 明治8年 1月 郡上郡 相生村 | 郡上郡 相生村                        | 郡上郡 相生村               | 郡上郡 相生村          | 郡上郡 相生村          | 郡上郡 相生村                 | 郡上郡 相生村                 | 郡上郡 相生村                               | 明治30年 4月1日 郡上郡 相生村   | 郡上郡 相生村                           | 郡上郡 八幡町                  | 郡上郡 八幡町                  | 郡上郡 八幡町                 | 郡上郡 八幡町                       | 郡上郡 八幡町                                                | 郡上郡 八幡町                       | 郡上郡 八幡町                       | 郡上郡 八幡町                     | 平成16年 3月1日 郡上市      | 郡上市               | 郡上市               |
| 郡上郡 寺本村            | 郡上郡 寺本村               | 明治8年 1月 郡上郡 相生村 | 郡上郡 相生村                        | 郡上郡 相生村               | 郡上郡 相生村          | 郡上郡 相生村          | 郡上郡 相生村                 | 郡上郡 相生村                 | 郡上郡 相生村                               | 明治30年 4月1日 郡上郡 相生村   | 郡上郡 相生村                           | 郡上郡 八幡町                  | 郡上郡 八幡町                  | 郡上郡 八幡町                 | 郡上郡 八幡町                       | 郡上郡 八幡町                                                | 郡上郡 八幡町                       | 郡上郡 八幡町                       | 郡上郡 八幡町                     | 平成16年 3月1日 郡上市      | 郡上市               | 郡上市               |
| 郡上郡 福手村            | 郡上郡 福手村               | 明治8年 1月 郡上郡 相生村 | 郡上郡 相生村                        | 郡上郡 相生村               | 郡上郡 相生村          | 郡上郡 相生村          | 郡上郡 相生村                 | 郡上郡 相生村                 | 郡上郡 相生村                               | 明治30年 4月1日 郡上郡 相生村   | 郡上郡 相生村                           | 郡上郡 八幡町                  | 郡上郡 八幡町                  | 郡上郡 八幡町                 | 郡上郡 八幡町                       | 郡上郡 八幡町                                                | 郡上郡 八幡町                       | 郡上郡 八幡町                       | 郡上郡 八幡町                     | 平成16年 3月1日 郡上市      | 郡上市               | 郡上市               |
| 郡上郡 門原村            | 郡上郡 門原村               | 明治8年 1月 郡上郡 相生村 | 郡上郡 相生村                        | 郡上郡 相生村               | 郡上郡 相生村          | 郡上郡 相生村          | 郡上郡 相生村                 | 郡上郡 相生村                 | 郡上郡 相生村                               | 明治30年 4月1日 郡上郡 相生村   | 郡上郡 相生村                           | 郡上郡 八幡町                  | 郡上郡 八幡町                  | 郡上郡 八幡町                 | 郡上郡 八幡町                       | 郡上郡 八幡町                                                | 郡上郡 八幡町                       | 郡上郡 八幡町                       | 郡上郡 八幡町                     | 平成16年 3月1日 郡上市      | 郡上市               | 郡上市               |
| 郡上郡 西乙原村          | 郡上郡 西乙原村             | 郡上郡 西乙原村           | 郡上郡 西乙原村                      | 郡上郡 西乙原村             | 郡上郡 西乙原村        | 郡上郡 西乙原村        | 郡上郡 西乙原村               | 郡上郡 西乙原村               | 郡上郡 西乙原村                             | 明治30年 4月1日 郡上郡 相生村   | 郡上郡 相生村                           | 郡上郡 八幡町                  | 郡上郡 八幡町                  | 郡上郡 八幡町                 | 郡上郡 八幡町                       | 郡上郡 八幡町                                                | 郡上郡 八幡町                       | 郡上郡 八幡町                       | 郡上郡 八幡町                     | 平成16年 3月1日 郡上市      | 郡上市               | 郡上市               |
| 郡上郡 那比村            | 郡上郡 那比村               | 郡上郡 那比村             | 郡上郡 那比村                        | 郡上郡 那比村               | 郡上郡 那比村          | 郡上郡 那比村          | 郡上郡 那比村                 | 郡上郡 那比村                 | 郡上郡 那比村                               | 明治30年 4月1日 郡上郡 相生村   | 郡上郡 相生村                           | 郡上郡 八幡町                  | 郡上郡 八幡町                  | 郡上郡 八幡町                 | 郡上郡 八幡町                       | 郡上郡 八幡町                                                | 郡上郡 八幡町                       | 郡上郡 八幡町                       | 郡上郡 八幡町                     | 平成16年 3月1日 郡上市      | 郡上市               | 郡上市               |
| 郡上郡 中野村            | 郡上郡 中野村               | 明治8年1月 郡上郡 稲成村  | 郡上郡 稲成村                        | 郡上郡 稲成村               | 郡上郡 稲成村          | 郡上郡 稲成村          | 郡上郡 稲成村                 | 郡上郡 稲成村                 | 郡上郡 稲成村                               | 明治30年 4月1日 郡上郡 相生村   | 郡上郡 相生村                           | 郡上郡 八幡町                  | 郡上郡 八幡町                  | 郡上郡 八幡町                 | 郡上郡 八幡町                       | 郡上郡 八幡町                                                | 郡上郡 八幡町                       | 郡上郡 八幡町                       | 郡上郡 八幡町                     | 平成16年 3月1日 郡上市      | 郡上市               | 郡上市               |
| 郡上郡 穀見村            | 郡上郡 穀見村               | 明治8年1月 郡上郡 稲成村  | 郡上郡 稲成村                        | 郡上郡 稲成村               | 郡上郡 稲成村          | 郡上郡 稲成村          | 郡上郡 稲成村                 | 郡上郡 稲成村                 | 郡上郡 稲成村                               | 明治30年 4月1日 郡上郡 相生村   | 郡上郡 相生村                           | 郡上郡 八幡町                  | 郡上郡 八幡町                  | 郡上郡 八幡町                 | 郡上郡 八幡町                       | 郡上郡 八幡町                                                | 郡上郡 八幡町                       | 郡上郡 八幡町                       | 郡上郡 八幡町                     | 平成16年 3月1日 郡上市      | 郡上市               | 郡上市               |
| 郡上郡 千虎村            | 郡上郡 千虎村               | 明治8年 1月 郡上郡 吉野村 | 郡上郡 吉野村                        | 郡上郡 吉野村               | 郡上郡 吉野村          | 郡上郡 吉野村          | 郡上郡 吉野村                 | 郡上郡 吉野村                 | 郡上郡 吉野村                               | 明治30年 4月1日 郡上郡 相生村   | 郡上郡 相生村                           | 郡上郡 八幡町                  | 郡上郡 八幡町                  | 郡上郡 八幡町                 | 郡上郡 八幡町                       | 郡上郡 八幡町                                                | 郡上郡 八幡町                       | 郡上郡 八幡町                       | 郡上郡 八幡町                     | 平成16年 3月1日 郡上市      | 郡上市               | 郡上市               |
| 郡上郡 東乙原村          | 郡上郡 東乙原村             | 明治8年 1月 郡上郡 吉野村 | 郡上郡 吉野村                        | 郡上郡 吉野村               | 郡上郡 吉野村          | 郡上郡 吉野村          | 郡上郡 吉野村                 | 郡上郡 吉野村                 | 郡上郡 吉野村                               | 明治30年 4月1日 郡上郡 相生村   | 郡上郡 相生村                           | 郡上郡 八幡町                  | 郡上郡 八幡町                  | 郡上郡 八幡町                 | 郡上郡 八幡町                       | 郡上郡 八幡町                                                | 郡上郡 八幡町                       | 郡上郡 八幡町                       | 郡上郡 八幡町                     | 平成16年 3月1日 郡上市      | 郡上市               | 郡上市               |
| 郡上郡 名津佐村          | 郡上郡 名津佐村             | 明治8年 1月 郡上郡 吉野村 | 郡上郡 吉野村                        | 郡上郡 吉野村               | 郡上郡 吉野村          | 郡上郡 吉野村          | 郡上郡 吉野村                 | 郡上郡 吉野村                 | 郡上郡 吉野村                               | 明治30年 4月1日 郡上郡 相生村   | 郡上郡 相生村                           | 郡上郡 八幡町                  | 郡上郡 八幡町                  | 郡上郡 八幡町                 | 郡上郡 八幡町                       | 郡上郡 八幡町                                                | 郡上郡 八幡町                       | 郡上郡 八幡町                       | 郡上郡 八幡町                     | 平成16年 3月1日 郡上市      | 郡上市               | 郡上市               |
| 郡上郡 安久田村          | 郡上郡 安久田村             | 郡上郡 安久田村           | 郡上郡 安久田村                      | 郡上郡 安久田村             | 郡上郡 安久田村        | 郡上郡 安久田村        | 郡上郡 安久田村               | 郡上郡 安久田村               | 郡上郡 安久田村                             | 明治30年 4月1日 郡上郡 相生村   | 郡上郡 相生村                           | 郡上郡 八幡町                  | 郡上郡 八幡町                  | 郡上郡 八幡町                 | 郡上郡 八幡町                       | 郡上郡 八幡町                                                | 郡上郡 八幡町                       | 郡上郡 八幡町                       | 郡上郡 八幡町                     | 平成16年 3月1日 郡上市      | 郡上市               | 郡上市               |
| 郡上郡 中坪村            | 郡上郡 中坪村               | 郡上郡 中坪村             | 郡上郡 中坪村                        | 郡上郡 中坪村               | 郡上郡 中坪村          | 郡上郡 中坪村          | 郡上郡 中坪村                 | 郡上郡 中坪村                 | 郡上郡 中坪村                               | 明治30年 4月1日 郡上郡 川合村   | 郡上郡 川合村                           | 郡上郡 八幡町                  | 郡上郡 八幡町                  | 郡上郡 八幡町                 | 郡上郡 八幡町                       | 郡上郡 八幡町                                                | 郡上郡 八幡町                       | 郡上郡 八幡町                       | 郡上郡 八幡町                     | 平成16年 3月1日 郡上市      | 郡上市               | 郡上市               |
| 郡上郡 是本村            | 郡上郡 是本村               | 明治8年 1月 郡上郡 初音村 | 郡上郡 初音村                        | 郡上郡 初音村               | 郡上郡 初音村          | 郡上郡 初音村          | 郡上郡 初音村                 | 郡上郡 初音村                 | 郡上郡 初音村                               | 明治30年 4月1日 郡上郡 川合村   | 郡上郡 川合村                           | 郡上郡 八幡町                  | 郡上郡 八幡町                  | 郡上郡 八幡町                 | 郡上郡 八幡町                       | 郡上郡 八幡町                                                | 郡上郡 八幡町                       | 郡上郡 八幡町                       | 郡上郡 八幡町                     | 平成16年 3月1日 郡上市      | 郡上市               | 郡上市               |
| 郡上郡 中切村            | 明治7年 郡上郡 小駄良中切村 | 明治8年 1月 郡上郡 初音村 | 郡上郡 初音村                        | 郡上郡 初音村               | 郡上郡 初音村          | 郡上郡 初音村          | 郡上郡 初音村                 | 郡上郡 初音村                 | 郡上郡 初音村                               | 明治30年 4月1日 郡上郡 川合村   | 郡上郡 川合村                           | 郡上郡 八幡町                  | 郡上郡 八幡町                  | 郡上郡 八幡町                 | 郡上郡 八幡町                       | 郡上郡 八幡町                                                | 郡上郡 八幡町                       | 郡上郡 八幡町                       | 郡上郡 八幡町                     | 平成16年 3月1日 郡上市      | 郡上市               | 郡上市               |
| 郡上郡 西洞村            | 明治7年 郡上郡 小駄良西洞村 | 明治8年 1月 郡上郡 初音村 | 郡上郡 初音村                        | 郡上郡 初音村               | 郡上郡 初音村          | 郡上郡 初音村          | 郡上郡 初音村                 | 郡上郡 初音村                 | 郡上郡 初音村                               | 明治30年 4月1日 郡上郡 川合村   | 郡上郡 川合村                           | 郡上郡 八幡町                  | 郡上郡 八幡町                  | 郡上郡 八幡町                 | 郡上郡 八幡町                       | 郡上郡 八幡町                                                | 郡上郡 八幡町                       | 郡上郡 八幡町                       | 郡上郡 八幡町                     | 平成16年 3月1日 郡上市      | 郡上市               | 郡上市               |
| 郡上郡 印雀村            | 郡上郡 印雀村               | 明治8年 1月 郡上郡 初音村 | 郡上郡 初音村                        | 郡上郡 初音村               | 郡上郡 初音村          | 郡上郡 初音村          | 郡上郡 初音村                 | 郡上郡 初音村                 | 郡上郡 初音村                               | 明治30年 4月1日 郡上郡 川合村   | 郡上郡 川合村                           | 郡上郡 八幡町                  | 郡上郡 八幡町                  | 郡上郡 八幡町                 | 郡上郡 八幡町                       | 郡上郡 八幡町                                                | 郡上郡 八幡町                       | 郡上郡 八幡町                       | 郡上郡 八幡町                     | 平成16年 3月1日 郡上市      | 郡上市               | 郡上市               |
| 郡上郡 原村              | 郡上郡 原村                 | 明治8年 1月 郡上郡 初音村 | 郡上郡 初音村                        | 郡上郡 初音村               | 郡上郡 初音村          | 郡上郡 初音村          | 郡上郡 初音村                 | 郡上郡 初音村                 | 郡上郡 初音村                               | 明治30年 4月1日 郡上郡 川合村   | 郡上郡 川合村                           | 郡上郡 八幡町                  | 郡上郡 八幡町                  | 郡上郡 八幡町                 | 郡上郡 八幡町                       | 郡上郡 八幡町                                                | 郡上郡 八幡町                       | 郡上郡 八幡町                       | 郡上郡 八幡町                     | 平成16年 3月1日 郡上市      | 郡上市               | 郡上市               |
| 郡上郡 上之洞村          | 郡上郡 上之洞村             | 明治8年 1月 郡上郡 初音村 | 郡上郡 初音村                        | 郡上郡 初音村               | 郡上郡 初音村          | 郡上郡 初音村          | 郡上郡 初音村                 | 郡上郡 初音村                 | 郡上郡 初音村                               | 明治30年 4月1日 郡上郡 川合村   | 郡上郡 川合村                           | 郡上郡 八幡町                  | 郡上郡 八幡町                  | 郡上郡 八幡町                 | 郡上郡 八幡町                       | 郡上郡 八幡町                                                | 郡上郡 八幡町                       | 郡上郡 八幡町                       | 郡上郡 八幡町                     | 平成16年 3月1日 郡上市      | 郡上市               | 郡上市               |
| 郡上郡 深皿村            | 郡上郡 深皿村               | 明治8年 1月 郡上郡 河鹿村 | 郡上郡 河鹿村                        | 郡上郡 河鹿村               | 郡上郡 河鹿村          | 郡上郡 河鹿村          | 郡上郡 河鹿村                 | 郡上郡 河鹿村                 | 郡上郡 河鹿村                               | 明治30年 4月1日 郡上郡 川合村   | 郡上郡 川合村                           | 郡上郡 八幡町                  | 郡上郡 八幡町                  | 郡上郡 八幡町                 | 郡上郡 八幡町                       | 郡上郡 八幡町                                                | 郡上郡 八幡町                       | 郡上郡 八幡町                       | 郡上郡 八幡町                     | 平成16年 3月1日 郡上市      | 郡上市               | 郡上市               |
| 郡上郡 坪谷村            | 郡上郡 坪谷村               | 明治8年 1月 郡上郡 河鹿村 | 郡上郡 河鹿村                        | 郡上郡 河鹿村               | 郡上郡 河鹿村          | 郡上郡 河鹿村          | 郡上郡 河鹿村                 | 郡上郡 河鹿村                 | 郡上郡 河鹿村                               | 明治30年 4月1日 郡上郡 川合村   | 郡上郡 川合村                           | 郡上郡 八幡町                  | 郡上郡 八幡町                  | 郡上郡 八幡町                 | 郡上郡 八幡町                       | 郡上郡 八幡町                                                | 郡上郡 八幡町                       | 郡上郡 八幡町                       | 郡上郡 八幡町                     | 平成16年 3月1日 郡上市      | 郡上市               | 郡上市               |
| 郡上郡 為安村            | 郡上郡 為安村               | 明治8年 1月 郡上郡 河鹿村 | 郡上郡 河鹿村                        | 郡上郡 河鹿村               | 郡上郡 河鹿村          | 郡上郡 河鹿村          | 郡上郡 河鹿村                 | 郡上郡 河鹿村                 | 郡上郡 河鹿村                               | 明治30年 4月1日 郡上郡 川合村   | 郡上郡 川合村                           | 郡上郡 八幡町                  | 郡上郡 八幡町                  | 郡上郡 八幡町                 | 郡上郡 八幡町                       | 郡上郡 八幡町                                                | 郡上郡 八幡町                       | 郡上郡 八幡町                       | 郡上郡 八幡町                     | 平成16年 3月1日 郡上市      | 郡上市               | 郡上市               |
| 郡上郡 戒仏村            | 郡上郡 戒仏村               | 明治8年 1月 郡上郡 河鹿村 | 郡上郡 河鹿村                        | 郡上郡 河鹿村               | 郡上郡 河鹿村          | 郡上郡 河鹿村          | 郡上郡 河鹿村                 | 郡上郡 河鹿村                 | 郡上郡 河鹿村                               | 明治30年 4月1日 郡上郡 川合村   | 郡上郡 川合村                           | 郡上郡 八幡町                  | 郡上郡 八幡町                  | 郡上郡 八幡町                 | 郡上郡 八幡町                       | 郡上郡 八幡町                                                | 郡上郡 八幡町                       | 郡上郡 八幡町                       | 郡上郡 八幡町                     | 平成16年 3月1日 郡上市      | 郡上市               | 郡上市               |
| 郡上郡 鳩畑村            | 郡上郡 鳩畑村               | 明治8年 1月 郡上郡 河鹿村 | 郡上郡 河鹿村                        | 郡上郡 河鹿村               | 郡上郡 河鹿村          | 郡上郡 河鹿村          | 郡上郡 河鹿村                 | 郡上郡 河鹿村                 | 郡上郡 河鹿村                               | 明治30年 4月1日 郡上郡 川合村   | 郡上郡 川合村                           | 郡上郡 八幡町                  | 郡上郡 八幡町                  | 郡上郡 八幡町                 | 郡上郡 八幡町                       | 郡上郡 八幡町                                                | 郡上郡 八幡町                       | 郡上郡 八幡町                       | 郡上郡 八幡町                     | 平成16年 3月1日 郡上市      | 郡上市               | 郡上市               |
| 郡上郡 五町村            | 郡上郡 五町村               | 郡上郡 五町村             | 郡上郡 五町村                        | 郡上郡 五町村               | 郡上郡 五町村          | 郡上郡 五町村          | 郡上郡 五町村                 | 郡上郡 五町村                 | 郡上郡 五町村                               | 明治30年 4月1日 郡上郡 川合村   | 郡上郡 川合村                           | 郡上郡 八幡町                  | 郡上郡 八幡町                  | 郡上郡 八幡町                 | 郡上郡 八幡町                       | 郡上郡 八幡町                                                | 郡上郡 八幡町                       | 郡上郡 八幡町                       | 郡上郡 八幡町                     | 平成16年 3月1日 郡上市      | 郡上市               | 郡上市               |
| 郡上郡 小瀬子村          | 郡上郡 小瀬子村             | 明治8年 1月 郡上郡 瀬取村 | 郡上郡 瀬取村                        | 郡上郡 瀬取村               | 郡上郡 瀬取村          | 郡上郡 瀬取村          | 郡上郡 瀬取村                 | 郡上郡 瀬取村                 | 郡上郡 瀬取村                               | 明治30年 4月1日 郡上郡 川合村   | 郡上郡 川合村                           | 郡上郡 八幡町                  | 郡上郡 八幡町                  | 郡上郡 八幡町                 | 郡上郡 八幡町                       | 郡上郡 八幡町                                                | 郡上郡 八幡町                       | 郡上郡 八幡町                       | 郡上郡 八幡町                     | 平成16年 3月1日 郡上市      | 郡上市               | 郡上市               |
| 郡上郡 大瀬子村          | 郡上郡 大瀬子村             | 明治8年 1月 郡上郡 瀬取村 | 郡上郡 瀬取村                        | 郡上郡 瀬取村               | 郡上郡 瀬取村          | 郡上郡 瀬取村          | 郡上郡 瀬取村                 | 郡上郡 瀬取村                 | 郡上郡 瀬取村                               | 明治30年 4月1日 郡上郡 川合村   | 郡上郡 川合村                           | 郡上郡 八幡町                  | 郡上郡 八幡町                  | 郡上郡 八幡町                 | 郡上郡 八幡町                       | 郡上郡 八幡町                                                | 郡上郡 八幡町                       | 郡上郡 八幡町                       | 郡上郡 八幡町                     | 平成16年 3月1日 郡上市      | 郡上市               | 郡上市               |
| 郡上郡 鶴佐村            | 郡上郡 鶴佐村               | 明治8年 1月 郡上郡 初納村 | 郡上郡 初納村                        | 郡上郡 初納村               | 郡上郡 初納村          | 郡上郡 初納村          | 郡上郡 初納村                 | 郡上郡 初納村                 | 郡上郡 初納村                               | 明治30年 4月1日 郡上郡 口明方村 | 郡上郡 口明方村                         | 郡上郡 八幡町                  | 郡上郡 八幡町                  | 郡上郡 八幡町                 | 郡上郡 八幡町                       | 郡上郡 八幡町                                                | 郡上郡 八幡町                       | 郡上郡 八幡町                       | 郡上郡 八幡町                     | 平成16年 3月1日 郡上市      | 郡上市               | 郡上市               |
| 郡上郡 符路村            | 郡上郡 符路村               | 明治8年 1月 郡上郡 初納村 | 郡上郡 初納村                        | 郡上郡 初納村               | 郡上郡 初納村          | 郡上郡 初納村          | 郡上郡 初納村                 | 郡上郡 初納村                 | 郡上郡 初納村                               | 明治30年 4月1日 郡上郡 口明方村 | 郡上郡 口明方村                         | 郡上郡 八幡町                  | 郡上郡 八幡町                  | 郡上郡 八幡町                 | 郡上郡 八幡町                       | 郡上郡 八幡町                                                | 郡上郡 八幡町                       | 郡上郡 八幡町                       | 郡上郡 八幡町                     | 平成16年 3月1日 郡上市      | 郡上市               | 郡上市               |
| 郡上郡 石原村            | 郡上郡 石原村               | 明治8年 1月 郡上郡 初納村 | 郡上郡 初納村                        | 郡上郡 初納村               | 郡上郡 初納村          | 郡上郡 初納村          | 郡上郡 初納村                 | 郡上郡 初納村                 | 郡上郡 初納村                               | 明治30年 4月1日 郡上郡 口明方村 | 郡上郡 口明方村                         | 郡上郡 八幡町                  | 郡上郡 八幡町                  | 郡上郡 八幡町                 | 郡上郡 八幡町                       | 郡上郡 八幡町                                                | 郡上郡 八幡町                       | 郡上郡 八幡町                       | 郡上郡 八幡町                     | 平成16年 3月1日 郡上市      | 郡上市               | 郡上市               |
| 郡上郡 吉田村            | 郡上郡 吉田村               | 明治8年 1月 郡上郡 初納村 | 郡上郡 初納村                        | 郡上郡 初納村               | 郡上郡 初納村          | 郡上郡 初納村          | 郡上郡 初納村                 | 郡上郡 初納村                 | 郡上郡 初納村                               | 明治30年 4月1日 郡上郡 口明方村 | 郡上郡 口明方村                         | 郡上郡 八幡町                  | 郡上郡 八幡町                  | 郡上郡 八幡町                 | 郡上郡 八幡町                       | 郡上郡 八幡町                                                | 郡上郡 八幡町                       | 郡上郡 八幡町                       | 郡上郡 八幡町                     | 平成16年 3月1日 郡上市      | 郡上市               | 郡上市               |
| 郡上郡 下津原村          | 郡上郡 下津原村             | 明治8年 1月 郡上郡 初納村 | 郡上郡 初納村                        | 郡上郡 初納村               | 郡上郡 初納村          | 郡上郡 初納村          | 郡上郡 初納村                 | 郡上郡 初納村                 | 郡上郡 初納村                               | 明治30年 4月1日 郡上郡 口明方村 | 郡上郡 口明方村                         | 郡上郡 八幡町                  | 郡上郡 八幡町                  | 郡上郡 八幡町                 | 郡上郡 八幡町                       | 郡上郡 八幡町                                                | 郡上郡 八幡町                       | 郡上郡 八幡町                       | 郡上郡 八幡町                     | 平成16年 3月1日 郡上市      | 郡上市               | 郡上市               |
| 郡上郡 小野村            | 郡上郡 小野村               | 郡上郡 小野村             | 郡上郡 小野村                        | 郡上郡 小野村               | 郡上郡 小野村          | 郡上郡 小野村          | 郡上郡 小野村                 | 郡上郡 小野村                 | 郡上郡 小野村                               | 明治30年 4月1日 郡上郡 口明方村 | 郡上郡 口明方村                         | 郡上郡 八幡町                  | 郡上郡 八幡町                  | 郡上郡 八幡町                 | 郡上郡 八幡町                       | 郡上郡 八幡町                                                | 郡上郡 八幡町                       | 郡上郡 八幡町                       | 郡上郡 八幡町                     | 平成16年 3月1日 郡上市      | 郡上市               | 郡上市               |
| 郡上郡 田尻村            | 郡上郡 田尻村               | 明治8年 1月 郡上郡 旭村   | 郡上郡 旭村                          | 郡上郡 旭村                 | 郡上郡 旭村            | 郡上郡 旭村            | 郡上郡 旭村                   | 郡上郡 旭村                   | 郡上郡 旭村                                 | 明治30年 4月1日 郡上郡 口明方村 | 郡上郡 口明方村                         | 郡上郡 八幡町                  | 郡上郡 八幡町                  | 郡上郡 八幡町                 | 郡上郡 八幡町                       | 郡上郡 八幡町                                                | 郡上郡 八幡町                       | 郡上郡 八幡町                       | 郡上郡 八幡町                     | 平成16年 3月1日 郡上市      | 郡上市               | 郡上市               |
| 郡上郡 川佐村            | 郡上郡 川佐村               | 明治8年 1月 郡上郡 旭村   | 郡上郡 旭村                          | 郡上郡 旭村                 | 郡上郡 旭村            | 郡上郡 旭村            | 郡上郡 旭村                   | 郡上郡 旭村                   | 郡上郡 旭村                                 | 明治30年 4月1日 郡上郡 口明方村 | 郡上郡 口明方村                         | 郡上郡 八幡町                  | 郡上郡 八幡町                  | 郡上郡 八幡町                 | 郡上郡 八幡町                       | 郡上郡 八幡町                                                | 郡上郡 八幡町                       | 郡上郡 八幡町                       | 郡上郡 八幡町                     | 平成16年 3月1日 郡上市      | 郡上市               | 郡上市               |
| 郡上郡 市島村            | 郡上郡 市島村               | 郡上郡 市島村             | 郡上郡 市島村                        | 郡上郡 市島村               | 郡上郡 市島村          | 郡上郡 市島村          | 郡上郡 市島村                 | 郡上郡 市島村                 | 郡上郡 市島村                               | 明治30年 4月1日 郡上郡 口明方村 | 郡上郡 口明方村                         | 郡上郡 八幡町                  | 郡上郡 八幡町                  | 郡上郡 八幡町                 | 郡上郡 八幡町                       | 郡上郡 八幡町                                                | 郡上郡 八幡町                       | 郡上郡 八幡町                       | 郡上郡 八幡町                     | 平成16年 3月1日 郡上市      | 郡上市               | 郡上市               |
| 郡上郡 小久須見村        | 郡上郡 小久須見村           | 明治8年 1月 郡上郡 有穂村 | 郡上郡 有穂村                        | 郡上郡 有穂村               | 郡上郡 有穂村          | 郡上郡 有穂村          | 郡上郡 有穂村                 | 郡上郡 有穂村                 | 郡上郡 有穂村                               | 明治30年 4月1日 郡上郡 口明方村 | 郡上郡 口明方村                         | 郡上郡 八幡町                  | 郡上郡 八幡町                  | 郡上郡 八幡町                 | 郡上郡 八幡町                       | 郡上郡 八幡町                                                | 郡上郡 八幡町                       | 郡上郡 八幡町                       | 郡上郡 八幡町                     | 平成16年 3月1日 郡上市      | 郡上市               | 郡上市               |
| 郡上郡 在原村            | 郡上郡 在原村               | 明治8年 1月 郡上郡 有穂村 | 郡上郡 有穂村                        | 郡上郡 有穂村               | 郡上郡 有穂村          | 郡上郡 有穂村          | 郡上郡 有穂村                 | 郡上郡 有穂村                 | 郡上郡 有穂村                               | 明治30年 4月1日 郡上郡 口明方村 | 郡上郡 口明方村                         | 郡上郡 八幡町                  | 郡上郡 八幡町                  | 郡上郡 八幡町                 | 郡上郡 八幡町                       | 郡上郡 八幡町                                                | 郡上郡 八幡町                       | 郡上郡 八幡町                       | 郡上郡 八幡町                     | 平成16年 3月1日 郡上市      | 郡上市               | 郡上市               |
| 郡上郡 歩岐村            | 郡上郡 歩岐村               | 明治8年 1月 郡上郡 有穂村 | 郡上郡 有穂村                        | 郡上郡 有穂村               | 郡上郡 有穂村          | 郡上郡 有穂村          | 郡上郡 有穂村                 | 郡上郡 有穂村                 | 郡上郡 有穂村                               | 明治30年 4月1日 郡上郡 口明方村 | 郡上郡 口明方村                         | 郡上郡 八幡町                  | 郡上郡 八幡町                  | 郡上郡 八幡町                 | 郡上郡 八幡町                       | 郡上郡 八幡町                                                | 郡上郡 八幡町                       | 郡上郡 八幡町                       | 郡上郡 八幡町                     | 平成16年 3月1日 郡上市      | 郡上市               | 郡上市               |
| 郡上郡 神谷村            | 郡上郡 神谷村               | 明治8年 1月 郡上郡 大谷村 | 郡上郡 大谷村                        | 郡上郡 大谷村               | 郡上郡 大谷村          | 郡上郡 大谷村          | 郡上郡 有穂村                 | 郡上郡 有穂村                 | 郡上郡 有穂村                               | 明治30年 4月1日 郡上郡 口明方村 | 郡上郡 口明方村                         | 郡上郡 八幡町                  | 郡上郡 八幡町                  | 郡上郡 八幡町                 | 郡上郡 八幡町                       | 郡上郡 八幡町                                                | 郡上郡 八幡町                       | 郡上郡 八幡町                       | 郡上郡 八幡町                     | 平成16年 3月1日 郡上市      | 郡上市               | 郡上市               |
| 郡上郡 大久須見村        | 郡上郡 大久須見村           | 明治8年 1月 郡上郡 大谷村 | 郡上郡 大谷村                        | 郡上郡 大谷村               | 郡上郡 大谷村          | 郡上郡 大谷村          | 郡上郡 大谷村                 | 郡上郡 大谷村                 | 郡上郡 大谷村                               | 明治30年 4月1日 郡上郡 奥明方村 | 郡上郡 奥明方村                         | 郡上郡 奥明方村                | 郡上郡 奥明方村                | 郡上郡 奥明方村               | 郡上郡 奥明方村                     | 郡上郡 奥明方村                                              | 昭和45年 4月20日 改称 郡上郡 明方村 | 郡上郡 明方村                       | 平成4年 4月1日 改称 郡上郡 明宝村 | 平成16年 3月1日 郡上市      | 郡上市               | 郡上市               |
| 郡上郡 寒水村            | 郡上郡 寒水村               | 郡上郡 寒水村             | 郡上郡 寒水村                        | 郡上郡 寒水村               | 郡上郡 寒水村          | 郡上郡 寒水村          | 郡上郡 寒水村                 | 郡上郡 寒水村                 | 郡上郡 寒水村                               | 明治30年 4月1日 郡上郡 奥明方村 | 郡上郡 奥明方村                         | 郡上郡 奥明方村                | 郡上郡 奥明方村                | 郡上郡 奥明方村               | 郡上郡 奥明方村                     | 郡上郡 奥明方村                                              | 昭和45年 4月20日 改称 郡上郡 明方村 | 郡上郡 明方村                       | 平成4年 4月1日 改称 郡上郡 明宝村 | 平成16年 3月1日 郡上市      | 郡上市               | 郡上市               |
| 郡上郡 東気良村          | 郡上郡 東気良村             | 明治8年 1月 郡上郡 気良村 | 郡上郡 気良村                        | 郡上郡 気良村               | 郡上郡 気良村          | 郡上郡 気良村          | 郡上郡 気良村                 | 郡上郡 気良村                 | 郡上郡 気良村                               | 明治30年 4月1日 郡上郡 奥明方村 | 郡上郡 奥明方村                         | 郡上郡 奥明方村                | 郡上郡 奥明方村                | 郡上郡 奥明方村               | 郡上郡 奥明方村                     | 郡上郡 奥明方村                                              | 昭和45年 4月20日 改称 郡上郡 明方村 | 郡上郡 明方村                       | 平成4年 4月1日 改称 郡上郡 明宝村 | 平成16年 3月1日 郡上市      | 郡上市               | 郡上市               |
| 郡上郡 西気良村          | 郡上郡 西気良村             | 明治8年 1月 郡上郡 気良村 | 郡上郡 気良村                        | 郡上郡 気良村               | 郡上郡 気良村          | 郡上郡 気良村          | 郡上郡 気良村                 | 郡上郡 気良村                 | 郡上郡 気良村                               | 明治30年 4月1日 郡上郡 奥明方村 | 郡上郡 奥明方村                         | 郡上郡 奥明方村                | 郡上郡 奥明方村                | 郡上郡 奥明方村               | 郡上郡 奥明方村                     | 郡上郡 奥明方村                                              | 昭和45年 4月20日 改称 郡上郡 明方村 | 郡上郡 明方村                       | 平成4年 4月1日 改称 郡上郡 明宝村 | 平成16年 3月1日 郡上市      | 郡上市               | 郡上市               |
| 郡上郡 奥長尾村          | 郡上郡 奥長尾村             | 明治8年 1月 郡上郡 奥住村 | 郡上郡 奥住村                        | 郡上郡 奥住村               | 郡上郡 奥住村          | 郡上郡 奥住村          | 郡上郡 奥住村                 | 郡上郡 奥住村                 | 郡上郡 奥住村                               | 明治30年 4月1日 郡上郡 奥明方村 | 郡上郡 奥明方村                         | 郡上郡 奥明方村                | 郡上郡 奥明方村                | 郡上郡 奥明方村               | 郡上郡 奥明方村                     | 郡上郡 奥明方村                                              | 昭和45年 4月20日 改称 郡上郡 明方村 | 郡上郡 明方村                       | 平成4年 4月1日 改称 郡上郡 明宝村 | 平成16年 3月1日 郡上市      | 郡上市               | 郡上市               |
| 郡上郡 口長尾村          | 郡上郡 口長尾村             | 明治8年 1月 郡上郡 奥住村 | 郡上郡 奥住村                        | 郡上郡 奥住村               | 郡上郡 奥住村          | 郡上郡 奥住村          | 郡上郡 奥住村                 | 郡上郡 奥住村                 | 郡上郡 奥住村                               | 明治30年 4月1日 郡上郡 奥明方村 | 郡上郡 奥明方村                         | 郡上郡 奥明方村                | 郡上郡 奥明方村                | 郡上郡 奥明方村               | 郡上郡 奥明方村                     | 郡上郡 奥明方村                                              | 昭和45年 4月20日 改称 郡上郡 明方村 | 郡上郡 明方村                       | 平成4年 4月1日 改称 郡上郡 明宝村 | 平成16年 3月1日 郡上市      | 郡上市               | 郡上市               |
| 郡上郡 漆原村            | 郡上郡 漆原村               | 明治8年 1月 郡上郡 奥住村 | 郡上郡 奥住村                        | 郡上郡 奥住村               | 郡上郡 奥住村          | 郡上郡 奥住村          | 郡上郡 奥住村                 | 郡上郡 奥住村                 | 郡上郡 奥住村                               | 明治30年 4月1日 郡上郡 奥明方村 | 郡上郡 奥明方村                         | 郡上郡 奥明方村                | 郡上郡 奥明方村                | 郡上郡 奥明方村               | 郡上郡 奥明方村                     | 郡上郡 奥明方村                                              | 昭和45年 4月20日 改称 郡上郡 明方村 | 郡上郡 明方村                       | 平成4年 4月1日 改称 郡上郡 明宝村 | 平成16年 3月1日 郡上市      | 郡上市               | 郡上市               |
| 郡上郡 鎌辺村            | 郡上郡 鎌辺村               | 明治8年 1月 郡上郡 奥住村 | 郡上郡 奥住村                        | 郡上郡 奥住村               | 郡上郡 奥住村          | 郡上郡 奥住村          | 郡上郡 奥住村                 | 郡上郡 奥住村                 | 郡上郡 奥住村                               | 明治30年 4月1日 郡上郡 奥明方村 | 郡上郡 奥明方村                         | 郡上郡 奥明方村                | 郡上郡 奥明方村                | 郡上郡 奥明方村               | 郡上郡 奥明方村                     | 郡上郡 奥明方村                                              | 昭和45年 4月20日 改称 郡上郡 明方村 | 郡上郡 明方村                       | 平成4年 4月1日 改称 郡上郡 明宝村 | 平成16年 3月1日 郡上市      | 郡上市               | 郡上市               |
| 郡上郡 坂本村            | 郡上郡 坂本村               | 明治8年 1月 郡上郡 奥住村 | 郡上郡 奥住村                        | 郡上郡 奥住村               | 郡上郡 奥住村          | 郡上郡 奥住村          | 郡上郡 奥住村                 | 郡上郡 奥住村                 | 郡上郡 奥住村                               | 明治30年 4月1日 郡上郡 奥明方村 | 郡上郡 奥明方村                         | 郡上郡 奥明方村                | 郡上郡 奥明方村                | 郡上郡 奥明方村               | 郡上郡 奥明方村                     | 郡上郡 奥明方村                                              | 昭和45年 4月20日 改称 郡上郡 明方村 | 郡上郡 明方村                       | 平成4年 4月1日 改称 郡上郡 明宝村 | 平成16年 3月1日 郡上市      | 郡上市               | 郡上市               |
| 郡上郡 小川村            | 郡上郡 小川村               | 郡上郡 小川村             | 郡上郡 小川村                        | 郡上郡 小川村               | 郡上郡 小川村          | 郡上郡 小川村          | 郡上郡 小川村                 | 郡上郡 小川村                 | 郡上郡 小川村                               | 明治30年 4月1日 郡上郡 奥明方村 | 郡上郡 奥明方村                         | 郡上郡 奥明方村                | 郡上郡 奥明方村                | 郡上郡 奥明方村               | 郡上郡 奥明方村                     | 郡上郡 奥明方村                                              | 昭和45年 4月20日 改称 郡上郡 明方村 | 郡上郡 明方村                       | 平成4年 4月1日 改称 郡上郡 明宝村 | 平成16年 3月1日 郡上市      | 郡上市               | 郡上市               |
| 郡上郡 畑佐村            | 郡上郡 畑佐村               | 郡上郡 畑佐村             | 郡上郡 畑佐村                        | 郡上郡 畑佐村               | 郡上郡 畑佐村          | 郡上郡 畑佐村          | 郡上郡 畑佐村                 | 郡上郡 畑佐村                 | 郡上郡 畑佐村                               | 明治30年 4月1日 郡上郡 奥明方村 | 郡上郡 奥明方村                         | 郡上郡 奥明方村                | 郡上郡 奥明方村                | 郡上郡 奥明方村               | 郡上郡 奥明方村                     | 郡上郡 奥明方村                                              | 昭和45年 4月20日 改称 郡上郡 明方村 | 郡上郡 明方村                       | 平成4年 4月1日 改称 郡上郡 明宝村 | 平成16年 3月1日 郡上市      | 郡上市               | 郡上市               |
| 郡上郡 二間手村          | 郡上郡 二間手村             | 郡上郡 二間手村           | 郡上郡 二間手村                      | 郡上郡 二間手村             | 郡上郡 二間手村        | 郡上郡 二間手村        | 郡上郡 二間手村               | 郡上郡 二間手村               | 郡上郡 二間手村                             | 明治30年 4月1日 郡上郡 奥明方村 | 郡上郡 奥明方村                         | 郡上郡 奥明方村                | 郡上郡 奥明方村                | 郡上郡 奥明方村               | 郡上郡 奥明方村                     | 郡上郡 奥明方村                                              | 昭和45年 4月20日 改称 郡上郡 明方村 | 郡上郡 明方村                       | 平成4年 4月1日 改称 郡上郡 明宝村 | 平成16年 3月1日 郡上市      | 郡上市               | 郡上市               |
| 郡上郡 夕谷村            | 郡上郡 夕谷村               | 明治8年 1月 郡上郡 美山村 | 郡上郡 美山村                        | 郡上郡 美山村               | 郡上郡 美山村          | 郡上郡 美山村          | 郡上郡 美山村                 | 郡上郡 美山村                 | 郡上郡 美山村                               | 明治30年 4月1日 郡上郡 西和良村 | 郡上郡 西和良村                         | 郡上郡 八幡町                  | 郡上郡 八幡町                  | 郡上郡 八幡町                 | 郡上郡 八幡町                       | 郡上郡 八幡町                                                | 郡上郡 八幡町                       | 郡上郡 八幡町                       | 郡上郡 八幡町                     | 平成16年 3月1日 郡上市      | 郡上市               | 郡上市               |
| 郡上郡 小板屋新田        | 郡上郡 小板屋新田           | 明治8年 1月 郡上郡 美山村 | 郡上郡 美山村                        | 郡上郡 美山村               | 郡上郡 美山村          | 郡上郡 美山村          | 郡上郡 美山村                 | 郡上郡 美山村                 | 郡上郡 美山村                               | 明治30年 4月1日 郡上郡 西和良村 | 郡上郡 西和良村                         | 郡上郡 八幡町                  | 郡上郡 八幡町                  | 郡上郡 八幡町                 | 郡上郡 八幡町                       | 郡上郡 八幡町                                                | 郡上郡 八幡町                       | 郡上郡 八幡町                       | 郡上郡 八幡町                     | 平成16年 3月1日 郡上市      | 郡上市               | 郡上市               |
| 郡上郡 中之保村          | 郡上郡 中之保村             | 明治8年 1月 郡上郡 美山村 | 郡上郡 美山村                        | 郡上郡 美山村               | 郡上郡 美山村          | 郡上郡 美山村          | 郡上郡 美山村                 | 郡上郡 美山村                 | 郡上郡 美山村                               | 明治30年 4月1日 郡上郡 西和良村 | 郡上郡 西和良村                         | 郡上郡 八幡町                  | 郡上郡 八幡町                  | 郡上郡 八幡町                 | 郡上郡 八幡町                       | 郡上郡 八幡町                                                | 郡上郡 八幡町                       | 郡上郡 八幡町                       | 郡上郡 八幡町                     | 平成16年 3月1日 郡上市      | 郡上市               | 郡上市               |
| 郡上郡 鬼谷村            | 郡上郡 鬼谷村               | 明治8年 1月 郡上郡 美山村 | 郡上郡 美山村                        | 郡上郡 美山村               | 郡上郡 美山村          | 郡上郡 美山村          | 郡上郡 美山村                 | 郡上郡 美山村                 | 郡上郡 美山村                               | 明治30年 4月1日 郡上郡 西和良村 | 郡上郡 西和良村                         | 郡上郡 八幡町                  | 郡上郡 八幡町                  | 郡上郡 八幡町                 | 郡上郡 八幡町                       | 郡上郡 八幡町                                                | 郡上郡 八幡町                       | 郡上郡 八幡町                       | 郡上郡 八幡町                     | 平成16年 3月1日 郡上市      | 郡上市               | 郡上市               |
| 郡上郡 貢間村            | 郡上郡 貢間村               | 明治8年 1月 郡上郡 入間村 | 郡上郡 入間村                        | 郡上郡 入間村               | 郡上郡 入間村          | 郡上郡 入間村          | 郡上郡 入間村                 | 郡上郡 入間村                 | 郡上郡 入間村                               | 明治30年 4月1日 郡上郡 西和良村 | 郡上郡 西和良村                         | 郡上郡 八幡町                  | 郡上郡 八幡町                  | 郡上郡 八幡町                 | 郡上郡 八幡町                       | 郡上郡 八幡町                                                | 郡上郡 八幡町                       | 郡上郡 八幡町                       | 郡上郡 八幡町                     | 平成16年 3月1日 郡上市      | 郡上市               | 郡上市               |
| 郡上郡 入津村            | 郡上郡 入津村               | 明治8年 1月 郡上郡 入間村 | 郡上郡 入間村                        | 郡上郡 入間村               | 郡上郡 入間村          | 郡上郡 入間村          | 郡上郡 入間村                 | 郡上郡 入間村                 | 郡上郡 入間村                               | 明治30年 4月1日 郡上郡 西和良村 | 郡上郡 西和良村                         | 郡上郡 八幡町                  | 郡上郡 八幡町                  | 郡上郡 八幡町                 | 郡上郡 八幡町                       | 郡上郡 八幡町                                                | 郡上郡 八幡町                       | 郡上郡 八幡町                       | 郡上郡 八幡町                     | 平成16年 3月1日 郡上市      | 郡上市               | 郡上市               |
| 郡上郡 洲河村            | 郡上郡 洲河村               | 郡上郡 洲河村             | 郡上郡 洲河村                        | 郡上郡 洲河村               | 郡上郡 洲河村          | 郡上郡 洲河村          | 郡上郡 洲河村                 | 郡上郡 洲河村                 | 郡上郡 洲河村                               | 明治30年 4月1日 郡上郡 西和良村 | 郡上郡 西和良村                         | 郡上郡 八幡町                  | 郡上郡 八幡町                  | 郡上郡 八幡町                 | 郡上郡 八幡町                       | 郡上郡 八幡町                                                | 郡上郡 八幡町                       | 郡上郡 八幡町                       | 郡上郡 八幡町                     | 平成16年 3月1日 郡上市      | 郡上市               | 郡上市               |
| 郡上郡 野々倉村          | 郡上郡 野々倉村             | 郡上郡 野々倉村           | 郡上郡 野々倉村                      | 郡上郡 野々倉村             | 郡上郡 洲河村          | 郡上郡 洲河村          | 郡上郡 野々倉村               | 郡上郡 野々倉村               | 郡上郡 野々倉村                             | 明治30年 4月1日 郡上郡 西和良村 | 郡上郡 西和良村                         | 郡上郡 八幡町                  | 郡上郡 八幡町                  | 郡上郡 八幡町                 | 郡上郡 八幡町                       | 郡上郡 八幡町                                                | 郡上郡 八幡町                       | 郡上郡 八幡町                       | 郡上郡 八幡町                     | 平成16年 3月1日 郡上市      | 郡上市               | 郡上市               |
| 郡上郡 小那比村          | 郡上郡 小那比村             | 郡上郡 小那比村           | 郡上郡 小那比村                      | 郡上郡 小那比村             | 郡上郡 小那比村        | 郡上郡 小那比村        | 郡上郡 小那比村               | 郡上郡 小那比村               | 郡上郡 小那比村                             | 明治30年 4月1日 郡上郡 西和良村 | 郡上郡 西和良村                         | 郡上郡 八幡町                  | 郡上郡 八幡町                  | 郡上郡 八幡町                 | 郡上郡 八幡町                       | 郡上郡 八幡町                                                | 郡上郡 八幡町                       | 郡上郡 八幡町                       | 郡上郡 八幡町                     | 平成16年 3月1日 郡上市      | 郡上市               | 郡上市               |
| 郡上郡 勝更村            | 郡上郡 勝更村               | 明治8年 1月 郡上郡 有坂村 | 郡上郡 有坂村                        | 郡上郡 有坂村               | 郡上郡 有坂村          | 郡上郡 有坂村          | 郡上郡 有坂村                 | 郡上郡 有坂村                 | 郡上郡 有坂村                               | 明治30年 4月1日 郡上郡 西川村   | 郡上郡 西川村                           | 郡上郡 西川村                  | 昭和30年 3月28日 郡上郡 大和村 | 郡上郡 大和村                 | 昭和32年 4月1日 郡上郡 八幡町に編入 | 郡上郡 八幡町                                                | 郡上郡 八幡町                       | 郡上郡 八幡町                       | 郡上郡 八幡町                     | 平成16年 3月1日 郡上市      | 郡上市               | 郡上市               |
| 郡上郡 坪佐村            | 郡上郡 坪佐村               | 明治8年 1月 郡上郡 有坂村 | 郡上郡 有坂村                        | 郡上郡 有坂村               | 郡上郡 有坂村          | 郡上郡 有坂村          | 郡上郡 有坂村                 | 郡上郡 有坂村                 | 郡上郡 有坂村                               | 明治30年 4月1日 郡上郡 西川村   | 郡上郡 西川村                           | 郡上郡 西川村                  | 昭和30年 3月28日 郡上郡 大和村 | 郡上郡 大和村                 | 昭和32年 4月1日 郡上郡 八幡町に編入 | 郡上郡 八幡町                                                | 郡上郡 八幡町                       | 郡上郡 八幡町                       | 郡上郡 八幡町                     | 平成16年 3月1日 郡上市      | 郡上市               | 郡上市               |
| 郡上郡 名皿部村          | 郡上郡 名皿部村             | 郡上郡 名皿部村           | 郡上郡 名皿部村                      | 郡上郡 名皿部村             | 郡上郡 名皿部村        | 郡上郡 名皿部村        | 郡上郡 名皿部村               | 郡上郡 名皿部村               | 郡上郡 名皿部村                             | 明治30年 4月1日 郡上郡 西川村   | 郡上郡 西川村                           | 郡上郡 西川村                  | 昭和30年 3月28日 郡上郡 大和村 | 郡上郡 大和村                 | 郡上郡 大和村                       | 郡上郡 大和村                                                | 郡上郡 大和村                       | 昭和60年 11月1日 町制 郡上郡 大和町 | 郡上郡 大和町                     | 平成16年 3月1日 郡上市      | 郡上市               | 郡上市               |
| 郡上郡 落部村            | 郡上郡 落部村               | 郡上郡 落部村             | 郡上郡 落部村                        | 郡上郡 落部村               | 郡上郡 落部村          | 郡上郡 落部村          | 郡上郡 落部村                 | 郡上郡 落部村                 | 郡上郡 落部村                               | 明治30年 4月1日 郡上郡 西川村   | 郡上郡 西川村                           | 郡上郡 西川村                  | 昭和30年 3月28日 郡上郡 大和村 | 郡上郡 大和村                 | 郡上郡 大和村                       | 郡上郡 大和村                                                | 郡上郡 大和村                       | 昭和60年 11月1日 町制 郡上郡 大和町 | 郡上郡 大和町                     | 平成16年 3月1日 郡上市      | 郡上市               | 郡上市               |
| 郡上郡 内ヶ谷村          | 郡上郡 内ヶ谷村             | 郡上郡 内ヶ谷村           | 郡上郡 内ヶ谷村                      | 郡上郡 内ヶ谷村             | 郡上郡 内ヶ谷村        | 郡上郡 落部村          | 郡上郡 落部村                 | 郡上郡 落部村                 | 郡上郡 落部村                               | 明治30年 4月1日 郡上郡 西川村   | 郡上郡 西川村                           | 郡上郡 西川村                  | 昭和30年 3月28日 郡上郡 大和村 | 郡上郡 大和村                 | 郡上郡 大和村                       | 郡上郡 大和村                                                | 郡上郡 大和村                       | 昭和60年 11月1日 町制 郡上郡 大和町 | 郡上郡 大和町                     | 平成16年 3月1日 郡上市      | 郡上市               | 郡上市               |
| 郡上郡 場皿村            | 郡上郡 場皿村               | 明治8年1月 郡上郡 島村    | 郡上郡 島村                          | 郡上郡 島村                 | 郡上郡 島村            | 郡上郡 島村            | 郡上郡 島村                   | 郡上郡 島村                   | 郡上郡 島村                                 | 明治30年 4月1日 郡上郡 西川村   | 郡上郡 西川村                           | 郡上郡 西川村                  | 昭和30年 3月28日 郡上郡 大和村 | 郡上郡 大和村                 | 郡上郡 大和村                       | 郡上郡 大和村                                                | 郡上郡 大和村                       | 昭和60年 11月1日 町制 郡上郡 大和町 | 郡上郡 大和町                     | 平成16年 3月1日 郡上市      | 郡上市               | 郡上市               |
| 郡上郡 島馬場村          | 郡上郡 島馬場村             | 明治8年1月 郡上郡 島村    | 郡上郡 島村                          | 郡上郡 島村                 | 郡上郡 島村            | 郡上郡 島村            | 郡上郡 島村                   | 郡上郡 島村                   | 郡上郡 島村                                 | 明治30年 4月1日 郡上郡 西川村   | 郡上郡 西川村                           | 郡上郡 西川村                  | 昭和30年 3月28日 郡上郡 大和村 | 郡上郡 大和村                 | 郡上郡 大和村                       | 郡上郡 大和村                                                | 郡上郡 大和村                       | 昭和60年 11月1日 町制 郡上郡 大和町 | 郡上郡 大和町                     | 平成16年 3月1日 郡上市      | 郡上市               | 郡上市               |
| 郡上郡 小間見村          | 郡上郡 小間見村             | 郡上郡 小間見村           | 郡上郡 小間見村                      | 郡上郡 小間見村             | 郡上郡 小間見村        | 郡上郡 小間見村        | 郡上郡 小間見村               | 郡上郡 小間見村               | 郡上郡 小間見村                             | 明治30年4月1日 郡上郡 弥富村    | 郡上郡 弥富村                           | 郡上郡 弥富村                  | 昭和30年 3月28日 郡上郡 大和村 | 郡上郡 大和村                 | 郡上郡 大和村                       | 郡上郡 大和村                                                | 郡上郡 大和村                       | 昭和60年 11月1日 町制 郡上郡 大和町 | 郡上郡 大和町                     | 平成16年 3月1日 郡上市      | 郡上市               | 郡上市               |
| 郡上郡 剣村              | 郡上郡 剣村                 | 郡上郡 剣村               | 郡上郡 剣村                          | 郡上郡 剣村                 | 郡上郡 剣村            | 郡上郡 剣村            | 郡上郡 剣村                   | 郡上郡 剣村                   | 郡上郡 剣村                                 | 明治30年4月1日 郡上郡 弥富村    | 郡上郡 弥富村                           | 郡上郡 弥富村                  | 昭和30年 3月28日 郡上郡 大和村 | 郡上郡 大和村                 | 郡上郡 大和村                       | 郡上郡 大和村                                                | 郡上郡 大和村                       | 昭和60年 11月1日 町制 郡上郡 大和町 | 郡上郡 大和町                     | 平成16年 3月1日 郡上市      | 郡上市               | 郡上市               |
| 郡上郡 大間見村          | 郡上郡 大間見村             | 郡上郡 大間見村           | 郡上郡 大間見村                      | 郡上郡 大間見村             | 郡上郡 大間見村        | 郡上郡 大間見村        | 郡上郡 大間見村               | 郡上郡 大間見村               | 郡上郡 大間見村                             | 明治30年4月1日 郡上郡 弥富村    | 郡上郡 弥富村                           | 郡上郡 弥富村                  | 昭和30年 3月28日 郡上郡 大和村 | 郡上郡 大和村                 | 郡上郡 大和村                       | 郡上郡 大和村                                                | 郡上郡 大和村                       | 昭和60年 11月1日 町制 郡上郡 大和町 | 郡上郡 大和町                     | 平成16年 3月1日 郡上市      | 郡上市               | 郡上市               |
| 郡上郡 万場村            | 郡上郡 万場村               | 明治8年1月 郡上郡 万場村  | 郡上郡 万場村                        | 郡上郡 万場村               | 郡上郡 万場村          | 郡上郡 万場村          | 郡上郡 万場村                 | 郡上郡 万場村                 | 郡上郡 万場村                               | 明治30年4月1日 郡上郡 弥富村    | 郡上郡 弥富村                           | 郡上郡 弥富村                  | 昭和30年 3月28日 郡上郡 大和村 | 郡上郡 大和村                 | 郡上郡 大和村                       | 郡上郡 大和村                                                | 郡上郡 大和村                       | 昭和60年 11月1日 町制 郡上郡 大和町 | 郡上郡 大和町                     | 平成16年 3月1日 郡上市      | 郡上市               | 郡上市               |
| 郡上郡 今万場村          | 郡上郡 今万場村             | 明治8年1月 郡上郡 万場村  | 郡上郡 万場村                        | 郡上郡 万場村               | 郡上郡 万場村          | 郡上郡 万場村          | 郡上郡 万場村                 | 郡上郡 万場村                 | 郡上郡 万場村                               | 明治30年4月1日 郡上郡 弥富村    | 郡上郡 弥富村                           | 郡上郡 弥富村                  | 昭和30年 3月28日 郡上郡 大和村 | 郡上郡 大和村                 | 郡上郡 大和村                       | 郡上郡 大和村                                                | 郡上郡 大和村                       | 昭和60年 11月1日 町制 郡上郡 大和町 | 郡上郡 大和町                     | 平成16年 3月1日 郡上市      | 郡上市               | 郡上市               |
| 郡上郡 徳永村            | 郡上郡 徳永村               | 郡上郡 徳永村             | 郡上郡 徳永村                        | 郡上郡 徳永村               | 郡上郡 徳永村          | 郡上郡 徳永村          | 郡上郡 徳永村                 | 郡上郡 徳永村                 | 郡上郡 徳永村                               | 明治30年4月1日 郡上郡 山田村    | 郡上郡 山田村                           | 郡上郡 山田村                  | 昭和30年 3月28日 郡上郡 大和村 | 郡上郡 大和村                 | 郡上郡 大和村                       | 郡上郡 大和村                                                | 郡上郡 大和村                       | 昭和60年 11月1日 町制 郡上郡 大和町 | 郡上郡 大和町                     | 平成16年 3月1日 郡上市      | 郡上市               | 郡上市               |
| 郡上郡 河辺村            | 郡上郡 河辺村               | 郡上郡 河辺村             | 郡上郡 河辺村                        | 郡上郡 河辺村               | 郡上郡 河辺村          | 郡上郡 河辺村          | 郡上郡 河辺村                 | 郡上郡 河辺村                 | 郡上郡 河辺村                               | 明治30年4月1日 郡上郡 山田村    | 郡上郡 山田村                           | 郡上郡 山田村                  | 昭和30年 3月28日 郡上郡 大和村 | 郡上郡 大和村                 | 郡上郡 大和村                       | 郡上郡 大和村                                                | 郡上郡 大和村                       | 昭和60年 11月1日 町制 郡上郡 大和町 | 郡上郡 大和町                     | 平成16年 3月1日 郡上市      | 郡上市               | 郡上市               |
| 郡上郡 口神路村          | 郡上郡 口神路村             | 明治8年 1月 郡上郡 神路村 | 郡上郡 神路村                        | 郡上郡 神路村               | 郡上郡 神路村          | 郡上郡 神路村          | 郡上郡 神路村                 | 郡上郡 神路村                 | 郡上郡 神路村                               | 明治30年4月1日 郡上郡 山田村    | 郡上郡 山田村                           | 郡上郡 山田村                  | 昭和30年 3月28日 郡上郡 大和村 | 郡上郡 大和村                 | 郡上郡 大和村                       | 郡上郡 大和村                                                | 郡上郡 大和村                       | 昭和60年 11月1日 町制 郡上郡 大和町 | 郡上郡 大和町                     | 平成16年 3月1日 郡上市      | 郡上市               | 郡上市               |
| 郡上郡 中神路村          | 郡上郡 中神路村             | 明治8年 1月 郡上郡 神路村 | 郡上郡 神路村                        | 郡上郡 神路村               | 郡上郡 神路村          | 郡上郡 神路村          | 郡上郡 神路村                 | 郡上郡 神路村                 | 郡上郡 神路村                               | 明治30年4月1日 郡上郡 山田村    | 郡上郡 山田村                           | 郡上郡 山田村                  | 昭和30年 3月28日 郡上郡 大和村 | 郡上郡 大和村                 | 郡上郡 大和村                       | 郡上郡 大和村                                                | 郡上郡 大和村                       | 昭和60年 11月1日 町制 郡上郡 大和町 | 郡上郡 大和町                     | 平成16年 3月1日 郡上市      | 郡上市               | 郡上市               |
| 郡上郡 牧村              | 郡上郡 牧村                 | 郡上郡 牧村               | 郡上郡 牧村                          | 郡上郡 牧村                 | 郡上郡 牧村            | 郡上郡 牧村            | 郡上郡 牧村                   | 郡上郡 牧村                   | 郡上郡 牧村                                 | 明治30年4月1日 郡上郡 山田村    | 郡上郡 山田村                           | 郡上郡 山田村                  | 昭和30年 3月28日 郡上郡 大和村 | 郡上郡 大和村                 | 郡上郡 大和村                       | 郡上郡 大和村                                                | 郡上郡 大和村                       | 昭和60年 11月1日 町制 郡上郡 大和町 | 郡上郡 大和町                     | 平成16年 3月1日 郡上市      | 郡上市               | 郡上市               |
| 郡上郡 東俣村            | 郡上郡 東俣村               | 明治8年 1月 古道村        | 郡上郡 古道村                        | 郡上郡 古道村               | 郡上郡 古道村          | 郡上郡 古道村          | 郡上郡 古道村                 | 郡上郡 古道村                 | 郡上郡 古道村                               | 明治30年4月1日 郡上郡 山田村    | 郡上郡 山田村                           | 郡上郡 山田村                  | 昭和30年 3月28日 郡上郡 大和村 | 郡上郡 大和村                 | 郡上郡 大和村                       | 郡上郡 大和村                                                | 郡上郡 大和村                       | 昭和60年 11月1日 町制 郡上郡 大和町 | 郡上郡 大和町                     | 平成16年 3月1日 郡上市      | 郡上市               | 郡上市               |
| 郡上郡 上神路村          | 郡上郡 上神路村             | 明治8年 1月 古道村        | 郡上郡 古道村                        | 郡上郡 古道村               | 郡上郡 古道村          | 郡上郡 古道村          | 郡上郡 古道村                 | 郡上郡 古道村                 | 郡上郡 古道村                               | 明治30年4月1日 郡上郡 山田村    | 郡上郡 山田村                           | 郡上郡 山田村                  | 昭和30年 3月28日 郡上郡 大和村 | 郡上郡 大和村                 | 郡上郡 大和村                       | 郡上郡 大和村                                                | 郡上郡 大和村                       | 昭和60年 11月1日 町制 郡上郡 大和町 | 郡上郡 大和町                     | 平成16年 3月1日 郡上市      | 郡上市               | 郡上市               |
| 郡上郡 西俣村            | 郡上郡 西俣村               | 明治8年 1月 郡上郡 栗巣村 | 郡上郡 栗巣村                        | 郡上郡 栗巣村               | 郡上郡 栗巣村          | 郡上郡 栗巣村          | 郡上郡 栗巣村                 | 郡上郡 栗巣村                 | 郡上郡 栗巣村                               | 明治30年4月1日 郡上郡 山田村    | 郡上郡 山田村                           | 郡上郡 山田村                  | 昭和30年 3月28日 郡上郡 大和村 | 郡上郡 大和村                 | 郡上郡 大和村                       | 郡上郡 大和村                                                | 郡上郡 大和村                       | 昭和60年 11月1日 町制 郡上郡 大和町 | 郡上郡 大和町                     | 平成16年 3月1日 郡上市      | 郡上市               | 郡上市               |
| 郡上郡 母袋村            | 郡上郡 母袋村               | 明治8年 1月 郡上郡 栗巣村 | 郡上郡 栗巣村                        | 郡上郡 栗巣村               | 郡上郡 栗巣村          | 郡上郡 栗巣村          | 郡上郡 栗巣村                 | 郡上郡 栗巣村                 | 郡上郡 栗巣村                               | 明治30年4月1日 郡上郡 山田村    | 郡上郡 山田村                           | 郡上郡 山田村                  | 昭和30年 3月28日 郡上郡 大和村 | 郡上郡 大和村                 | 郡上郡 大和村                       | 郡上郡 大和村                                                | 郡上郡 大和村                       | 昭和60年 11月1日 町制 郡上郡 大和町 | 郡上郡 大和町                     | 平成16年 3月1日 郡上市      | 郡上市               | 郡上市               |
| 郡上郡 下田村            | 郡上郡 下田村               | 明治8年 1月 郡上郡 上田村 | 郡上郡 上田村                        | 郡上郡 上田村               | 郡上郡 上田村          | 郡上郡 嵩田村          | 郡上郡 嵩田村                 | 郡上郡 嵩田村                 | 郡上郡 嵩田村                               | 郡上郡 嵩田村                   | 郡上郡 嵩田村                           | 昭和29年 11月1日 郡上郡 美並村 | 郡上郡 美並村                  | 郡上郡 美並村                 | 郡上郡 美並村                       | 郡上郡 美並村                                                | 郡上郡 美並村                       | 郡上郡 美並村                       | 郡上郡 美並村                     | 平成16年 3月1日 郡上市      | 郡上市               | 郡上市               |
| 郡上郡 根村              | 郡上郡 根村                 | 明治8年 1月 郡上郡 上田村 | 郡上郡 上田村                        | 郡上郡 上田村               | 郡上郡 上田村          | 郡上郡 嵩田村          | 郡上郡 嵩田村                 | 郡上郡 嵩田村                 | 郡上郡 嵩田村                               | 郡上郡 嵩田村                   | 郡上郡 嵩田村                           | 昭和29年 11月1日 郡上郡 美並村 | 郡上郡 美並村                  | 郡上郡 美並村                 | 郡上郡 美並村                       | 郡上郡 美並村                                                | 郡上郡 美並村                       | 郡上郡 美並村                       | 郡上郡 美並村                     | 平成16年 3月1日 郡上市      | 郡上市               | 郡上市               |
| 郡上郡 繁在村            | 郡上郡 繁在村               | 明治8年 1月 郡上郡 上田村 | 郡上郡 上田村                        | 郡上郡 上田村               | 郡上郡 上田村          | 郡上郡 嵩田村          | 郡上郡 嵩田村                 | 郡上郡 嵩田村                 | 郡上郡 嵩田村                               | 郡上郡 嵩田村                   | 郡上郡 嵩田村                           | 昭和29年 11月1日 郡上郡 美並村 | 郡上郡 美並村                  | 郡上郡 美並村                 | 郡上郡 美並村                       | 郡上郡 美並村                                                | 郡上郡 美並村                       | 郡上郡 美並村                       | 郡上郡 美並村                     | 平成16年 3月1日 郡上市      | 郡上市               | 郡上市               |
| 郡上郡 木尾村            | 郡上郡 木尾村               | 明治8年 1月 郡上郡 上田村 | 郡上郡 上田村                        | 郡上郡 上田村               | 郡上郡 上田村          | 郡上郡 嵩田村          | 郡上郡 嵩田村                 | 郡上郡 嵩田村                 | 郡上郡 嵩田村                               | 郡上郡 嵩田村                   | 郡上郡 嵩田村                           | 昭和29年 11月1日 郡上郡 美並村 | 郡上郡 美並村                  | 郡上郡 美並村                 | 郡上郡 美並村                       | 郡上郡 美並村                                                | 郡上郡 美並村                       | 郡上郡 美並村                       | 郡上郡 美並村                     | 平成16年 3月1日 郡上市      | 郡上市               | 郡上市               |
| 郡上郡 門福手村          | 郡上郡 門福手村             | 明治8年 1月 郡上郡 山田村 | 郡上郡 山田村                        | 郡上郡 山田村               | 郡上郡 山田村          | 郡上郡 嵩田村          | 郡上郡 嵩田村                 | 郡上郡 嵩田村                 | 郡上郡 嵩田村                               | 郡上郡 嵩田村                   | 郡上郡 嵩田村                           | 昭和29年 11月1日 郡上郡 美並村 | 郡上郡 美並村                  | 郡上郡 美並村                 | 郡上郡 美並村                       | 郡上郡 美並村                                                | 郡上郡 美並村                       | 郡上郡 美並村                       | 郡上郡 美並村                     | 平成16年 3月1日 郡上市      | 郡上市               | 郡上市               |
| 郡上郡 鬮本村            | 郡上郡 鬮本村               | 明治8年 1月 郡上郡 山田村 | 郡上郡 山田村                        | 郡上郡 山田村               | 郡上郡 山田村          | 郡上郡 嵩田村          | 郡上郡 嵩田村                 | 郡上郡 嵩田村                 | 郡上郡 嵩田村                               | 郡上郡 嵩田村                   | 郡上郡 嵩田村                           | 昭和29年 11月1日 郡上郡 美並村 | 郡上郡 美並村                  | 郡上郡 美並村                 | 郡上郡 美並村                       | 郡上郡 美並村                                                | 郡上郡 美並村                       | 郡上郡 美並村                       | 郡上郡 美並村                     | 平成16年 3月1日 郡上市      | 郡上市               | 郡上市               |
| 郡上郡 赤池村            | 郡上郡 赤池村               | 明治8年 1月 郡上郡 山田村 | 郡上郡 山田村                        | 郡上郡 山田村               | 郡上郡 山田村          | 郡上郡 嵩田村          | 郡上郡 嵩田村                 | 郡上郡 嵩田村                 | 郡上郡 嵩田村                               | 郡上郡 嵩田村                   | 郡上郡 嵩田村                           | 昭和29年 11月1日 郡上郡 美並村 | 郡上郡 美並村                  | 郡上郡 美並村                 | 郡上郡 美並村                       | 郡上郡 美並村                                                | 郡上郡 美並村                       | 郡上郡 美並村                       | 郡上郡 美並村                     | 平成16年 3月1日 郡上市      | 郡上市               | 郡上市               |
| 郡上郡 杉原村            | 郡上郡 杉原村               | 明治8年 1月 郡上郡 山田村 | 郡上郡 山田村                        | 郡上郡 山田村               | 郡上郡 山田村          | 郡上郡 嵩田村          | 郡上郡 嵩田村                 | 郡上郡 嵩田村                 | 郡上郡 嵩田村                               | 郡上郡 嵩田村                   | 郡上郡 嵩田村                           | 昭和29年 11月1日 郡上郡 美並村 | 郡上郡 美並村                  | 郡上郡 美並村                 | 郡上郡 美並村                       | 郡上郡 美並村                                                | 郡上郡 美並村                       | 郡上郡 美並村                       | 郡上郡 美並村                     | 平成16年 3月1日 郡上市      | 郡上市               | 郡上市               |
| 郡上郡 粥川村            | 郡上郡 粥川村               | 明治8年 1月 郡上郡 高砂村 | 郡上郡 高砂村                        | 郡上郡 高砂村               | 郡上郡 高砂村          | 郡上郡 嵩田村          | 郡上郡 嵩田村                 | 郡上郡 嵩田村                 | 郡上郡 嵩田村                               | 郡上郡 嵩田村                   | 郡上郡 嵩田村                           | 昭和29年 11月1日 郡上郡 美並村 | 郡上郡 美並村                  | 郡上郡 美並村                 | 郡上郡 美並村                       | 郡上郡 美並村                                                | 郡上郡 美並村                       | 郡上郡 美並村                       | 郡上郡 美並村                     | 平成16年 3月1日 郡上市      | 郡上市               | 郡上市               |
| 郡上郡 高原村            | 郡上郡 高原村               | 明治8年 1月 郡上郡 高砂村 | 郡上郡 高砂村                        | 郡上郡 高砂村               | 郡上郡 高砂村          | 郡上郡 嵩田村          | 郡上郡 嵩田村                 | 郡上郡 嵩田村                 | 郡上郡 嵩田村                               | 郡上郡 嵩田村                   | 郡上郡 嵩田村                           | 昭和29年 11月1日 郡上郡 美並村 | 郡上郡 美並村                  | 郡上郡 美並村                 | 郡上郡 美並村                       | 郡上郡 美並村                                                | 郡上郡 美並村                       | 郡上郡 美並村                       | 郡上郡 美並村                     | 平成16年 3月1日 郡上市      | 郡上市               | 郡上市               |
| 郡上郡 梅原村            | 郡上郡 梅原村               | 郡上郡 梅原村             | 郡上郡 梅原村                        | 郡上郡 梅原村               | 郡上郡 梅原村          | 郡上郡 梅原村          | 郡上郡 梅原村                 | 郡上郡 梅原村                 | 郡上郡 梅原村                               | 明治30年 4月1日 郡上郡 下川村   | 郡上郡 下川村                           | 昭和29年 11月1日 郡上郡 美並村 | 郡上郡 美並村                  | 郡上郡 美並村                 | 郡上郡 美並村                       | 郡上郡 美並村                                                | 郡上郡 美並村                       | 郡上郡 美並村                       | 郡上郡 美並村                     | 平成16年 3月1日 郡上市      | 郡上市               | 郡上市               |
| 郡上郡 深戸村            | 郡上郡 深戸村               | 明治8年 1月 郡上郡 三戸村 | 郡上郡 三戸村                        | 郡上郡 三戸村               | 郡上郡 三戸村          | 郡上郡 三戸村          | 郡上郡 三戸村                 | 郡上郡 三戸村                 | 郡上郡 三戸村                               | 明治30年 4月1日 郡上郡 下川村   | 郡上郡 下川村                           | 昭和29年 11月1日 郡上郡 美並村 | 郡上郡 美並村                  | 郡上郡 美並村                 | 郡上郡 美並村                       | 郡上郡 美並村                                                | 郡上郡 美並村                       | 郡上郡 美並村                       | 郡上郡 美並村                     | 平成16年 3月1日 郡上市      | 郡上市               | 郡上市               |
| 郡上郡 相戸村            | 郡上郡 相戸村               | 明治8年 1月 郡上郡 三戸村 | 郡上郡 三戸村                        | 郡上郡 三戸村               | 郡上郡 三戸村          | 郡上郡 三戸村          | 郡上郡 三戸村                 | 郡上郡 三戸村                 | 郡上郡 三戸村                               | 明治30年 4月1日 郡上郡 下川村   | 郡上郡 下川村                           | 昭和29年 11月1日 郡上郡 美並村 | 郡上郡 美並村                  | 郡上郡 美並村                 | 郡上郡 美並村                       | 郡上郡 美並村                                                | 郡上郡 美並村                       | 郡上郡 美並村                       | 郡上郡 美並村                     | 平成16年 3月1日 郡上市      | 郡上市               | 郡上市               |
| 郡上郡 三日市村          | 郡上郡 三日市村             | 明治8年 1月 郡上郡 三戸村 | 郡上郡 三戸村                        | 郡上郡 三戸村               | 郡上郡 三戸村          | 郡上郡 三戸村          | 郡上郡 三戸村                 | 郡上郡 三戸村                 | 郡上郡 三戸村                               | 明治30年 4月1日 郡上郡 下川村   | 郡上郡 下川村                           | 昭和29年 11月1日 郡上郡 美並村 | 郡上郡 美並村                  | 郡上郡 美並村                 | 郡上郡 美並村                       | 郡上郡 美並村                                                | 郡上郡 美並村                       | 郡上郡 美並村                       | 郡上郡 美並村                     | 平成16年 3月1日 郡上市      | 郡上市               | 郡上市               |
| 郡上郡 上刈安村          | 郡上郡 上刈安村             | 明治8年 1月 郡上郡 白山村 | 郡上郡 白山村                        | 郡上郡 白山村               | 郡上郡 白山村          | 郡上郡 白山村          | 郡上郡 白山村                 | 郡上郡 白山村                 | 郡上郡 白山村                               | 明治30年 4月1日 郡上郡 下川村   | 郡上郡 下川村                           | 昭和29年 11月1日 郡上郡 美並村 | 郡上郡 美並村                  | 郡上郡 美並村                 | 郡上郡 美並村                       | 郡上郡 美並村                                                | 郡上郡 美並村                       | 郡上郡 美並村                       | 郡上郡 美並村                     | 平成16年 3月1日 郡上市      | 郡上市               | 郡上市               |
| 郡上郡 下刈安村          | 郡上郡 下刈安村             | 明治8年 1月 郡上郡 白山村 | 郡上郡 白山村                        | 郡上郡 白山村               | 郡上郡 白山村          | 郡上郡 白山村          | 郡上郡 白山村                 | 郡上郡 白山村                 | 郡上郡 白山村                               | 明治30年 4月1日 郡上郡 下川村   | 郡上郡 下川村                           | 昭和29年 11月1日 郡上郡 美並村 | 郡上郡 美並村                  | 郡上郡 美並村                 | 郡上郡 美並村                       | 郡上郡 美並村                                                | 郡上郡 美並村                       | 郡上郡 美並村                       | 郡上郡 美並村                     | 平成16年 3月1日 郡上市      | 郡上市               | 郡上市               |
| 郡上郡 新羽根村          | 郡上郡 新羽根村             | 明治8年 1月 郡上郡 白山村 | 郡上郡 白山村                        | 郡上郡 白山村               | 郡上郡 白山村          | 郡上郡 白山村          | 郡上郡 白山村                 | 郡上郡 白山村                 | 郡上郡 白山村                               | 明治30年 4月1日 郡上郡 下川村   | 郡上郡 下川村                           | 昭和29年 11月1日 郡上郡 美並村 | 郡上郡 美並村                  | 郡上郡 美並村                 | 郡上郡 美並村                       | 郡上郡 美並村                                                | 郡上郡 美並村                       | 郡上郡 美並村                       | 郡上郡 美並村                     | 平成16年 3月1日 郡上市      | 郡上市               | 郡上市               |
| 郡上郡 福野村            | 郡上郡 福野村               | 明治8年 1月 郡上郡 白山村 | 郡上郡 白山村                        | 郡上郡 白山村               | 郡上郡 白山村          | 郡上郡 白山村          | 郡上郡 白山村                 | 郡上郡 白山村                 | 郡上郡 白山村                               | 明治30年 4月1日 郡上郡 下川村   | 郡上郡 下川村                           | 昭和29年 11月1日 郡上郡 美並村 | 郡上郡 美並村                  | 郡上郡 美並村                 | 郡上郡 美並村                       | 郡上郡 美並村                                                | 郡上郡 美並村                       | 郡上郡 美並村                       | 郡上郡 美並村                     | 平成16年 3月1日 郡上市      | 郡上市               | 郡上市               |
| 郡上郡 野尻村            | 郡上郡 野尻村               | 明治8年 1月 郡上郡 白山村 | 郡上郡 白山村                        | 郡上郡 白山村               | 郡上郡 白山村          | 郡上郡 白山村          | 郡上郡 白山村                 | 郡上郡 白山村                 | 郡上郡 白山村                               | 明治30年 4月1日 郡上郡 下川村   | 郡上郡 下川村                           | 昭和29年 11月1日 郡上郡 美並村 | 郡上郡 美並村                  | 郡上郡 美並村                 | 郡上郡 美並村                       | 郡上郡 美並村                                                | 郡上郡 美並村                       | 郡上郡 美並村                       | 郡上郡 美並村                     | 平成16年 3月1日 郡上市      | 郡上市               | 郡上市               |
| 郡上郡 大矢村            | 郡上郡 大矢村               | 明治8年 1月 郡上郡 大原村 | 郡上郡 大原村                        | 郡上郡 大原村               | 郡上郡 大原村          | 郡上郡 大原村          | 郡上郡 大原村                 | 郡上郡 大原村                 | 郡上郡 大原村                               | 明治30年 4月1日 郡上郡 下川村   | 郡上郡 下川村                           | 昭和29年 11月1日 郡上郡 美並村 | 郡上郡 美並村                  | 郡上郡 美並村                 | 郡上郡 美並村                       | 郡上郡 美並村                                                | 郡上郡 美並村                       | 郡上郡 美並村                       | 郡上郡 美並村                     | 平成16年 3月1日 郡上市      | 郡上市               | 郡上市               |
| 郡上郡 勝原村            | 郡上郡 勝原村               | 明治8年 1月 郡上郡 大原村 | 郡上郡 大原村                        | 郡上郡 大原村               | 郡上郡 大原村          | 郡上郡 大原村          | 郡上郡 大原村                 | 郡上郡 大原村                 | 郡上郡 大原村                               | 明治30年 4月1日 郡上郡 下川村   | 郡上郡 下川村                           | 昭和29年 11月1日 郡上郡 美並村 | 郡上郡 美並村                  | 郡上郡 美並村                 | 郡上郡 美並村                       | 郡上郡 美並村                                                | 郡上郡 美並村                       | 郡上郡 美並村                       | 郡上郡 美並村                     | 平成16年 3月1日 郡上市      | 郡上市               | 郡上市               |
| 郡上郡 向鷲見村          | 郡上郡 向鷲見村             | 明治8年 1月 郡上郡 大鷲村 | 郡上郡 大鷲村                        | 郡上郡 大鷲村               | 郡上郡 大鷲村          | 郡上郡 大鷲村          | 郡上郡 大鷲村                 | 大鷲村                        | 大鷲村                                      | 明治30年 4月1日 郡上郡 高鷲村   | 郡上郡 高鷲村                           | 郡上郡 高鷲村                  | 郡上郡 高鷲村                  | 郡上郡 高鷲村                 | 郡上郡 高鷲村                       | 郡上郡 高鷲村                                                | 郡上郡 高鷲村                       | 郡上郡 高鷲村                       | 郡上郡 高鷲村                     | 平成16年 3月1日 郡上市      | 郡上市               | 郡上市               |
| 郡上郡 穴洞村            | 郡上郡 穴洞村               | 明治8年 1月 郡上郡 大鷲村 | 郡上郡 大鷲村                        | 郡上郡 大鷲村               | 郡上郡 大鷲村          | 郡上郡 大鷲村          | 郡上郡 大鷲村                 | 大鷲村                        | 大鷲村                                      | 明治30年 4月1日 郡上郡 高鷲村   | 郡上郡 高鷲村                           | 郡上郡 高鷲村                  | 郡上郡 高鷲村                  | 郡上郡 高鷲村                 | 郡上郡 高鷲村                       | 郡上郡 高鷲村                                                | 郡上郡 高鷲村                       | 郡上郡 高鷲村                       | 郡上郡 高鷲村                     | 平成16年 3月1日 郡上市      | 郡上市               | 郡上市               |
| 郡上郡 中切村            | 明治7年 郡上郡 鷲見中切村   | 明治8年 1月 郡上郡 大鷲村 | 郡上郡 大鷲村                        | 郡上郡 大鷲村               | 郡上郡 大鷲村          | 郡上郡 大鷲村          | 郡上郡 大鷲村                 | 大鷲村                        | 大鷲村                                      | 明治30年 4月1日 郡上郡 高鷲村   | 郡上郡 高鷲村                           | 郡上郡 高鷲村                  | 郡上郡 高鷲村                  | 郡上郡 高鷲村                 | 郡上郡 高鷲村                       | 郡上郡 高鷲村                                                | 郡上郡 高鷲村                       | 郡上郡 高鷲村                       | 郡上郡 高鷲村                     | 平成16年 3月1日 郡上市      | 郡上市               | 郡上市               |
| 郡上郡 正ヶ洞村          | 郡上郡 正ヶ洞村             | 明治8年 1月 郡上郡 大鷲村 | 郡上郡 大鷲村                        | 郡上郡 大鷲村               | 郡上郡 大鷲村          | 郡上郡 大鷲村          | 郡上郡 大鷲村                 | 大鷲村                        | 大鷲村                                      | 明治30年 4月1日 郡上郡 高鷲村   | 郡上郡 高鷲村                           | 郡上郡 高鷲村                  | 郡上郡 高鷲村                  | 郡上郡 高鷲村                 | 郡上郡 高鷲村                       | 郡上郡 高鷲村                                                | 郡上郡 高鷲村                       | 郡上郡 高鷲村                       | 郡上郡 高鷲村                     | 平成16年 3月1日 郡上市      | 郡上市               | 郡上市               |
| 郡上郡 鮎走村            | 郡上郡 鮎走村               | 明治8年 1月 郡上郡 鮎立村 | 郡上郡 鮎立村                        | 郡上郡 鮎立村               | 郡上郡 鮎立村          | 郡上郡 鮎立村          | 郡上郡 鮎立村                 | 郡上郡 鮎立村                 | 郡上郡 鮎立村                               | 明治30年 4月1日 郡上郡 高鷲村   | 郡上郡 高鷲村                           | 郡上郡 高鷲村                  | 郡上郡 高鷲村                  | 郡上郡 高鷲村                 | 郡上郡 高鷲村                       | 郡上郡 高鷲村                                                | 郡上郡 高鷲村                       | 郡上郡 高鷲村                       | 郡上郡 高鷲村                     | 平成16年 3月1日 郡上市      | 郡上市               | 郡上市               |
| 郡上郡 切立村            | 郡上郡 切立村               | 明治8年 1月 郡上郡 鮎立村 | 郡上郡 鮎立村                        | 郡上郡 鮎立村               | 郡上郡 鮎立村          | 郡上郡 鮎立村          | 郡上郡 鮎立村                 | 郡上郡 鮎立村                 | 郡上郡 鮎立村                               | 明治30年 4月1日 郡上郡 高鷲村   | 郡上郡 高鷲村                           | 郡上郡 高鷲村                  | 郡上郡 高鷲村                  | 郡上郡 高鷲村                 | 郡上郡 高鷲村                       | 郡上郡 高鷲村                                                | 郡上郡 高鷲村                       | 郡上郡 高鷲村                       | 郡上郡 高鷲村                     | 平成16年 3月1日 郡上市      | 郡上市               | 郡上市               |
| 郡上郡 鷲見村            | 郡上郡 鷲見村               | 明治8年 1月 郡上郡 鷲見村 | 郡上郡 鷲見村                        | 郡上郡 鷲見村               | 郡上郡 鷲見村          | 郡上郡 鷲見村          | 郡上郡 鷲見村                 | 郡上郡 鷲見村                 | 郡上郡 鷲見村                               | 明治30年 4月1日 郡上郡 高鷲村   | 郡上郡 高鷲村                           | 郡上郡 高鷲村                  | 郡上郡 高鷲村                  | 郡上郡 高鷲村                 | 郡上郡 高鷲村                       | 郡上郡 高鷲村                                                | 郡上郡 高鷲村                       | 郡上郡 高鷲村                       | 郡上郡 高鷲村                     | 平成16年 3月1日 郡上市      | 郡上市               | 郡上市               |
| 郡上郡 西洞村            | 明治7年 郡上郡 鷲見西洞村   | 明治8年 1月 郡上郡 鷲見村 | 郡上郡 鷲見西洞村                    | 明治15年 分立 郡上郡 西洞村 | 郡上郡 西洞村          | 郡上郡 西洞村          | 郡上郡 西洞村                 | 郡上郡 西洞村                 | 郡上郡 西洞村                               | 明治30年 4月1日 郡上郡 高鷲村   | 郡上郡 高鷲村                           | 郡上郡 高鷲村                  | 郡上郡 高鷲村                  | 郡上郡 高鷲村                 | 郡上郡 高鷲村                       | 郡上郡 高鷲村                                                | 郡上郡 高鷲村                       | 郡上郡 高鷲村                       | 郡上郡 高鷲村                     | 平成16年 3月1日 郡上市      | 郡上市               | 郡上市               |
| 郡上郡 鹿倉村            | 郡上郡 鹿倉村               | 郡上郡 鹿倉村             | 郡上郡 鹿倉村                        | 郡上郡 鹿倉村               | 郡上郡 鹿倉村          | 郡上郡 鹿倉村          | 郡上郡 鹿倉村                 | 明治27年7月21日 郡上郡 和良村 | 郡上郡 和良村                               | 郡上郡 和良村                   | 郡上郡 和良村                           | 郡上郡 和良村                  | 郡上郡 和良村                  | 郡上郡 和良村                 | 郡上郡 和良村                       | 郡上郡 和良村                                                | 郡上郡 和良村                       | 郡上郡 和良村                       | 郡上郡 和良村                     | 平成16年 3月1日 郡上市      | 郡上市               | 郡上市               |
| 郡上郡 宮代村            | 郡上郡 宮代村               | 郡上郡 宮代村             | 郡上郡 宮代村                        | 郡上郡 宮代村               | 郡上郡 宮代村          | 郡上郡 宮代村          | 郡上郡 宮代村                 | 明治27年7月21日 郡上郡 和良村 | 郡上郡 和良村                               | 郡上郡 和良村                   | 郡上郡 和良村                           | 郡上郡 和良村                  | 郡上郡 和良村                  | 郡上郡 和良村                 | 郡上郡 和良村                       | 郡上郡 和良村                                                | 郡上郡 和良村                       | 郡上郡 和良村                       | 郡上郡 和良村                     | 平成16年 3月1日 郡上市      | 郡上市               | 郡上市               |
| 郡上郡 野尻村            | 郡上郡 野尻村               | 郡上郡 野尻村             | 郡上郡 野尻村                        | 郡上郡 野尻村               | 郡上郡 野尻村          | 郡上郡 野尻村          | 郡上郡 野尻村                 | 明治27年7月21日 郡上郡 和良村 | 郡上郡 和良村                               | 郡上郡 和良村                   | 郡上郡 和良村                           | 郡上郡 和良村                  | 郡上郡 和良村                  | 郡上郡 和良村                 | 郡上郡 和良村                       | 郡上郡 和良村                                                | 郡上郡 和良村                       | 郡上郡 和良村                       | 郡上郡 和良村                     | 平成16年 3月1日 郡上市      | 郡上市               | 郡上市               |
| 郡上郡 田平村            | 郡上郡 田平村               | 明治8年1月 郡上郡 三庫村  | 郡上郡 三庫村                        | 郡上郡 三庫村               | 郡上郡 三庫村          | 郡上郡 三庫村          | 郡上郡 三庫村                 | 明治27年7月21日 郡上郡 和良村 | 郡上郡 和良村                               | 郡上郡 和良村                   | 郡上郡 和良村                           | 郡上郡 和良村                  | 郡上郡 和良村                  | 郡上郡 和良村                 | 郡上郡 和良村                       | 郡上郡 和良村                                                | 郡上郡 和良村                       | 郡上郡 和良村                       | 郡上郡 和良村                     | 平成16年 3月1日 郡上市      | 郡上市               | 郡上市               |
| 郡上郡 厚波村            | 郡上郡 厚波村               | 明治8年1月 郡上郡 三庫村  | 郡上郡 三庫村                        | 郡上郡 三庫村               | 郡上郡 三庫村          | 郡上郡 三庫村          | 郡上郡 三庫村                 | 明治27年7月21日 郡上郡 和良村 | 郡上郡 和良村                               | 郡上郡 和良村                   | 郡上郡 和良村                           | 郡上郡 和良村                  | 郡上郡 和良村                  | 郡上郡 和良村                 | 郡上郡 和良村                       | 郡上郡 和良村                                                | 郡上郡 和良村                       | 郡上郡 和良村                       | 郡上郡 和良村                     | 平成16年 3月1日 郡上市      | 郡上市               | 郡上市               |
| 郡上郡 東野村            | 郡上郡 東野村               | 明治8年1月 郡上郡 三庫村  | 郡上郡 三庫村                        | 郡上郡 三庫村               | 郡上郡 三庫村          | 郡上郡 三庫村          | 郡上郡 三庫村                 | 明治27年7月21日 郡上郡 和良村 | 郡上郡 和良村                               | 郡上郡 和良村                   | 郡上郡 和良村                           | 郡上郡 和良村                  | 郡上郡 和良村                  | 郡上郡 和良村                 | 郡上郡 和良村                       | 郡上郡 和良村                                                | 郡上郡 和良村                       | 郡上郡 和良村                       | 郡上郡 和良村                     | 平成16年 3月1日 郡上市      | 郡上市               | 郡上市               |
| 郡上郡 下野村            | 郡上郡 下野村               | 明治8年1月 郡上郡 横野村  | 郡上郡 横野村                        | 郡上郡 横野村               | 郡上郡 横野村          | 郡上郡 横野村          | 郡上郡 横野村                 | 明治27年7月21日 郡上郡 和良村 | 郡上郡 和良村                               | 郡上郡 和良村                   | 郡上郡 和良村                           | 郡上郡 和良村                  | 郡上郡 和良村                  | 郡上郡 和良村                 | 郡上郡 和良村                       | 郡上郡 和良村                                                | 郡上郡 和良村                       | 郡上郡 和良村                       | 郡上郡 和良村                     | 平成16年 3月1日 郡上市      | 郡上市               | 郡上市               |
| 郡上郡 横井村            | 郡上郡 横井村               | 明治8年1月 郡上郡 横野村  | 郡上郡 横野村                        | 郡上郡 横野村               | 郡上郡 横野村          | 郡上郡 横野村          | 郡上郡 横野村                 | 明治27年7月21日 郡上郡 和良村 | 郡上郡 和良村                               | 郡上郡 和良村                   | 郡上郡 和良村                           | 郡上郡 和良村                  | 郡上郡 和良村                  | 郡上郡 和良村                 | 郡上郡 和良村                       | 郡上郡 和良村                                                | 郡上郡 和良村                       | 郡上郡 和良村                       | 郡上郡 和良村                     | 平成16年 3月1日 郡上市      | 郡上市               | 郡上市               |
| 郡上郡 宮地村            | 郡上郡 宮地村               | 郡上郡 宮地村             | 郡上郡 宮地村                        | 郡上郡 宮地村               | 郡上郡 宮地村          | 郡上郡 宮地村          | 郡上郡 宮地村                 | 明治27年7月21日 郡上郡 和良村 | 郡上郡 和良村                               | 郡上郡 和良村                   | 郡上郡 和良村                           | 郡上郡 和良村                  | 郡上郡 和良村                  | 郡上郡 和良村                 | 郡上郡 和良村                       | 郡上郡 和良村                                                | 郡上郡 和良村                       | 郡上郡 和良村                       | 郡上郡 和良村                     | 平成16年 3月1日 郡上市      | 郡上市               | 郡上市               |
| 郡上郡 上沢村            | 郡上郡 上沢村               | 明治8年1月 郡上郡 沢村    | 郡上郡 沢村                          | 郡上郡 沢村                 | 郡上郡 沢村            | 郡上郡 沢村            | 郡上郡 沢村                   | 明治27年7月21日 郡上郡 和良村 | 郡上郡 和良村                               | 郡上郡 和良村                   | 郡上郡 和良村                           | 郡上郡 和良村                  | 郡上郡 和良村                  | 郡上郡 和良村                 | 郡上郡 和良村                       | 郡上郡 和良村                                                | 郡上郡 和良村                       | 郡上郡 和良村                       | 郡上郡 和良村                     | 平成16年 3月1日 郡上市      | 郡上市               | 郡上市               |
| 郡上郡 下沢村            | 郡上郡 下沢村               | 明治8年1月 郡上郡 沢村    | 郡上郡 沢村                          | 郡上郡 沢村                 | 郡上郡 沢村            | 郡上郡 沢村            | 郡上郡 沢村                   | 明治27年7月21日 郡上郡 和良村 | 郡上郡 和良村                               | 郡上郡 和良村                   | 郡上郡 和良村                           | 郡上郡 和良村                  | 郡上郡 和良村                  | 郡上郡 和良村                 | 郡上郡 和良村                       | 郡上郡 和良村                                                | 郡上郡 和良村                       | 郡上郡 和良村                       | 郡上郡 和良村                     | 平成16年 3月1日 郡上市      | 郡上市               | 郡上市               |
| 郡上郡 法師丸村          | 郡上郡 法師丸村             | 郡上郡 法師丸村           | 郡上郡 法師丸村                      | 郡上郡 法師丸村             | 郡上郡 法師丸村        | 郡上郡 法師丸村        | 郡上郡 法師丸村               | 明治27年7月21日 郡上郡 和良村 | 郡上郡 和良村                               | 郡上郡 和良村                   | 郡上郡 和良村                           | 郡上郡 和良村                  | 郡上郡 和良村                  | 郡上郡 和良村                 | 郡上郡 和良村                       | 郡上郡 和良村                                                | 郡上郡 和良村                       | 郡上郡 和良村                       | 郡上郡 和良村                     | 平成16年 3月1日 郡上市      | 郡上市               | 郡上市               |
| 郡上郡 下洞村            | 郡上郡 下洞村               | 郡上郡 下洞村             | 郡上郡 下洞村                        | 郡上郡 下洞村               | 郡上郡 下洞村          | 郡上郡 下洞村          | 郡上郡 下洞村                 | 明治27年7月21日 郡上郡 和良村 | 郡上郡 和良村                               | 郡上郡 和良村                   | 郡上郡 和良村                           | 郡上郡 和良村                  | 郡上郡 和良村                  | 郡上郡 和良村                 | 郡上郡 和良村                       | 郡上郡 和良村                                                | 郡上郡 和良村                       | 郡上郡 和良村                       | 郡上郡 和良村                     | 平成16年 3月1日 郡上市      | 郡上市               | 郡上市               |
| 郡上郡 土京村            | 郡上郡 土京村               | 郡上郡 土京村             | 郡上郡 土京村                        | 郡上郡 土京村               | 郡上郡 土京村          | 郡上郡 土京村          | 郡上郡 土京村                 | 明治27年7月21日 郡上郡 和良村 | 郡上郡 和良村                               | 郡上郡 和良村                   | 郡上郡 和良村                           | 郡上郡 和良村                  | 郡上郡 和良村                  | 郡上郡 和良村                 | 郡上郡 和良村                       | 郡上郡 和良村                                                | 郡上郡 和良村                       | 郡上郡 和良村                       | 郡上郡 和良村                     | 平成16年 3月1日 郡上市      | 郡上市               | 郡上市               |
| 郡上郡 方須村            | 郡上郡 方須村               | 郡上郡 方須村             | 郡上郡 方須村                        | 郡上郡 方須村               | 郡上郡 方須村          | 郡上郡 方須村          | 郡上郡 方須村                 | 明治27年7月21日 郡上郡 和良村 | 郡上郡 和良村                               | 郡上郡 和良村                   | 郡上郡 和良村                           | 郡上郡 和良村                  | 郡上郡 和良村                  | 郡上郡 和良村                 | 郡上郡 和良村                       | 郡上郡 和良村                                                | 郡上郡 和良村                       | 郡上郡 和良村                       | 郡上郡 和良村                     | 平成16年 3月1日 郡上市      | 郡上市               | 郡上市               |
| 郡上郡 安郷野新田        | 郡上郡 安郷野新田           | 郡上郡 安郷野新田         | 郡上郡 安郷野新田                    | 郡上郡 安郷野新田           | 郡上郡 安郷野新田      | 郡上郡 安郷野新田      | 郡上郡 方須村                 | 明治27年7月21日 郡上郡 和良村 | 郡上郡 和良村                               | 郡上郡 和良村                   | 郡上郡 和良村                           | 郡上郡 和良村                  | 郡上郡 和良村                  | 郡上郡 和良村                 | 郡上郡 和良村                       | 郡上郡 和良村                                                | 郡上郡 和良村                       | 郡上郡 和良村                       | 郡上郡 和良村                     | 平成16年 3月1日 郡上市      | 郡上市               | 郡上市               |
| 郡上郡 白鳥村            | 郡上郡 白鳥村               | 郡上郡 白鳥村             | 郡上郡 白鳥村                        | 郡上郡 白鳥村               | 郡上郡 白鳥村          | 郡上郡 白鳥村          | 郡上郡 白鳥村                 | 郡上郡 白鳥村                 | 郡上郡 白鳥村                               | 明治30年4 月1日 郡上郡 上保村   | 昭和3年 11月10日 町制改称 郡上郡 白鳥町 | 郡上郡 白鳥町                  | 郡上郡 白鳥町                  | 郡上郡 白鳥町                 | 郡上郡 白鳥町                       | 郡上郡 白鳥町                                                | 郡上郡 白鳥町                       | 郡上郡 白鳥町                       | 郡上郡 白鳥町                     | 平成16年 3月1日 郡上市      | 郡上市               | 郡上市               |
| 郡上郡 為真村            | 郡上郡 為真村               | 郡上郡 為真村             | 郡上郡 為真村                        | 郡上郡 為真村               | 郡上郡 為真村          | 郡上郡 為真村          | 郡上郡 為真村                 | 郡上郡 為真村                 | 郡上郡 為真村                               | 明治30年4 月1日 郡上郡 上保村   | 昭和3年 11月10日 町制改称 郡上郡 白鳥町 | 郡上郡 白鳥町                  | 郡上郡 白鳥町                  | 郡上郡 白鳥町                 | 郡上郡 白鳥町                       | 郡上郡 白鳥町                                                | 郡上郡 白鳥町                       | 郡上郡 白鳥町                       | 郡上郡 白鳥町                     | 平成16年 3月1日 郡上市      | 郡上市               | 郡上市               |
| 郡上郡 大島村            | 郡上郡 大島村               | 郡上郡 大島村             | 郡上郡 大島村                        | 郡上郡 大島村               | 郡上郡 大島村          | 郡上郡 大島村          | 郡上郡 大島村                 | 郡上郡 大島村                 | 郡上郡 大島村                               | 明治30年4 月1日 郡上郡 上保村   | 昭和3年 11月10日 町制改称 郡上郡 白鳥町 | 郡上郡 白鳥町                  | 郡上郡 白鳥町                  | 郡上郡 白鳥町                 | 郡上郡 白鳥町                       | 郡上郡 白鳥町                                                | 郡上郡 白鳥町                       | 郡上郡 白鳥町                       | 郡上郡 白鳥町                     | 平成16年 3月1日 郡上市      | 郡上市               | 郡上市               |
| 郡上郡 中津屋村          | 郡上郡 中津屋村             | 郡上郡 中津屋村           | 郡上郡 中津屋村                      | 郡上郡 中津屋村             | 郡上郡 中津屋村        | 郡上郡 中津屋村        | 郡上郡 中津屋村               | 郡上郡 中津屋村               | 郡上郡 中津屋村                             | 明治30年4 月1日 郡上郡 上保村   | 昭和3年 11月10日 町制改称 郡上郡 白鳥町 | 郡上郡 白鳥町                  | 郡上郡 白鳥町                  | 郡上郡 白鳥町                 | 郡上郡 白鳥町                       | 郡上郡 白鳥町                                                | 郡上郡 白鳥町                       | 郡上郡 白鳥町                       | 郡上郡 白鳥町                     | 平成16年 3月1日 郡上市      | 郡上市               | 郡上市               |
| 郡上郡 越佐村            | 郡上郡 越佐村               | 郡上郡 越佐村             | 郡上郡 越佐村                        | 郡上郡 越佐村               | 郡上郡 越佐村          | 郡上郡 越佐村          | 郡上郡 越佐村                 | 郡上郡 越佐村                 | 郡上郡 越佐村                               | 明治30年4 月1日 郡上郡 上保村   | 昭和3年 11月10日 町制改称 郡上郡 白鳥町 | 郡上郡 白鳥町                  | 郡上郡 白鳥町                  | 郡上郡 白鳥町                 | 郡上郡 白鳥町                       | 郡上郡 白鳥町                                                | 郡上郡 白鳥町                       | 郡上郡 白鳥町                       | 郡上郡 白鳥町                     | 平成16年 3月1日 郡上市      | 郡上市               | 郡上市               |
| 郡上郡 前谷村            | 郡上郡 前谷村               | 郡上郡 前谷村             | 郡上郡 前谷村                        | 郡上郡 前谷村               | 郡上郡 前谷村          | 郡上郡 前谷村          | 郡上郡 前谷村                 | 郡上郡 前谷村                 | 郡上郡 前谷村                               | 明治30年 4月1日 郡上郡 北濃村   | 郡上郡 北濃村                           | 郡上郡 北濃村                  | 郡上郡 北濃村                  | 昭和31年 4月1日 郡上郡 白鳥町 | 郡上郡 白鳥町                       | 郡上郡 白鳥町                                                | 郡上郡 白鳥町                       | 郡上郡 白鳥町                       | 郡上郡 白鳥町                     | 平成16年 3月1日 郡上市      | 郡上市               | 郡上市               |
| 郡上郡 歩岐島村          | 郡上郡 歩岐島村             | 郡上郡 歩岐島村           | 郡上郡 歩岐島村                      | 郡上郡 歩岐島村             | 郡上郡 歩岐島村        | 郡上郡 歩岐島村        | 郡上郡 歩岐島村               | 郡上郡 歩岐島村               | 郡上郡 歩岐島村                             | 明治30年 4月1日 郡上郡 北濃村   | 郡上郡 北濃村                           | 郡上郡 北濃村                  | 郡上郡 北濃村                  | 昭和31年 4月1日 郡上郡 白鳥町 | 郡上郡 白鳥町                       | 郡上郡 白鳥町                                                | 郡上郡 白鳥町                       | 郡上郡 白鳥町                       | 郡上郡 白鳥町                     | 平成16年 3月1日 郡上市      | 郡上市               | 郡上市               |
| 郡上郡 長滝村            | 郡上郡 長滝村               | 郡上郡 長滝村             | 郡上郡 長滝村                        | 郡上郡 長滝村               | 郡上郡 長滝村          | 郡上郡 長滝村          | 郡上郡 長滝村                 | 郡上郡 長滝村                 | 郡上郡 長滝村                               | 明治30年 4月1日 郡上郡 北濃村   | 郡上郡 北濃村                           | 郡上郡 北濃村                  | 郡上郡 北濃村                  | 昭和31年 4月1日 郡上郡 白鳥町 | 郡上郡 白鳥町                       | 郡上郡 白鳥町                                                | 郡上郡 白鳥町                       | 郡上郡 白鳥町                       | 郡上郡 白鳥町                     | 平成16年 3月1日 郡上市      | 郡上市               | 郡上市               |
| 郡上郡 二日町村          | 郡上郡 二日町村             | 郡上郡 二日町村           | 郡上郡 二日町村                      | 郡上郡 二日町村             | 郡上郡 二日町村        | 郡上郡 二日町村        | 郡上郡 二日町村               | 郡上郡 二日町村               | 郡上郡 二日町村                             | 明治30年 4月1日 郡上郡 北濃村   | 郡上郡 北濃村                           | 郡上郡 北濃村                  | 郡上郡 北濃村                  | 昭和31年 4月1日 郡上郡 白鳥町 | 郡上郡 白鳥町                       | 郡上郡 白鳥町                                                | 郡上郡 白鳥町                       | 郡上郡 白鳥町                       | 郡上郡 白鳥町                     | 平成16年 3月1日 郡上市      | 郡上市               | 郡上市               |
| 向小駄良村               | 向小駄良村                  | 向小駄良村                | 向小駄良村                           | 向小駄良村                  | 向小駄良村             | 向小駄良村             | 向小駄良村                    | 向小駄良村                    | 向小駄良村                                  | 明治30年 4月1日 郡上郡 北濃村   | 郡上郡 北濃村                           | 郡上郡 北濃村                  | 郡上郡 北濃村                  | 昭和31年 4月1日 郡上郡 白鳥町 | 郡上郡 白鳥町                       | 郡上郡 白鳥町                                                | 郡上郡 白鳥町                       | 郡上郡 白鳥町                       | 郡上郡 白鳥町                     | 平成16年 3月1日 郡上市      | 郡上市               | 郡上市               |
| 野添村                   | 野添村                      | 野添村                    | 野添村                               | 野添村                      | 野添村                 | 野添村                 | 野添村                        | 野添村                        | 明治30年4月1日 牛道村                       | 牛道村                          | 牛道村                                  | 牛道村                         | 牛道村                         | 昭和31年 4月1日 郡上郡 白鳥町 | 郡上郡 白鳥町                       | 郡上郡 白鳥町                                                | 郡上郡 白鳥町                       | 郡上郡 白鳥町                       | 郡上郡 白鳥町                     | 平成16年 3月1日 郡上市      | 郡上市               | 郡上市               |
| 折村                     | 折村                        | 明治8年1月 六ノ里村       | 六ノ里村                             | 六ノ里村                    | 六ノ里村               | 六ノ里村               | 六ノ里村                      | 六ノ里村                      | 明治30年4月1日 牛道村                       | 牛道村                          | 牛道村                                  | 牛道村                         | 牛道村                         | 昭和31年 4月1日 郡上郡 白鳥町 | 郡上郡 白鳥町                       | 郡上郡 白鳥町                                                | 郡上郡 白鳥町                       | 郡上郡 白鳥町                       | 郡上郡 白鳥町                     | 平成16年 3月1日 郡上市      | 郡上市               | 郡上市               |
| 高久村                   | 高久村                      | 明治8年1月 六ノ里村       | 六ノ里村                             | 六ノ里村                    | 六ノ里村               | 六ノ里村               | 六ノ里村                      | 六ノ里村                      | 明治30年4月1日 牛道村                       | 牛道村                          | 牛道村                                  | 牛道村                         | 牛道村                         | 昭和31年 4月1日 郡上郡 白鳥町 | 郡上郡 白鳥町                       | 郡上郡 白鳥町                                                | 郡上郡 白鳥町                       | 郡上郡 白鳥町                       | 郡上郡 白鳥町                     | 平成16年 3月1日 郡上市      | 郡上市               | 郡上市               |
| 藤林村                   | 藤林村                      | 明治8年1月 六ノ里村       | 六ノ里村                             | 六ノ里村                    | 六ノ里村               | 六ノ里村               | 六ノ里村                      | 六ノ里村                      | 明治30年4月1日 牛道村                       | 牛道村                          | 牛道村                                  | 牛道村                         | 牛道村                         | 昭和31年 4月1日 郡上郡 白鳥町 | 郡上郡 白鳥町                       | 郡上郡 白鳥町                                                | 郡上郡 白鳥町                       | 郡上郡 白鳥町                       | 郡上郡 白鳥町                     | 平成16年 3月1日 郡上市      | 郡上市               | 郡上市               |
| 畑ヶ谷村                 | 畑ヶ谷村                    | 明治8年1月 六ノ里村       | 六ノ里村                             | 六ノ里村                    | 六ノ里村               | 六ノ里村               | 六ノ里村                      | 六ノ里村                      | 明治30年4月1日 牛道村                       | 牛道村                          | 牛道村                                  | 牛道村                         | 牛道村                         | 昭和31年 4月1日 郡上郡 白鳥町 | 郡上郡 白鳥町                       | 郡上郡 白鳥町                                                | 郡上郡 白鳥町                       | 郡上郡 白鳥町                       | 郡上郡 白鳥町                     | 平成16年 3月1日 郡上市      | 郡上市               | 郡上市               |
| 栃洞村                   | 栃洞村                      | 明治8年1月 六ノ里村       | 六ノ里村                             | 六ノ里村                    | 六ノ里村               | 六ノ里村               | 六ノ里村                      | 六ノ里村                      | 明治30年4月1日 牛道村                       | 牛道村                          | 牛道村                                  | 牛道村                         | 牛道村                         | 昭和31年 4月1日 郡上郡 白鳥町 | 郡上郡 白鳥町                       | 郡上郡 白鳥町                                                | 郡上郡 白鳥町                       | 郡上郡 白鳥町                       | 郡上郡 白鳥町                     | 平成16年 3月1日 郡上市      | 郡上市               | 郡上市               |
| 橋詰村                   | 橋詰村                      | 明治8年1月 六ノ里村       | 六ノ里村                             | 六ノ里村                    | 六ノ里村               | 六ノ里村               | 六ノ里村                      | 六ノ里村                      | 明治30年4月1日 牛道村                       | 牛道村                          | 牛道村                                  | 牛道村                         | 牛道村                         | 昭和31年 4月1日 郡上郡 白鳥町 | 郡上郡 白鳥町                       | 郡上郡 白鳥町                                                | 郡上郡 白鳥町                       | 郡上郡 白鳥町                       | 郡上郡 白鳥町                     | 平成16年 3月1日 郡上市      | 郡上市               | 郡上市               |
| 阿多岐村                 | 阿多岐村                    | 明治8年1月 西多村         | 西多村                               | 西多村                      | 西多村                 | 西多村                 | 西多村                        | 西多村                        | 明治30年4月1日 牛道村                       | 牛道村                          | 牛道村                                  | 牛道村                         | 牛道村                         | 昭和31年 4月1日 郡上郡 白鳥町 | 郡上郡 白鳥町                       | 郡上郡 白鳥町                                                | 郡上郡 白鳥町                       | 郡上郡 白鳥町                       | 郡上郡 白鳥町                     | 平成16年 3月1日 郡上市      | 郡上市               | 郡上市               |
| 中西村                   | 中西村                      | 明治8年1月 西多村         | 西多村                               | 西多村                      | 西多村                 | 西多村                 | 西多村                        | 西多村                        | 明治30年4月1日 牛道村                       | 牛道村                          | 牛道村                                  | 牛道村                         | 牛道村                         | 昭和31年 4月1日 郡上郡 白鳥町 | 郡上郡 白鳥町                       | 郡上郡 白鳥町                                                | 郡上郡 白鳥町                       | 郡上郡 白鳥町                       | 郡上郡 白鳥町                     | 平成16年 3月1日 郡上市      | 郡上市               | 郡上市               |
| 陰地村                   | 陰地村                      | 陰地村                    | 陰地村                               | 陰地村                      | 陰地村                 | 陰地村                 | 陰地村                        | 陰地村                        | 明治30年4月1日 牛道村                       | 牛道村                          | 牛道村                                  | 牛道村                         | 牛道村                         | 昭和31年 4月1日 郡上郡 白鳥町 | 郡上郡 白鳥町                       | 郡上郡 白鳥町                                                | 郡上郡 白鳥町                       | 郡上郡 白鳥町                       | 郡上郡 白鳥町                     | 平成16年 3月1日 郡上市      | 郡上市               | 郡上市               |
| 那留村                   | 那留村                      | 那留村                    | 那留村                               | 那留村                      | 那留村                 | 那留村                 | 那留村                        | 那留村                        | 明治30年4月1日 牛道村                       | 牛道村                          | 牛道村                                  | 牛道村                         | 牛道村                         | 昭和31年 4月1日 郡上郡 白鳥町 | 郡上郡 白鳥町                       | 郡上郡 白鳥町                                                | 郡上郡 白鳥町                       | 郡上郡 白鳥町                       | 郡上郡 白鳥町                     | 平成16年 3月1日 郡上市      | 郡上市               | 郡上市               |
| 越前国 大野郡 上石徹白村 | 福井県 大野郡 上石徹白村    | 福井県 大野郡 上石徹白村  | 福井県 大野郡 上石徹白村             | 福井県 大野郡 上石徹白村    | 福井県 大野郡 石徹白村 | 福井県 大野郡 石徹白村 | 福井県 大野郡 下穴馬村 の一部 | 福井県 大野郡 下穴馬村 の一部 | 明治29年 4月1日 分立 福井県 大野郡 石徹白村 | 福井県 大野郡 石徹白村          | 福井県 大野郡 石徹白村                  | 福井県 大野郡 石徹白村         | 福井県 大野郡 石徹白村         | 福井県 大野郡 石徹白村        | 福井県 大野郡 石徹白村              | 昭和33年 10月15日 石徹白村 の大部分を郡上郡 白鳥町 に編入    | 郡上郡 白鳥町                       | 郡上郡 白鳥町                       | 郡上郡 白鳥町                     | 平成16年 3月1日 郡上市      | 郡上市               | 郡上市               |
| 越前国 大野郡 中石徹白村 | 福井県 大野郡 中石徹白村    | 福井県 大野郡 中石徹白村  | 福井県 大野郡 中石徹白村             | 福井県 大野郡 中石徹白村    | 福井県 大野郡 石徹白村 | 福井県 大野郡 石徹白村 | 福井県 大野郡 下穴馬村 の一部 | 福井県 大野郡 下穴馬村 の一部 | 明治29年 4月1日 分立 福井県 大野郡 石徹白村 | 福井県 大野郡 石徹白村          | 福井県 大野郡 石徹白村                  | 福井県 大野郡 石徹白村         | 福井県 大野郡 石徹白村         | 福井県 大野郡 石徹白村        | 福井県 大野郡 石徹白村              | 昭和33年 10月15日 石徹白村 の大部分を郡上郡 白鳥町 に編入    | 郡上郡 白鳥町                       | 郡上郡 白鳥町                       | 郡上郡 白鳥町                     | 平成16年 3月1日 郡上市      | 郡上市               | 郡上市               |
| 越前国 大野郡 下石徹白村 | 福井県 大野郡 下石徹白村    | 福井県 大野郡 下石徹白村  | 福井県 大野郡 下石徹白村             | 福井県 大野郡 下石徹白村    | 福井県 大野郡 石徹白村 | 福井県 大野郡 石徹白村 | 福井県 大野郡 下穴馬村 の一部 | 福井県 大野郡 下穴馬村 の一部 | 明治29年 4月1日 分立 福井県 大野郡 石徹白村 | 福井県 大野郡 石徹白村          | 福井県 大野郡 石徹白村                  | 福井県 大野郡 石徹白村         | 福井県 大野郡 石徹白村         | 福井県 大野郡 石徹白村        | 福井県 大野郡 石徹白村              | 昭和33年 10月14日 三面と小谷堂を 福井県 大野郡 和泉村 に編入 | 福井県 大野郡 和泉村の一部          | 福井県 大野郡 和泉村の一部          | 福井県 大野郡 和泉村 の一部       | 福井県 大野郡 和泉村 の一部 | 福井県 大野市 の一部 | 福井県 大野市 の一部 |

## 行政

### 市長
- 市長：山川弘保（2024年4月11日就任、1期目）

歴代市長
| 代         | 氏名     | 就任年月日    | 退任年月日    |
| ---------- | -------- | ------------- | ------------- |
| 職務執行者 | 河合辰男 | 2004年3月1日  | 2004年4月10日 |
| 初代       | 硲孝司   | 2004年4月11日 | 2008年4月10日 |
| 2代～5代   | 日置敏明 | 2008年4月11日 | 2024年4月10日 |
| 6代        | 山川弘保 | 2024年4月11日 |               |

### 役所
郡上市役所庁舎
- 郡上市役所

振興事務所
- 大和振興事務所
- 白鳥振興事務所
- 高鷲振興事務所
- 美並振興事務所
- 明宝振興事務所
- 和良振興事務所

### 不祥事
2019年（令和元年）10月、市の清掃施設「郡上北部クリーンセンター」の40代の男性職員は、上司から30分を超えるような長時間の指導や注意を繰り返されたり、「自分を異動させようとした」と思い込んだ上司から叱責されたりした。男性職員は同クリーンセンター所長に相談。所長から指示を受けた課長が上司を注意すると、上司は男性職員を激しく叱責。その3日後の同年12月、男性職員はクリーンセンター内で首つり自殺した。2020年（令和2年）3月、上司は自己都合で退職。同年10月、パワハラと自殺には関係があるとして、民間企業の労災にあたる「公務災害」が認められた。
2021年（令和3年）8月31日、市は、クリーンセンター所長を管理監督者として、減給10分の1（3カ月）の処分とした。また、効力はないが元上司に停職3カ月の懲戒処分相当であると通知した。日置市長は「ご遺族に心から深くおわび申し上げる。ハラスメントを発生させない、許さない職場の風土づくりを目指す」とのコメントを出し、自身と副市長の10月の給料をそれぞれ30％と15％減額する条例改正案を、9月8日から始まる市議会9月定例会に提出すると発表した。市は遺族に和解金を支払うことを決めた。

## 議会

### 市議会
- 定数：18人
- 任期：2028年4月10日まで
- 議長：森藤文男
- 副議長：田中義久

| 会派名     | 議席数 |
| ---------- | ------ |
| 無会派     | 17     |
| 日本共産党 | 1      |

### 衆議院
- 選挙区：岐阜4区（高山市、美濃加茂市、可児市、飛騨市、郡上市、下呂市、加茂郡、可児郡、大野郡）
- 任期：2024年10月28日 - 2028年10月26日
- 投票日：2024年10月27日
- 当日有権者数：32,185人
- 投票率：74.55％

| 当落 | 候補者名 | 年齢 | 所属党派   | 新旧別 | 得票数   | 得票率 | 重複 |
| ---- | -------- | ---- | ---------- | ------ | -------- | ------ | ---- |
| 当   | 今井雅人 | 62   | 立憲民主党 | 元     | 11,729票 | 49.93% | ○    |
|      | 金子俊平 | 46   | 自由民主党 | 前     | 11,758票 | 50.06% | ○    |

## 出先機関・施設

### 国家機関
国の機関の一部は郡上八幡地方合同庁舎内にある

#### 裁判所
- 岐阜家庭裁判所郡上出張所
- 郡上簡易裁判所

#### 法務省
- 岐阜地方法務局八幡支局

検察庁
- 郡上区検察庁

#### 防衛省
自衛隊
- 自衛隊岐阜地方協力本部郡上地域事務所

#### 厚生労働省
- 岐阜労働局岐阜八幡労働基準監督署
- 岐阜労働局関公共職業安定所岐阜八幡出張所 (ハローワーク岐阜八幡)

#### 国土交通省
- 中部地方整備局岐阜国道事務所八幡国道維持出張所

### 農林水産省
- 中部森林管理局岐阜森林管理署白鳥森林事務所

### 県政機関
- 岐阜県郡上総合庁舎

### 施設

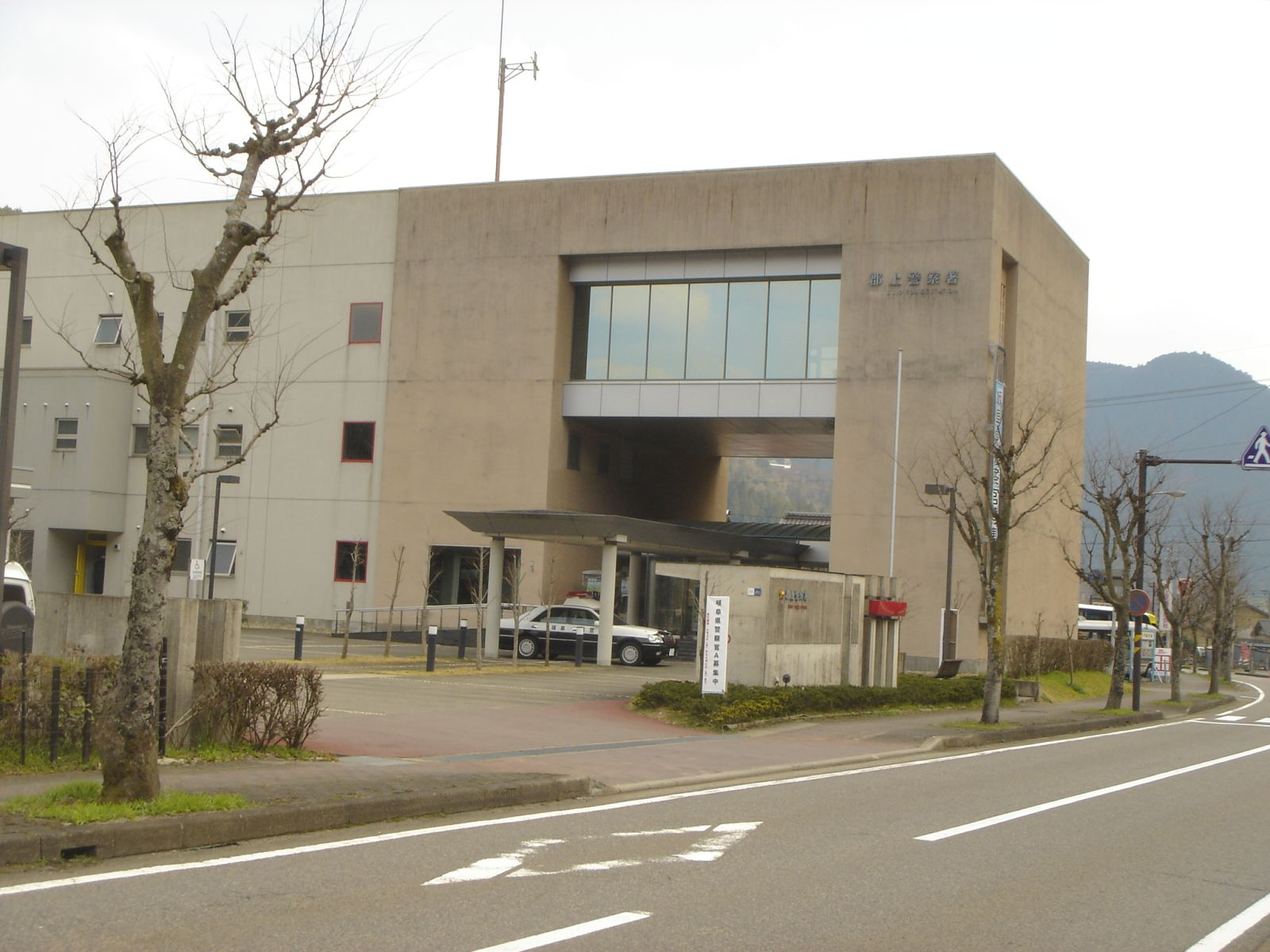
郡上警察署

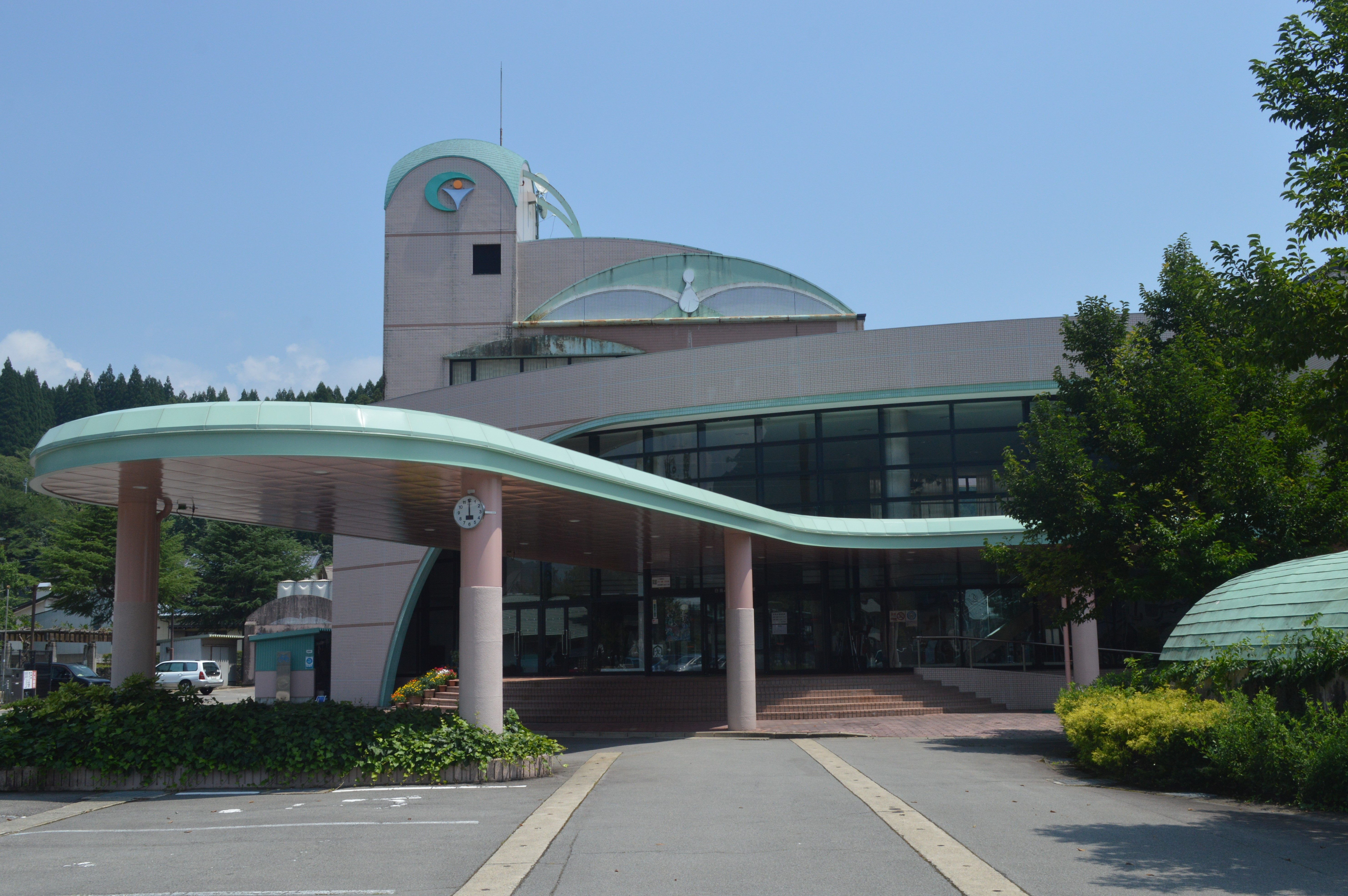
白鳥ふれあい創造館

#### 警察
- 岐阜県郡上警察署

#### 消防
本部
- 郡上市消防本部

消防署
- 郡上市中消防署
  - 南出張所
  - 東詰所
- 郡上市北消防署

#### 医療・福祉
公立病院
- 郡上市民病院
- 県北西部地域医療センター国保白鳥病院
- 県北西部地域医療センター国保高鷲診療所
- 県北西部地域医療センター国保和良診療所
- 県北西部地域医療センター和良歯科診療所
- 県北西部地域医療センター国保小那比診療所
- 県北西部地域医療センター国保石徹白診療所

民間病院
- 鷲見病院
- 慈恵中央病院
- 八幡病院

#### 図書館
- 郡上市図書館
  - しろとり本館
  - はちまん分館
  - やまと分室
  - たかす分室
  - みなみ分室
  - めいほう分室
  - わら分室

#### 文化施設
- 郡上市総合文化センター
- 白鳥ふれあい創造館
- 日本まん真ん中センター

#### 運動施設
- 郡上市総合スポーツセンター
- やまと総合センター
- 郡上市合併記念公園
  - 郡上市合併記念公園市民球場
  - 市民総合運動広場
  - 市民第1テニスコート
  - 白鳥第2体育館
  - 郡上市相撲場
- 郡上八幡総合運動場
- 郡上八幡小那比山村広場
- 郡上八幡テニスコート
- 古今伝授の里運動公園
- 高鷲西洞運動広場
- 高鷲上野運動広場
- 高鷲切立運動広場
- まん真ん中広場
- 美並南部グラウンド
- 和良総合グラウンド
- 和良安郷野グラウンド
- 五町社会体育施設
- 那比社会体育施設
- 大和上栗巣体育館
- 大和神路体育館
- 大和大間見体育館
- 大和東弥体育館
- 白鳥体育館
- 白鳥格技場
- 北濃地区第2体育館
- 牛道地区第1体育館
- 牛道地区第2体育館
- 為真農村トレーニングセンター
- 高鷲西洞体育館
- 高鷲上野ふれあい体育館
- 美並南部体育館
- 美並健康増進センター
- 美並総合体育館
- 明宝スポーツセンター
- 明宝土間付体育館

#### その他の施設
- 油坂さくらパーク
- 郡上市産業プラザ
  - 郡上ケーブルテレビ放送センター

## 経済

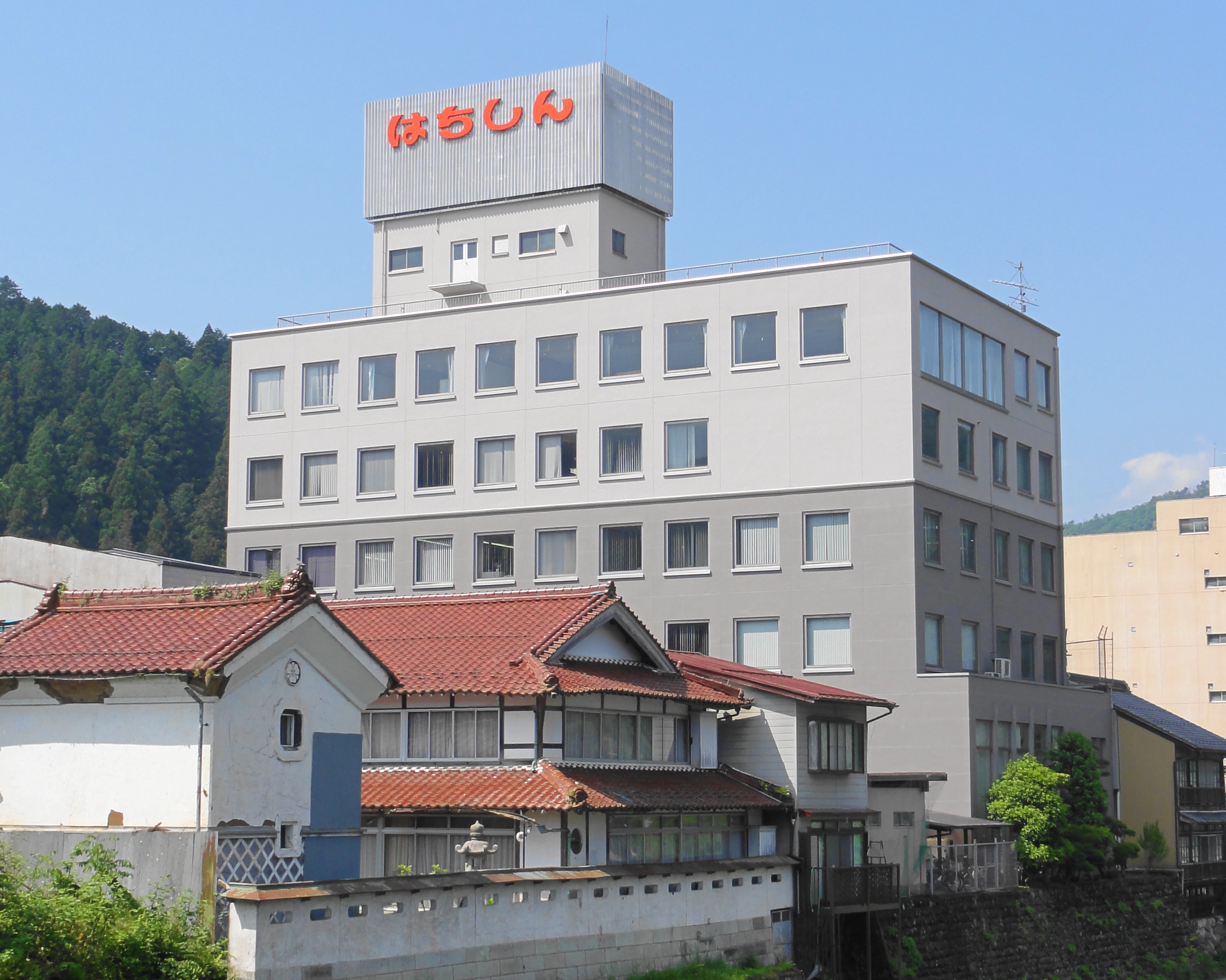
八幡信用金庫本店

近年には第一次産業及び第二次産業の従事者数が急速に減少しており、第三次産業従事者は増加傾向にある。第三次産業の中では観光関連産業の比率が高い。
夏季の郡上おどりの期間中には延べ30万人超の観光客が訪れる。また高鷲・白鳥・明宝・大和地域にスキー場があり、冬季レジャー施設も充実している。山岳地帯の寒冷な気候で雪質が良好であり、関西や名古屋都市圏から近いこと、東海北陸自動車道が開通してアクセスが向上したことなどもあって、冬季は多くのスキー客で賑わう。
- 産業人口（2000年国勢調査）
  - 第一次産業就業者数：1,495人（6.2%）
  - 第二次産業就業者数：9,963人（41.4%）
  - 第三次産業就業者数：12,624人（52.4%）

### 第一次産業

#### 農業
- 大根

#### 漁業
- アユ・アマゴなどの川魚（長良川など）
夏から秋にかけて観光向けのヤナ場が設けられる。

#### 酪農業
- 乳牛
- 肉牛

### 第二次産業

#### 工業
工業団地
- 大和工業団地
- 勝光島工業団地

### 金融機関
本店のある金融機関
- 八幡信用金庫（明宝地域を除く全地域に設置。明宝地域はATMのみ）

支店のある金融機関
- 十六銀行 八幡支店・白鳥支店
- 大垣共立銀行 八幡支店・白鳥支店・美並出張所
- めぐみの農業協同組合（郡上市指定金融機関）

ATMのみ設置金融機関
- 東京スター銀行（バロー八幡店・白鳥店内に設置）

## 情報・生活

### マスメディア

#### 放送局
- インフォメーションネットワーク郡上八幡　(八幡町の安久田、入間、小那比、洲河、野々倉、美山を除く地域）
- 郡上ケーブルテレビ　(八幡町は安久田、入間、小那比、洲河、野々倉、美山のみ）
- コミュファ光テレビ　(一部地域)
- 郡上八幡テレビ（解散済）

##### 中継局
- 郡上八幡中継局
- 白鳥中継局

### ライフライン

#### 電力
- 八幡町、白鳥町（白鳥町石徹白の区域を除く。）、大和町、高鷲町、美並町、和良町及び明宝の区域 … 中部電力パワーグリッドの供給区域
- 白鳥町石徹白の区域 … 北陸電力送配電の供給区域
  - 白鳥町石徹白地区はかつて福井県大野郡石徹白村であり、白鳥町と越境合併する前に北陸電力によって電化された。その関係のため、北陸電力から送配電事業を引き継いだ北陸電力送配電の供給区域となっている。

#### ガス
都市ガスはない。
- 郡上ガス

#### 電信
- NTT西日本　(フレッツ光は一部地域)
- インフォメーションネットワーク郡上八幡　(八幡町の安久田、入間、小那比、洲河、野々倉、美山を除く地域）
- 郡上ケーブルテレビ　(八幡町は安久田、入間、小那比、洲河、野々倉、美山のみ）
- 中部テレコミュニケーション　(コミュファ) (一部地域)

## 対外関係

### 姉妹都市・提携都市

#### 国内
提携都市
| 都市   | 都道府県 | 地方     | 年月日                                                             |
| ------ | -------- | -------- | ------------------------------------------------------------------ |
| 港区   | 東京都   | 関東地方 | 2008年（平成20年）6月21日 - 交流都市提携                           |
| 七尾市 | 石川県   | 中部地方 | 2010年（平成22年）9月4日 - 交流都市提携                            |
| 志摩市 | 三重県   | 近畿地方 | 2011年（平成23年）6月30日 - 交流都市提携。旧白鳥町と志摩町から継続 |

その他
- 一豊公&千代様サミット
山内一豊と千代（見性院）との関係が深い市町および関係を大切にしている市町の集まりに参加している。平成時代の1994年から2007年まで毎年開催していた。
2006年に大河ドラマ「功名が辻」が放映され、一定の成果を収めたことから、翌年の2007年（平成19年）より民間主導に切り替えられた。
※関連リンク：山内一豊、千代（見性院）
- 小京都
奥美濃の小京都「郡上八幡」として全国京都会議に加盟している[12]。

## 教育

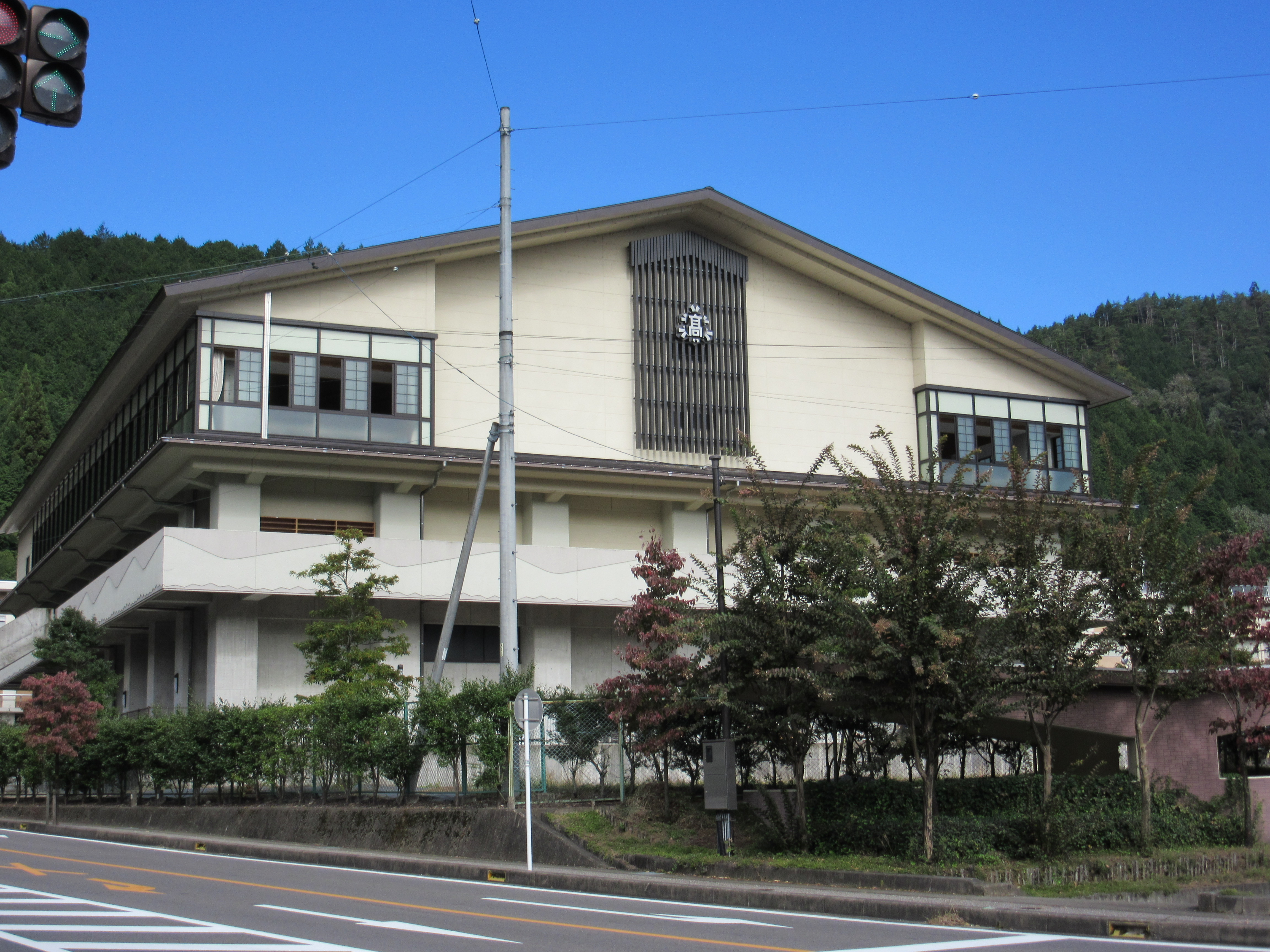
岐阜県立郡上高等学校

### 高等学校
県立
- 岐阜県立郡上高等学校
- 岐阜県立郡上北高等学校

### 中学校
市立
- 郡上市立八幡中学校
- 郡上市立八幡西中学校
- 郡上市立大和中学校
- 郡上市立白鳥中学校
- 郡上市立高鷲中学校
- 郡上市立郡南中学校
- 郡上市立明宝中学校
- 郡上市立郡上東中学校

### 小学校
市立
- 郡上市立八幡小学校
- 郡上市立川合小学校
- 郡上市立相生小学校
- 郡上市立口明方小学校
- 郡上市立大和小学校
- 郡上市立牛道小学校
- 郡上市立那留小学校
- 郡上市立白鳥小学校
- 郡上市立大中小学校
- 郡上市立石徹白小学校
- 郡上市立北濃小学校
- 郡上市立高鷲小学校
- 郡上市立高鷲北小学校
- 郡上市立三城小学校
- 郡上市立吉田小学校
- 郡上市立明宝小学校
- 郡上市立和良小学校

### 保育園
- はちまん幼稚園
- 北濃保育園
- 石徹白保育園
- たかす保育園
- たかす北保育園
- 明宝保育園
- 小川保育園
- 和良保育園
- 幼児教育センターやまびこ園
- 幼児教育センターみなみ園
- 慈教保育園
- 妙高こども園
- ひかり保育園
- 大中保育園
- 浄心こどもの城
- 白鳥こども園
- まどか保育園

### その他の教育施設
- 郡上自動車学校
- 郡上高等珠算学校

## 交通

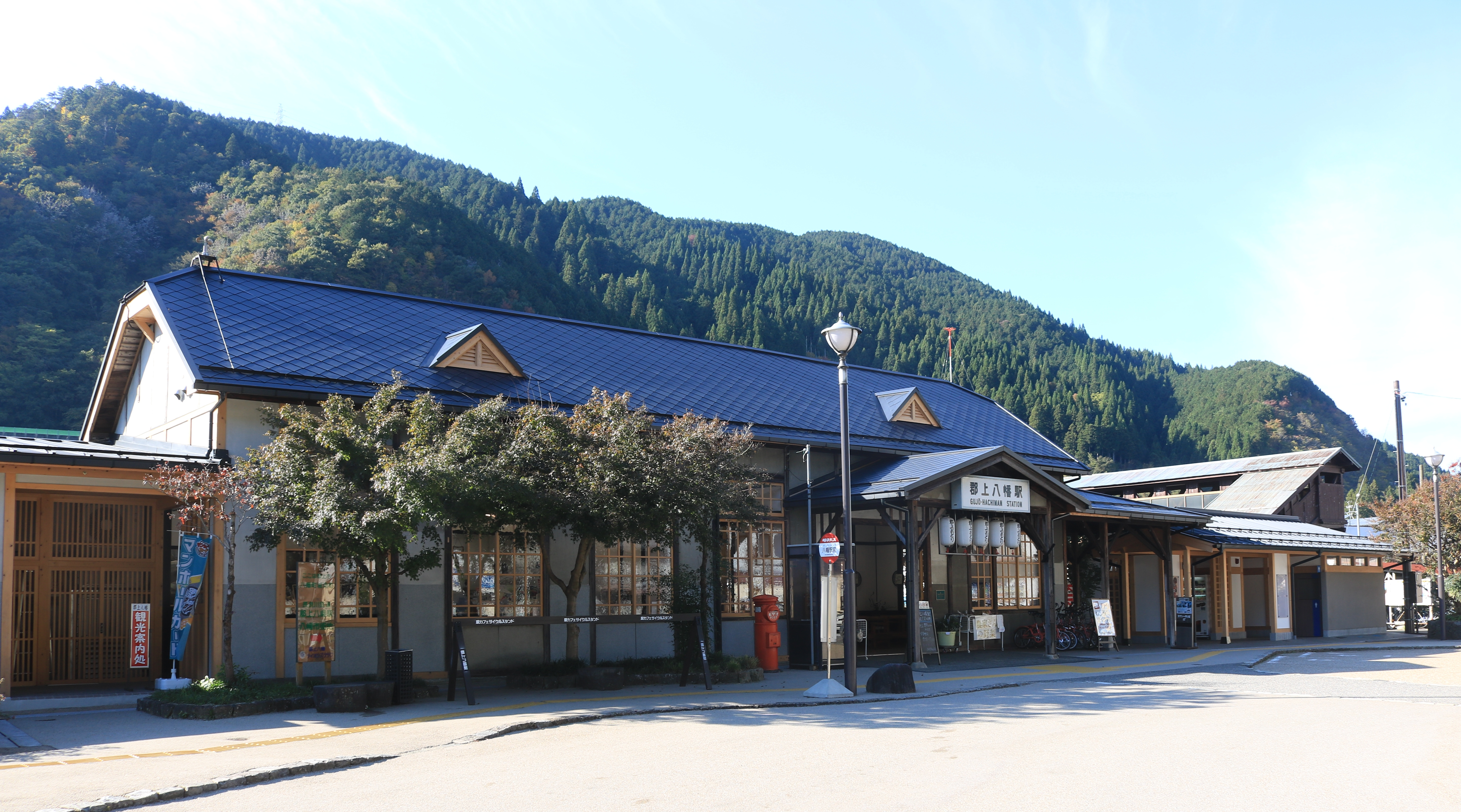
郡上八幡駅

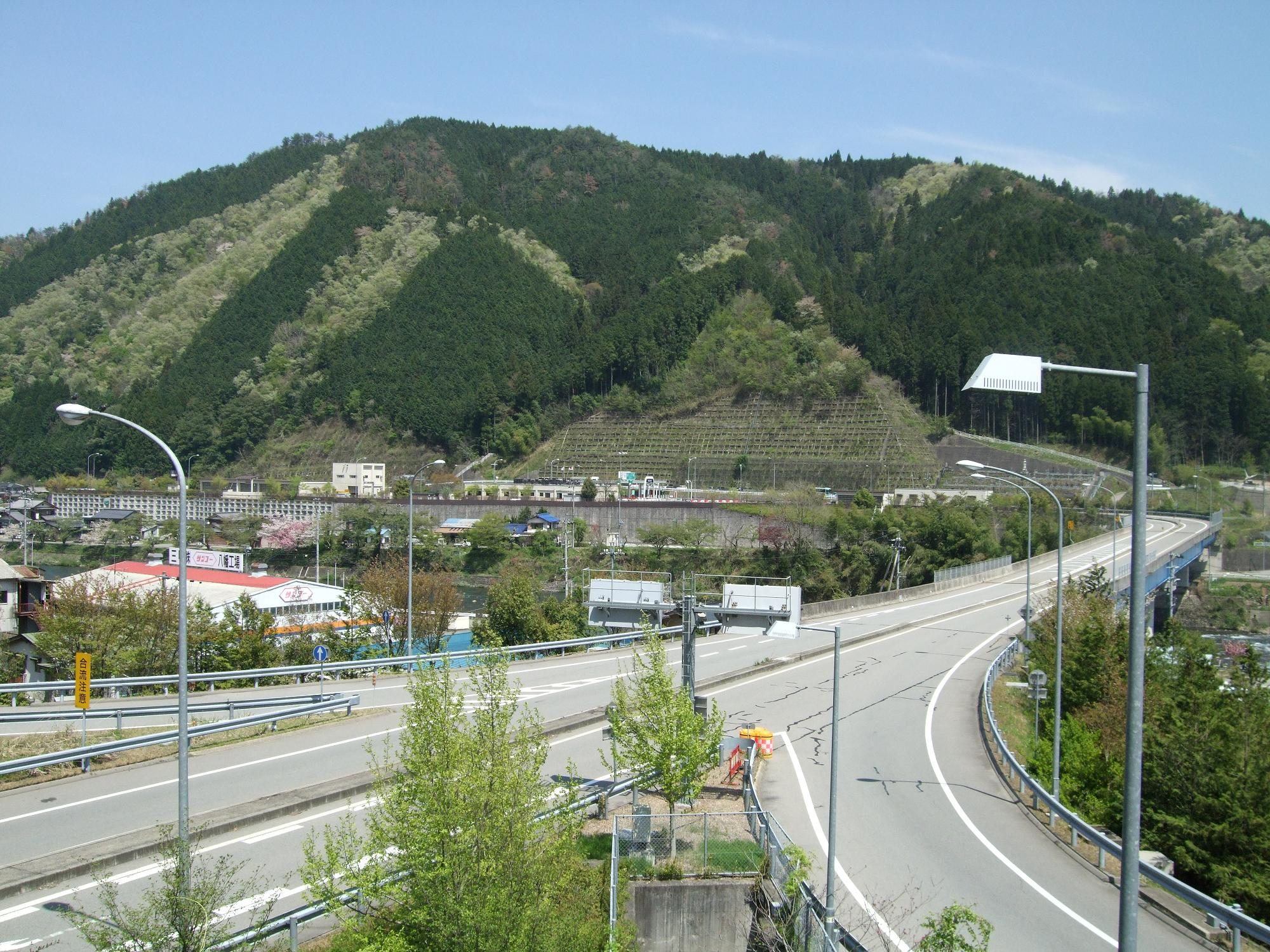
郡上八幡IC

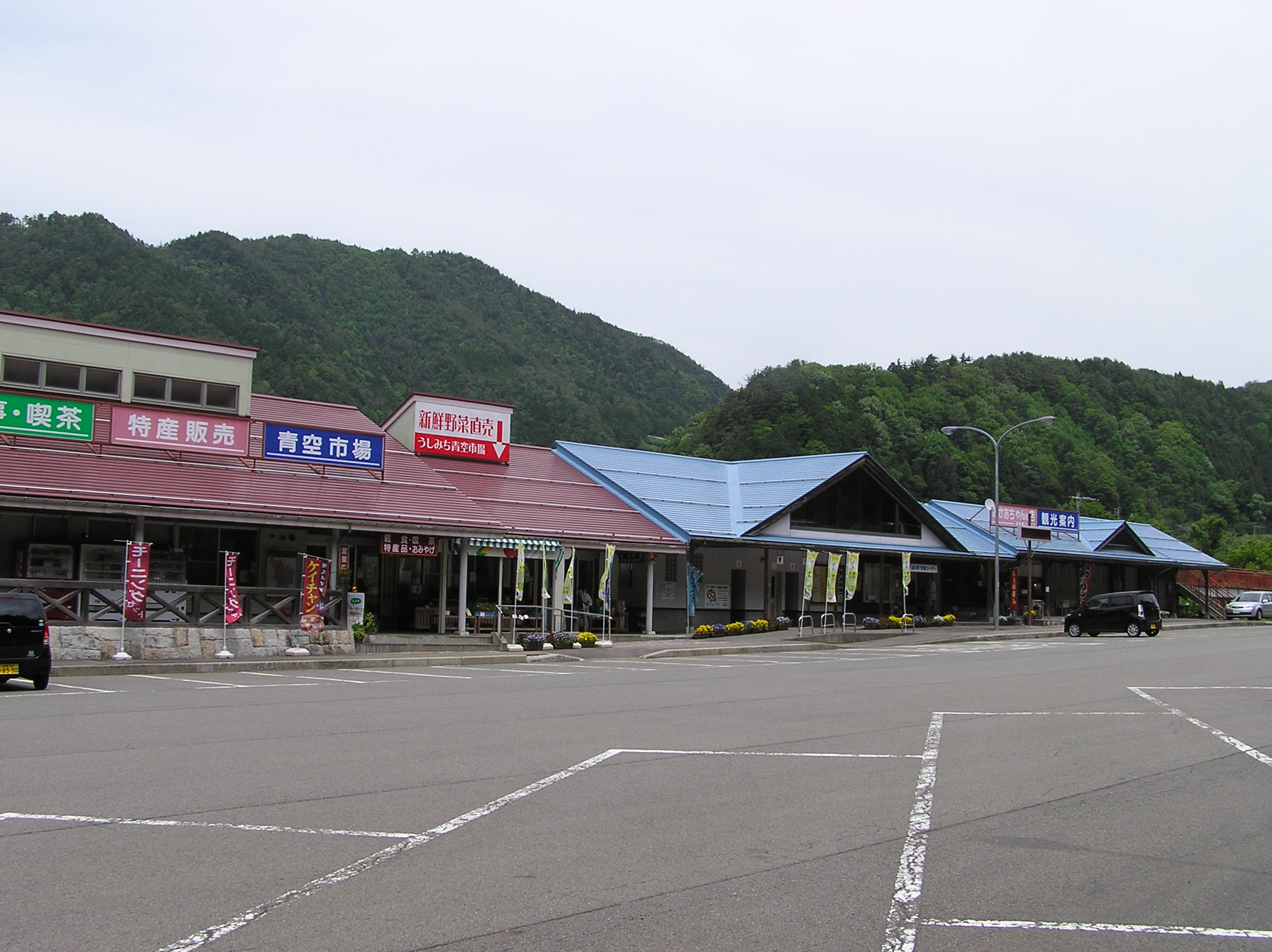
道の駅白尾ふれあいパーク

### 鉄道
市の中心となる駅：郡上八幡駅

#### 鉄道路線
長良川鉄道
- 越美南線：- 母野駅 - 木尾駅 - 八坂駅 - みなみ子宝温泉駅 - 大矢駅 - 福野駅 - 美並苅安駅 - 赤池駅 - 深戸駅 - 相生駅 - 郡上八幡駅 - 自然園前駅 - 山田駅 - 徳永駅 - 郡上大和駅 - 万場駅 - 上万場駅 - 大中駅 - 大島駅 - 美濃白鳥駅 - 白鳥高原駅 - 白山長滝駅 - 北濃駅

### バス
長良川鉄道の運行本数が少なく、各駅停車である上、岐阜市や名古屋市からは遠回りなので、遠距離連絡は高速バスが主体となっている。

#### 路線バス
- 白鳥交通（郡上八幡白鳥線　郡上白鳥 - 鷲見病院 -  大中駅前 - 白鳥交通本社前 - 郡上市大和庁舎 - 郡上徳永 - 河辺 - 郡上高校前 - 郡上八幡駅）
- 白鳥交通（郡上八幡万場線　郡上白鳥 - 鷲見病院 -  大島工業団地前 - 上万場 - 万場 - 名皿部 - 大和インター前 - 河辺 - 郡上高校前 - 郡上八幡駅）
- 白鳥交通（白鳥ひるがの線　白鳥庁舎 - 鷲見病院 - 郡上白鳥 - 白鳥高原駅前 - 北濃 - 正ヶ洞 - 湯の平温泉 - ひるがの高原 - ひるがのスキー場）
- 白鳥交通（石徹白線　白鳥庁舎 - 鷲見病院 - 郡上白鳥 - 白鳥高原駅前 - 北濃 - 阿弥陀ヶ滝 - 石徹白）
- 八幡バス（和良線　郡上市民病院 - （市内循環） - 郡上八幡駅 - 安久田 - 美山 - 和良庁舎前 - 方須下 - （一部） - 祖師野上）
- 八幡バス（明宝線　郡上八幡駅 - 郡上市民病院 - （市内循環） - 郡上高校前 - 吉田公民館前 - 寒水口 - 明宝庁舎前 - 郡上明山）
- 郡上市自主運行バス（旧郡上郡の町村毎で運賃、委託先などが異なる） このほか、郡上八幡ICバス停に高速バス（名古屋高山線など）が停車する。

#### 高速バス
- 岐阜バス（高速岐阜八幡線　 郡上八幡 - 岐阜）
- 岐阜バス（高速名古屋郡上八幡線　 郡上八幡 - 名古屋）

### 道路

#### 高速道路
中日本高速道路（NEXCO中日本）
- 東海北陸自動車道：美並IC - 郡上八幡IC - ぎふ大和IC - 白鳥IC - 高鷲IC - ひるがの高原SIC
- 油坂峠道路（東海北陸道から分岐）：白鳥西IC

#### 国道
- 国道156号
- 国道158号
- 国道256号
- 国道472号

#### 県道
主要地方道
- 岐阜県道45号高鷲インター線
- 岐阜県道52号白鳥板取線
- 岐阜県道61号大和美並線

- 岐阜県道63号美濃加茂和良線
- 岐阜県道82号白鳥明宝線
- 岐阜県道86号金山明宝線

一般県道
- 岐阜県道127号白山中居神社朝日線
- 岐阜県道314号石徹白前谷線
- 岐阜県道315号白山内ヶ谷線
- 岐阜県道316号鮎立恩地線
- 岐阜県道317号剣大間見白鳥線
- 岐阜県道318号寒水徳永線
- 岐阜県道319号寒水八幡線
- 岐阜県道320号有穂中坪線
- 岐阜県道321号ひるがの高原線

- 岐阜県道324号白山美濃線
- 岐阜県道325号大原富之保線
- 岐阜県道326号美濃白鳥停車場線
- 岐阜県道327号八幡停車場線
- 岐阜県道328号安久田吉野線
- 岐阜県道329号美並和良明宝線
- 岐阜県道452号惣則高鷲線

#### 農道
- 美濃東部広域農道

#### 道の駅
- 磨墨の里
- 白尾ふれあいパーク
- 美並
- 和良
- 白山文化の里長滝
- 大日岳
- 古今伝授の里やまと
- 清流の里しろとり

## 観光

### 八幡町

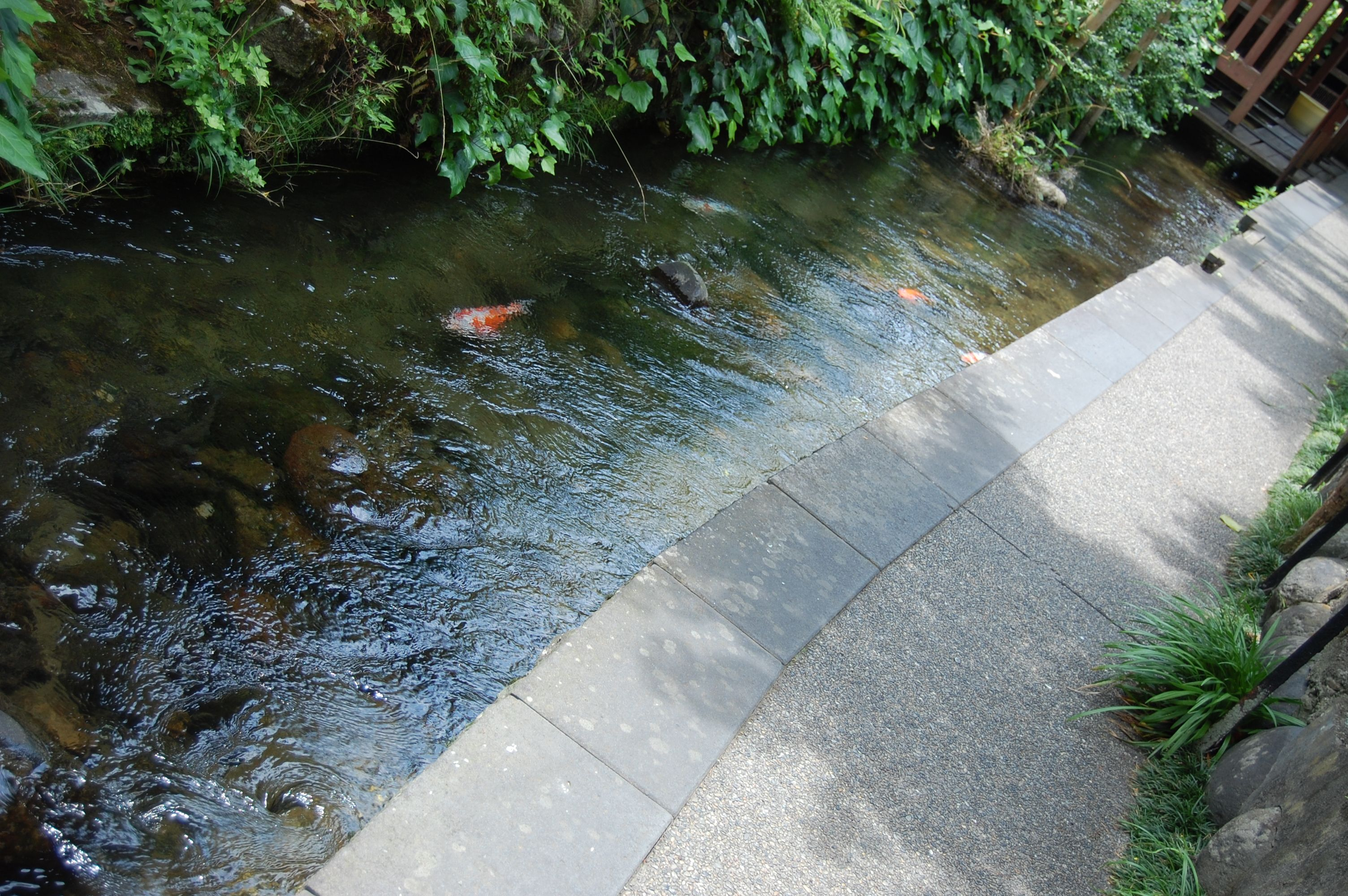
いがわこみち
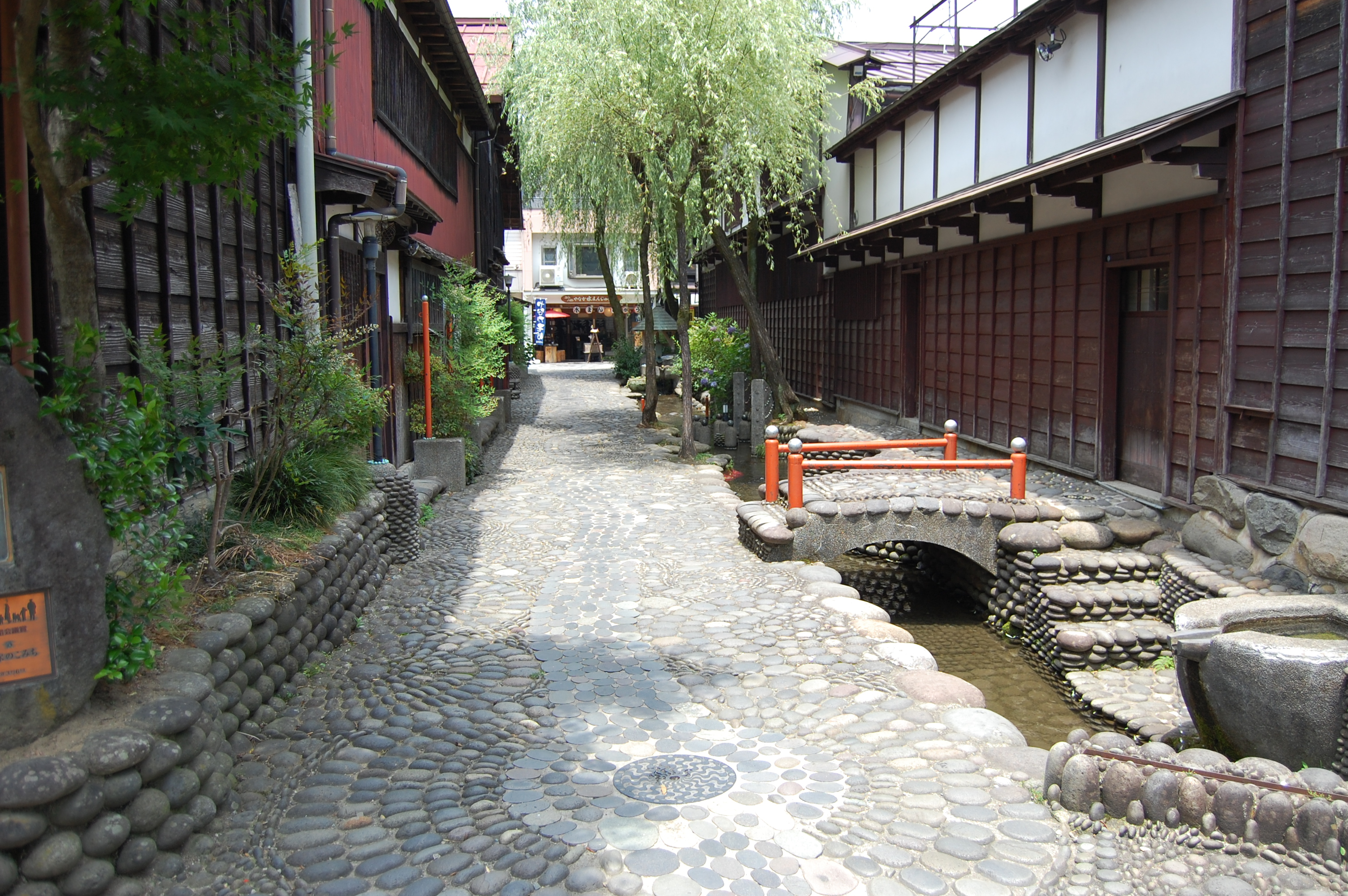
やなか水のこみち
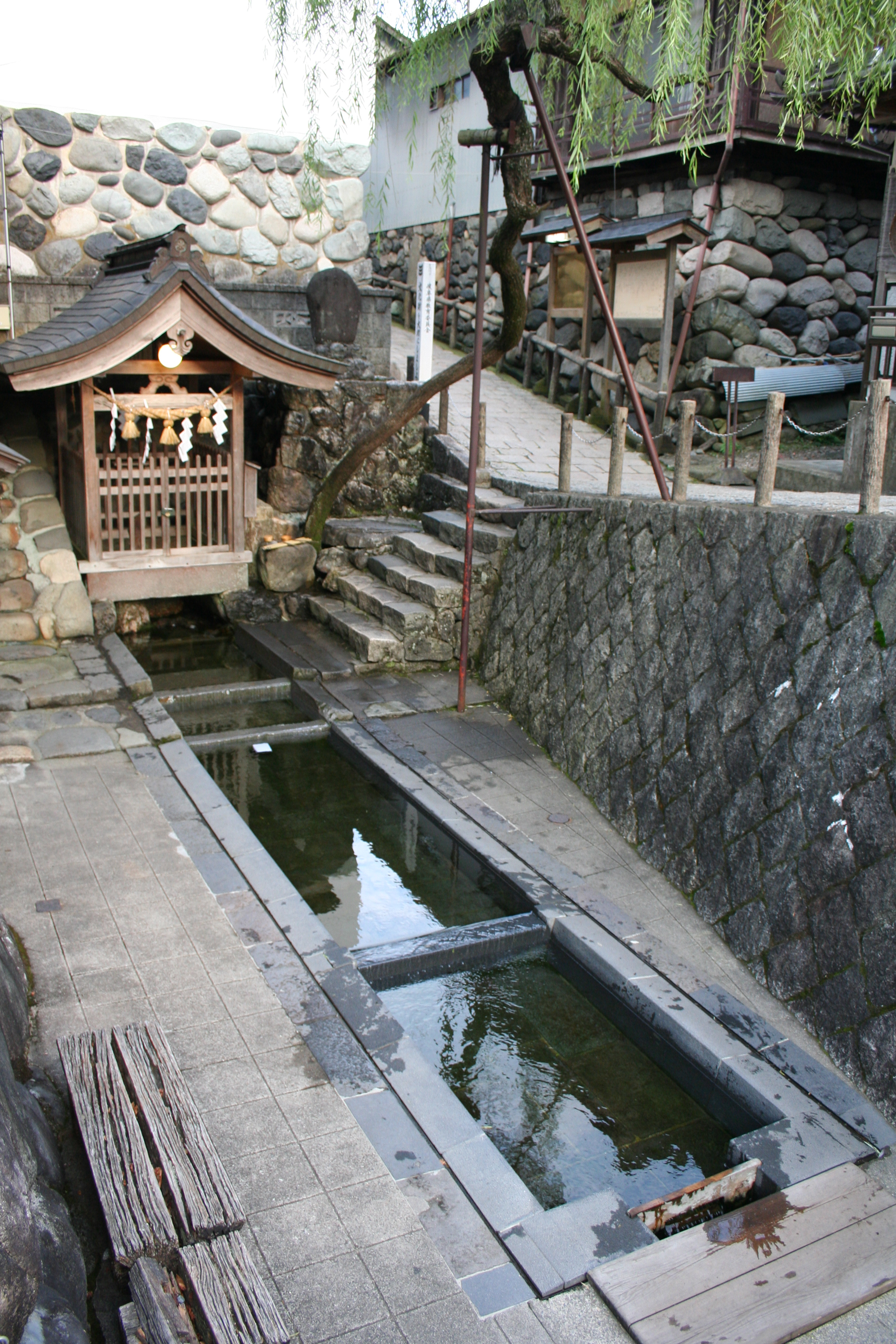
宗祇水

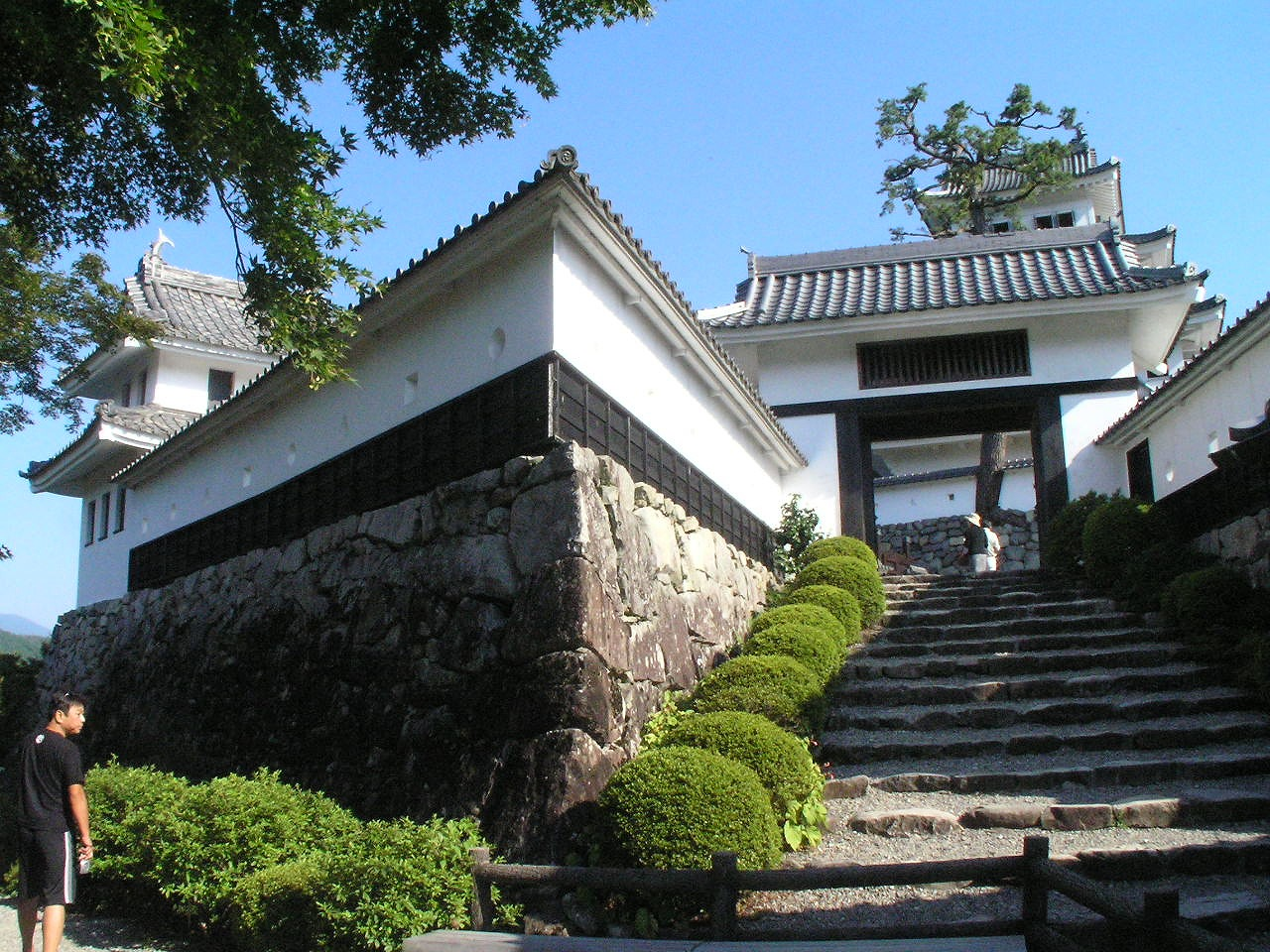
郡上八幡城

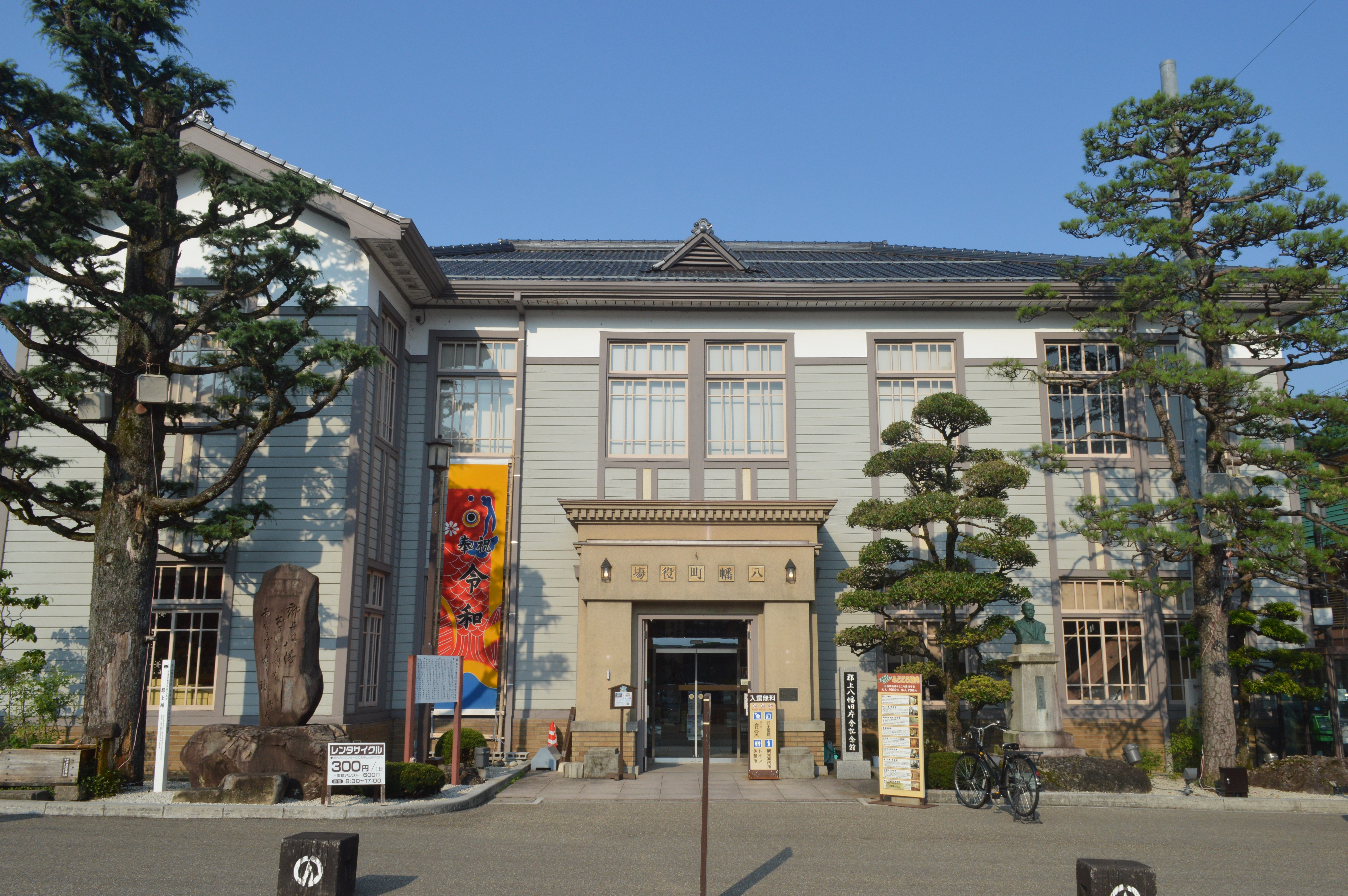
郡上八幡旧庁舎記念館

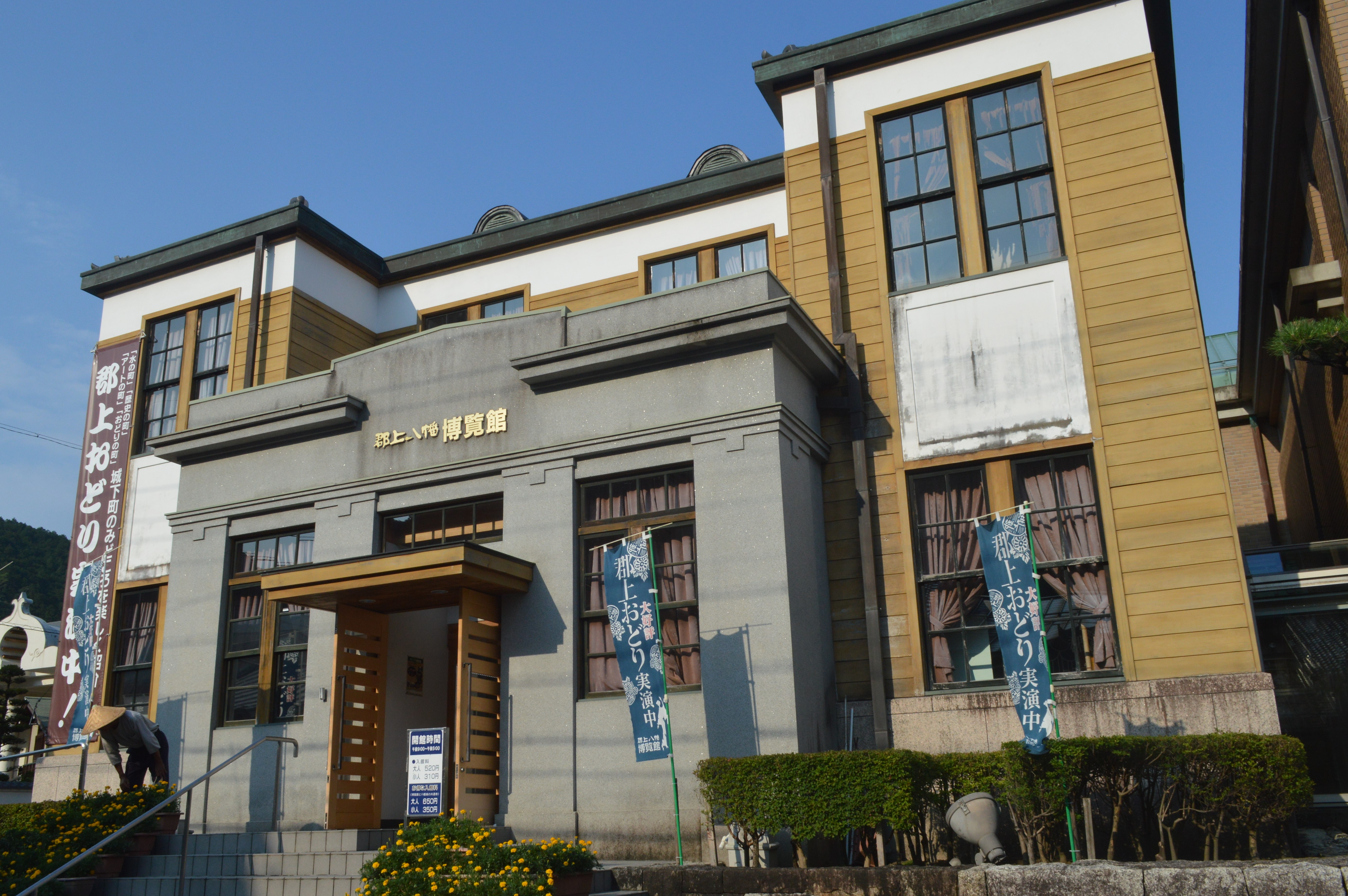
郡上八幡博覧館

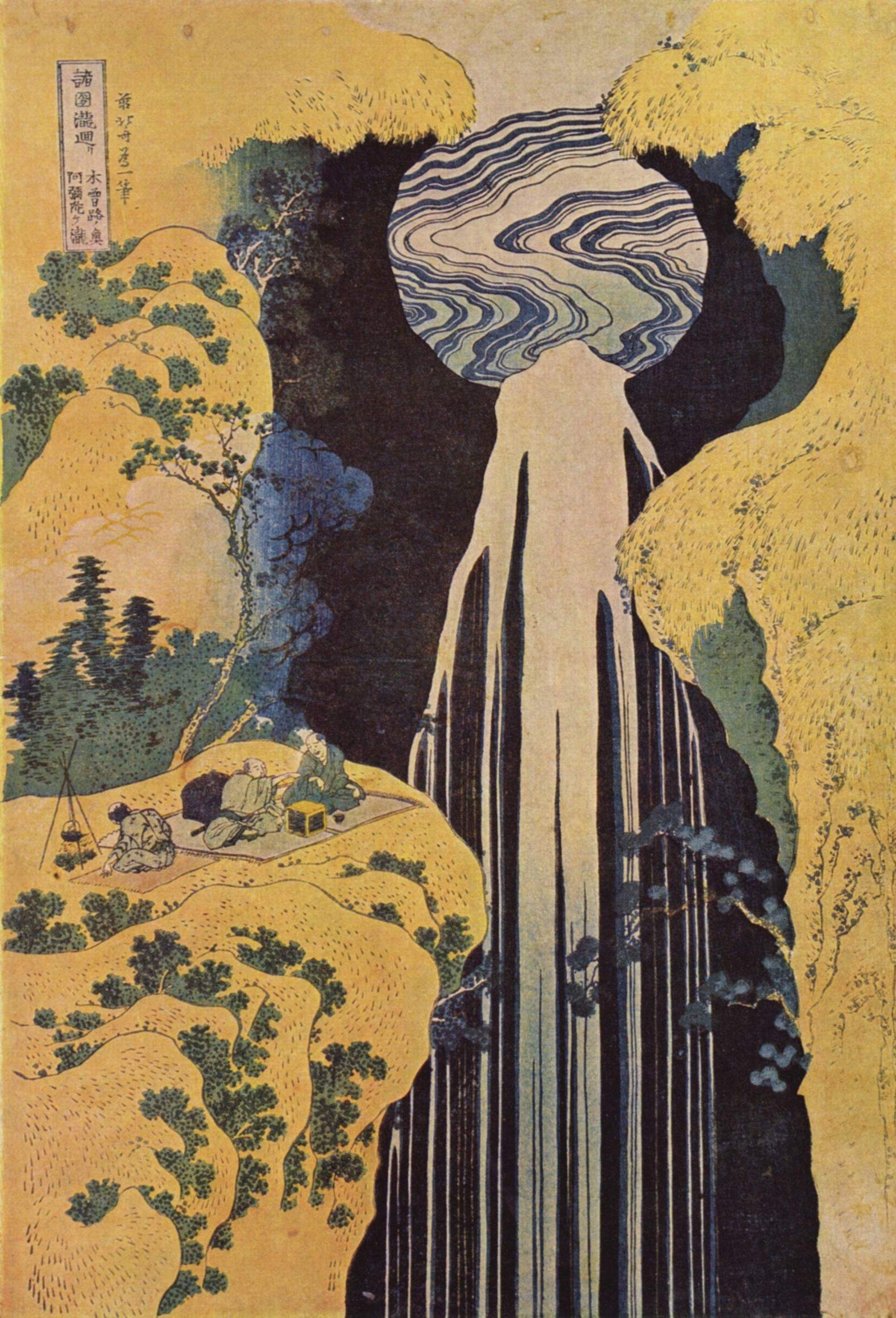
阿弥陀ヶ滝（葛飾北斎『諸国滝廻リ』）

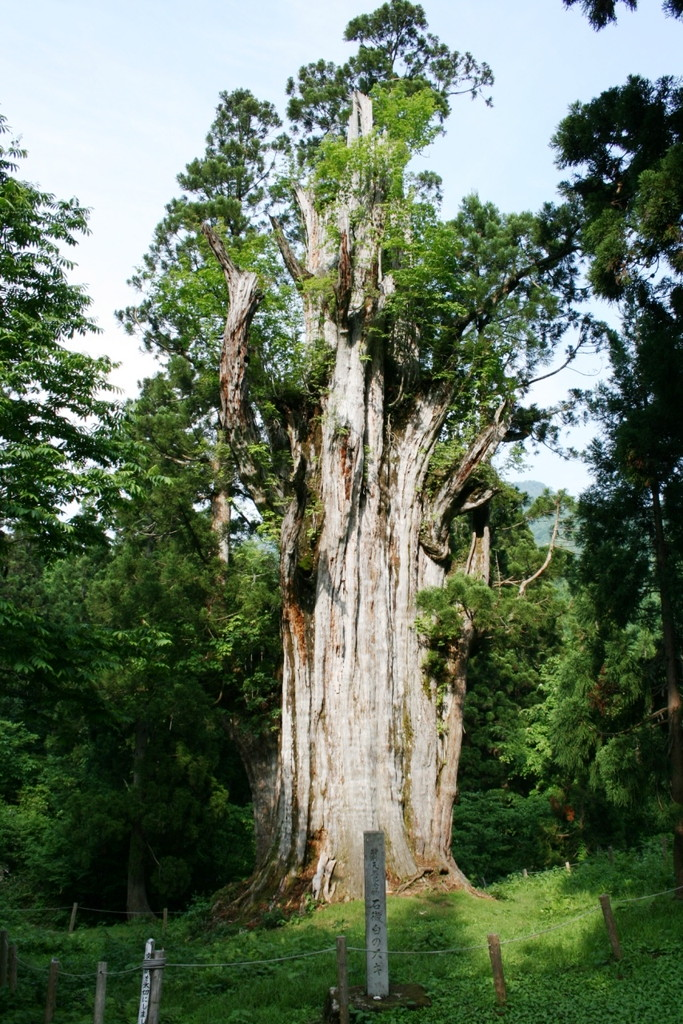
石徹白の大杉

一般に郡上八幡として知られている地区。
- 水の町（水の郷百選）
八幡地区の市街地には、江戸近世期の17世紀に郡上八幡城下の防火などを目的に築造された水路が巡らされている。現在、一部は整備され観光資源となっているが、多くは生活用水として利用され続けている。湧水や山水を引き込んだ水舟（みずぶね）と呼ばれる階段状になった水槽は、400年以上前に生まれた。上段は飲み水に、中段は野菜や果物を洗ったり冷やしたり、下段は食器洗いにと水を無駄にせず使い分けるシステムになっている。また「カワド」と呼ばれている共同の洗い場は、清らかな川の流れをそのまま町中に引き込んだ水路の途中に作られ、簡単なすすぎや洗い物に使われている。
水舟とカワドを紹介している大和ハウスのテレビCM、共創共生シリーズ「郡上八幡」篇がある。
1996年（平成8年）に水の郷百選に認定された。また同年、日本の音風景100選として、郡上八幡旧庁舎記念館横の新橋から12メートル下の吉田川に飛び込む「吉田川の川遊び」が選定された。
  - いがわ小径

長い水路。遊歩道として整備されている。
  - やなか水のこみち

おもだか家民芸館・齋藤美術館・遊童館・ロートレックミュージアムといった観光施設が集中している。
  - 吉田川親水遊歩道
- 古い町並み
城下町らしい軒の低い町並みが保存されている（職人町・鍛冶屋町など）。郡上八幡北町は国の重要伝統的建造物群保存地区に選定されている。
- 宗祇水（名水百選）
別名「白雲水」。名水百選の第一号。

- いがわこみち
- やなか水のこみち
- 宗祇水

- 郡上八幡城（岐阜県史跡）
別名に積翠城とも称される。1559年（永禄2年）遠藤盛数によって築城された。江戸時代には八幡藩（郡上藩）の藩庁となる。廃藩置県により廃城され、石垣を残して取り壊される。現在の天守は、大垣城（当時）を参考に1933年（昭和8年）に復元された。模擬天守としては全国的にも珍しい木造。
- 郡上八幡旧庁舎記念館（登録有形文化財）
旧八幡町役場庁舎は1936年（昭和11年）に竣工した建築物である。1994年（平成6年）まで八幡町役場として使われていた。現在は、観光案内所などとして利用されている。
- 郡上八幡博覧館
大正時代の旧税務署庁舎。郡上八幡を水・歴史・わざ・おどりの側面から紹介する展示施設として利用されている。
- 郡上市歴史資料館
2018年開館。
- 郡上八幡まちなみ交流館
2020年開館。
- 郡上八幡樂藝館（登録有形文化財）
1904年（明治37年）開業の医院である。展示施設として利用されている。
- 齋藤美術館
茶人であった齋藤家のお茶道具、書画を展示。
- 奥美濃おもだか家民芸館
- 心の森ミュージアム 遊童館
- 慈恩寺
1606年（慶長11年）に八幡城主の遠藤慶隆によって創建された。慈恩禅寺ともいう。
- 安養寺
1256年創建。宝物殿には県指定重要文化財を収蔵。
- 那比新宮神社
- 八幡神社
「八幡」の地名の由来となった神社。
- 岸剱神社
- 日吉神社
- 愛宕神社
- 八坂神社
- 大滝鍾乳洞
- 美山鍾乳洞
- 縄文鍾乳洞
- 郡上温泉
2024年8月1日に事業停止。

### 大和町
- 古今伝授の里フィールドミュージアム
- 島津忠夫文庫
- 明建神社
- 金剣神社
- 七代天神社
- 白山神社（大間見）
- 母袋温泉スキー場
- オオサンショウウオ（国の特別天然記念物）
小間見川に生息。
- 篠脇城：市の史跡

### 白鳥町
- 阿弥陀ケ滝（日本の滝百選）
落差約60m
- 正ヶ洞の棚田（日本の棚田百選・ぎふの棚田21選）
- 長滝白山神社
- 白山中居神社
- 白鳥神社
- 白山神社　※那留白山神社
- 白山神社　※前谷白山神社
- 貴船神社　※野添貴船神社
- 白山文化博物館
- 白山瀧宝殿
- 石徹白の大杉（国の特別天然記念物）
- 日本土鈴館（2021年12月25日閉館[13]）
- 白鳥春まつり
- 白山登山道
石徹白からの美濃禅定道（南縦走路）
- スノーウェーブパーク白鳥高原
- 岐阜いとしろシャーロットタウン（スキー場）
- ウイングヒルズ白鳥リゾートスキー場
- 清流長良川あゆパーク

### 高鷲町
- 分水嶺公園
日本海側の庄川水系と太平洋側の長良川水系の分水嶺。
- たかす開拓記念館
- ひるがの湿原植物園
- ひるがのピクニックガーデン[14]
- 牧歌の里
- 鷲ヶ岳スキー場
- ダイナランド 夏になると「ゆり園」がオープンする。ペアリフト・ゆりバスに乗ってスタート地点まで移動することができる。期間限定でナイター営業も行われている。
- 高鷲スノーパーク
- ホワイトピアたかす
- ひるがの高原スキー場
- 郡上高原スキー場

### 美並町
- 熊野神社（神の御杖杉は国の天然記念物）
- 星宮神社（大般若経残巻は国の重要文化財）
- 美並ふるさと館（円空ふるさと館・美並村生活資料館）
- 桂昌寺 (郡上市)
- 北辰寺 (郡上市)

### 明宝
- 明宝歴史民俗資料館
- めいほうスキー場
- 明宝温泉

### 和良町
- 御手洗の滝 - 山で道に迷った猟師が神様に祈ると、2羽の白鳩が現れ里へと導き無事に下山できたという伝説が残る[15]。
- 三日月の滝
- 鬼の首（念興寺）
- 蛇穴の水（岐阜県の名水50選）
- 戸隠神社（重ね岩、一本杉）
- オオサンショウウオ（国の特別天然記念物）
- 三十六歌山扁額（宮代白山神社）
- 下洞陣屋跡（旗本和良遠藤家）
- 円空仏
- 和良歴史資料館

## 文化・名物

### 祭事・催事
主な祭事
- 郡上おどり（重要無形民俗文化財）
江戸時代から受け継がれている伝統的な盆踊り。毎年7月中旬から9月上旬まで延べ32夜にわたって開催される。寺社の境内・一般の道路・街角の広場など、会場を移しながら開催される。特にお盆の時期（8月13日から16日）に明け方まで夜通し踊り続ける『盂蘭盆会（徹夜踊り）』が有名。日本3大盆踊りの一つに数えられ、1996年（平成8年）に重要無形民俗文化財に指定された。
- 白鳥おどり
白鳥町地区に伝わる伝統的な盆踊り。少なくとも享保8年（1723年）以前から行われていたとされる。毎年7月から8月にかけて、会場を移しながら連日開催される。郡上おどりと同様に8月中旬のお盆の時期には「徹夜踊り」を3日間催する。
- 白鳥の拝殿踊り（重要無形民俗文化財）
白山民謡文化圏に伝わる伝統的な盆踊り。唄と手拍子、下駄を鳴らす音で踊る。「白鳥の拝殿踊り」として大成した直後は長滝白山神社や白鳥神社など4つの神社のみで踊られてきたが、縁日にちなんで拝殿踊りを行う神社が少しずつ増えている[16]。令和7年3月28日に重要無形民俗文化財に指定された。
- 寒水の掛踊（重要無形民俗文化財）
明宝寒水にある寒水白山神社を中心に行われる太鼓や鉦を持ち、シナイを担って踊られる風流踊。令和3年3月11日に重要無形民俗文化財に指定された。

主な催事
- 食の祭典inぎふ郡上
- 中高生鮎友釣り選手権[17]
2015年に郡上市立八幡中学校出身の高校1年生6人の企画で初開催。2025年まで10回開催した。[18]

### 名産・特産
- 食品サンプル
食品サンプル製作を初めて事業化し、2006年（平成18年）現在で全国シェア50%以上を占める岩崎グループの設立者である岩崎瀧三の出身地であり、食品サンプルの発祥地であるとされる。市内の八幡町には食品サンプルを製造する岩崎模型製造株式会社があり、現在でもここを拠点に全国へ出荷が行われている。また、会社に併設された工房・直売店で食品サンプル作りの体験や、サンプルの購入が可能である。
なお、直売店は工房に併設されたものの他に町内に1店舗があり、どちらの店舗でもキーホルダーなどの小物や実際にレストランなどで展示されているものまで、大小様々なサンプルの購入が可能である。
- ハム（明宝ハム・明方ハム）
- 郡上味噌
- 肉桂玉（ニッキ飴）
- 郡上つむぎ
- 郡上本染
- 明宝トマトケチャップ
- 鶏ちゃん
- つぎ汁
- アユ - 塩焼、刺身、鮎雑炊など
- 南蛮煮[19]
- ピック（ギター用）
- ひるがの高原牛乳・ひるがの高原ヨーグルト・チーズ・乳製品
- ひるがの高原ミルクソフトクリーム
- 郡上八幡麦酒こぼこぼ
- 奥美濃カレー

## 出身関連著名人

### 出身著名人
- 千代 - 初代土佐藩主山内一豊の妻。ただし出自は諸説あり。
- 佐藤井岐雄 - 生物学者。
- 井森陸平 - 社会学者。
- 鷲見忠夫 - 軍人。
- 石田真二 - 日本航空パイロット。よど号の機長。
- 平野喜八郎 - 政治家。
- 小栗孝一 - 実業家・馬主。
- 鷲見昌勇 - オグリキャップの調教師、明宝出身。
- 玉越清美 - 警察官。
- 湯口敏彦 - 野球選手。白鳥町出身。
- 村上康成 - 絵本作家。八幡町出身。
- shun - ミュージシャン。FANATIC◇CRISIS。白鳥町出身。
- 篠原直美 - タレント。八幡町出身。
- 福場由里子 - 柔道家。八幡町出身。
- 岩崎瀧三 - 実業家。八幡町出身。
- 島野俊一 - バレーボール選手。
- 桂弥太郎 - 落語家。
- 長谷川聖 - スーツアクター。
- 広瀬伸一 - 東京海上日動火災保険社長。
- 森信人 - 京都大学防災研究所副所長。
- 尾藤竜一 - 野球選手。
- 中村豪 - サッカー選手。
- 上山真未 - アナウンサー。
- 佐藤良二 - 国鉄バスの車掌。
- 和田久 - レーシングドライバー。
- 末松佳子 - カヌー選手。
- 亀社長 - お笑い芸人、ぶったま
- 片桐 - ミュージシャン。Hakubiのボーカル及びギター。白鳥町出身。
- 市ノ瀬アオ - モデル、ガールズユニット821。
- 田口弘 - 実業家。
- 此島愛子 - 女優、声優、ナレーター。
- 毛利眞人 - 音楽評論家。

### ゆかりのある人物
- 池江璃花子 - 競泳選手。母方の祖父が郡上市出身。自身も郡上市スポーツアンバサダー（親善大使）を務める[20]。
- 宇山芽紅 - トランポリン競技選手。母方の祖父が郡上市出身。

### 移住者
- 土取利行 - 音楽家。
- 近藤正臣 - 俳優。

## 作品
郡上市を舞台とした作品は下記の通りである。

### 音楽
- 郡上の詩 - 石原詢子による歌唱。
- 郡上恋唄 - 石原詢子による歌唱。
- 濃尾恋歌 - 石原詢子による歌唱、 吉幾三作曲。
- 郡上八幡おんな町 - 永井裕子による歌唱。

### 映画
- ひみつのなっちゃん。

### ドラマ
- 老いてこそなお - NHK 2003年（主演：三國連太郎）
- 読売テレビ開局50年記念ドラマ ダイワハウスドラマスペシャル・さくら道 - 読売テレビ 2009年

### アニメーション
- GJ8マン